# Białystok
Białystokⓘ é uma cidade com direitos de condado no nordeste da Polônia, localizada na planície norte da Podláquia, no rio Biała. É a capital da voivodia da Podláquia e a sede das autoridades do condado de Białystok.
Białystok, com 290 907 habitantes (31 de dezembro de 2024) e ocupa uma área de 102,1 km², é a maior cidade entre as cidades da voivodia em termos de população. Białystok é o centro administrativo, econômico, científico e cultural da região. A cidade com comunas adjacentes forma a aglomeração de Białystok.

## Localização

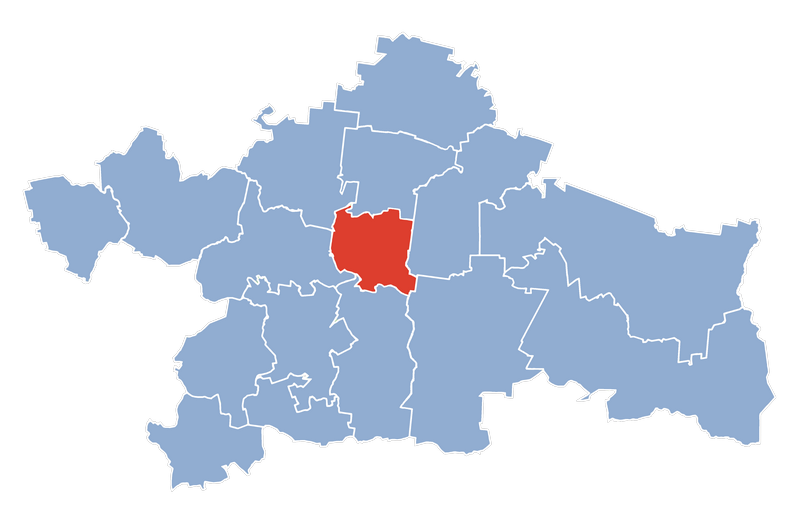
Localização de Białystok no mapa do condado de Białystok

Białystok está localizada no planalto de Białystok, que faz parte da macrorregião da planície norte da Podláquia. Está localizada na parte central da voivodia da Podláquia. As condições geográficas (a cidade é adjacente à Bielorrússia, Lituânia e Rússia) e históricas fizeram de Białystok um lugar onde pessoas de diferentes culturas, religiões e nacionalidades conviveram durante séculos, o que moldou o caráter específico da cidade.
Historicamente, a maioria de Białystok fica na Podláquia e, durante a Primeira República Polonesa, estava localizada na Terra de Bielsk da voivodia da Podláquia da Coroa do Reino da Polônia, enquanto seus assentamentos sudeste de Dojlidy, Skorupy e Dojlidy Górne, bem como Pieczurki (parte do assentamento de Wygoda) pertencem à região de Grodno e, durante a Primeira República Polonesa, estavam localizados no condado de Grodno da voivodia de Troki do Grão-Ducado da Lituânia.

## Recursos naturais
A cidade está situada no rio Biała, afluente esquerdo do rio Supraśl.

### Clima
Segundo a divisão agrícola e climática da Polônia por Romuald Gumiński, Białystok está localizada no distrito da Podláquia. Seu clima é claramente mais frio do que o de outros distritos de planície. A área é classificada como “Dfb” por Köppen e Geiger. A temperatura média anual é de 8,2 °C na cidade de Białystok. Durante o ano, a precipitação média é de 715 mm. O número de dias frios varia de 50 a 60, com geadas de 110 a 138 dias, e a duração da cobertura de neve de 90 a 110 dias. A estação de plantio dura de 200 a 210 dias.
| Dados climatológicos para Bialystok | Dados climatológicos para Bialystok | Dados climatológicos para Bialystok | Dados climatológicos para Bialystok | Dados climatológicos para Bialystok | Dados climatológicos para Bialystok | Dados climatológicos para Bialystok | Dados climatológicos para Bialystok | Dados climatológicos para Bialystok | Dados climatológicos para Bialystok | Dados climatológicos para Bialystok | Dados climatológicos para Bialystok | Dados climatológicos para Bialystok | Dados climatológicos para Bialystok |
| Mês                                 | Jan                                 | Fev                                 | Mar                                 | Abr                                 | Mai                                 | Jun                                 | Jul                                 | Ago                                 | Set                                 | Out                                 | Nov                                 | Dez                                 | Ano                                 |
| ----------------------------------- | ----------------------------------- | ----------------------------------- | ----------------------------------- | ----------------------------------- | ----------------------------------- | ----------------------------------- | ----------------------------------- | ----------------------------------- | ----------------------------------- | ----------------------------------- | ----------------------------------- | ----------------------------------- | ----------------------------------- |
| Temperatura máxima média (°C)       | −1,2                                | 0,4                                 | 5,6                                 | 12,9                                | 18,2                                | 21,4                                | 23,6                                | 22,9                                | 17,6                                | 11,2                                | 5,6                                 | 1,2                                 | 11,6                                |
| Temperatura média (°C)              | −3,3                                | −2,2                                | 1,8                                 | 8,3                                 | 13,8                                | 17,2                                | 19,5                                | 18,7                                | 13,8                                | 8,1                                 | 3,6                                 | −0,6                                | 8,2                                 |
| Temperatura mínima média (°C)       | −5,7                                | −5,0                                | −2,2                                | 3,1                                 | 8,4                                 | 12,1                                | 14,8                                | 14,1                                | 9,9                                 | 5,1                                 | 1,5                                 | −2,6                                | 4,5                                 |
| Precipitação (mm)                   | 48                                  | 44                                  | 47                                  | 51                                  | 70                                  | 75                                  | 91                                  | 72                                  | 65                                  | 52                                  | 48                                  | 52                                  | 715                                 |
| Dias com precipitação               | 9                                   | 8                                   | 8                                   | 8                                   | 9                                   | 9                                   | 10                                  | 8                                   | 8                                   | 8                                   | 8                                   | 9                                   | 102                                 |
| Umidade relativa (%)                | 85                                  | 83                                  | 77                                  | 67                                  | 66                                  | 66                                  | 70                                  | 69                                  | 74                                  | 79                                  | 86                                  | 85                                  | 75,6                                |
| Fonte: 2023-06-28                   |                                     |                                     |                                     |                                     |                                     |                                     |                                     |                                     |                                     |                                     |                                     |                                     |                                     |

### Natureza
Está localizada na área conhecida como Pulmões Verdes da Polônia (os antigos territórios das voivodias de Białystok, Łomża, Olsztyn, Ostrołęka e Suwałki). Cerca de 32% de sua área são áreas verdes. Parques e praças, bem como 1 886 hectares de florestas localizadas nos limites da cidade, criam um microclima específico e saudável. Dentro de Białystok, existem duas reservas naturais com uma área total de 105 ha., sendo os restos da Floresta Primitiva de Knyszyn.
- Floresta de Zwierzyniecki
- Antoniuk

A aglomeração urbana é adjacente ao Parque Nacional de Narew. Tal localização das reservas naturais nas imediações da cidade é única. Devido a essas vantagens, em 1993, Białystok foi a primeira cidade da Polônia a ser aceita no projeto internacional da Rede de Cidades Saudáveis, realizado pela Organização Mundial da Saúde.

### Vegetação municipal
- Parque Antoniuk
- Parque Branicki
- Parque Central
- Parque Lubomirski
- Parque J. Dziekońska
- Parque Planty
- Parque de Príncipe J. Poniatowski
- Parque da Constituição de 3 de maio
- Praça Abençoada Pe. Michał Sopoćko
- Parque municipal
- Parque Janina Kurkowska-Spychajowa[13][14]

Parques em Białystok
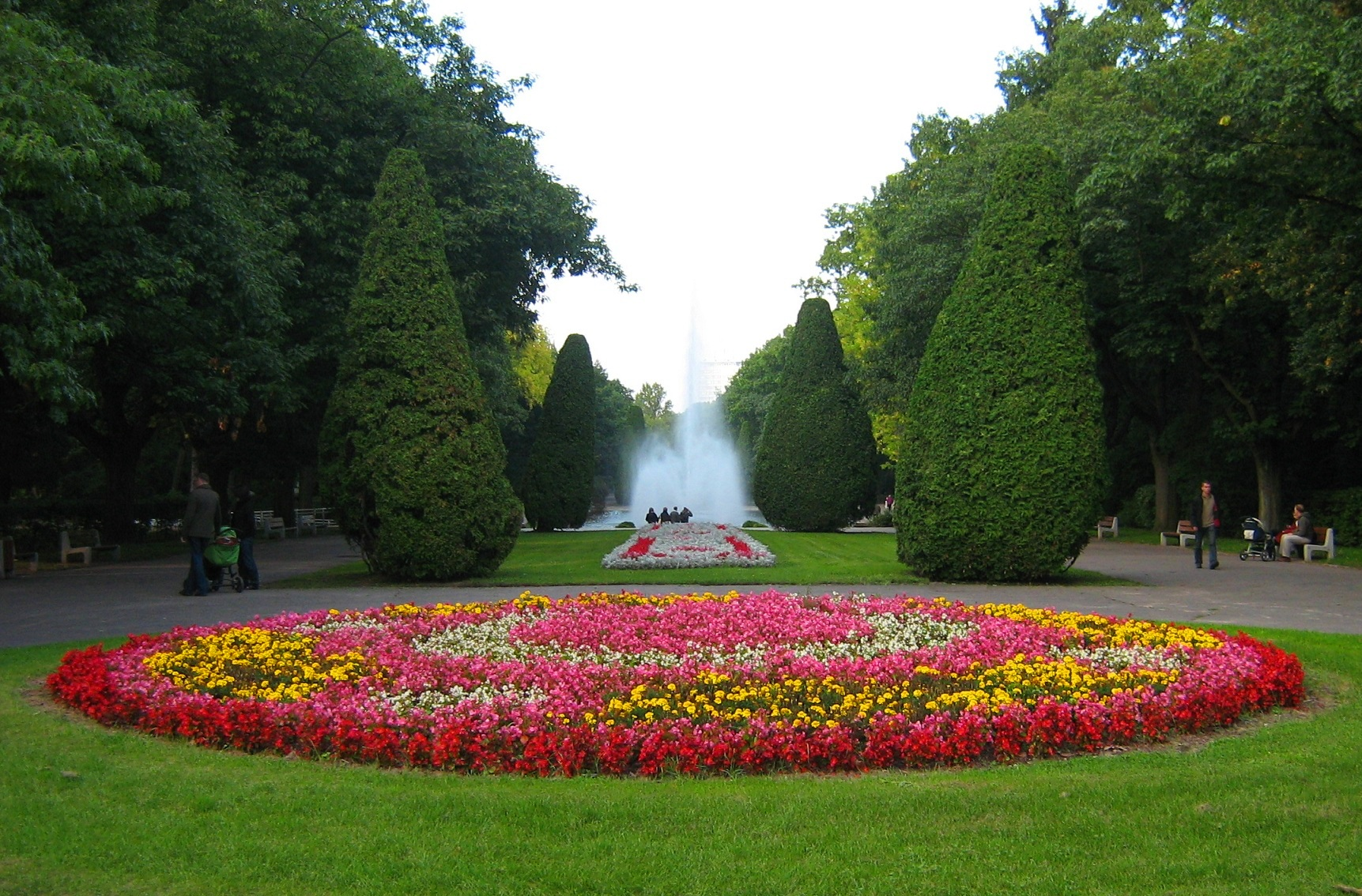
Tapete floral no parque Planty
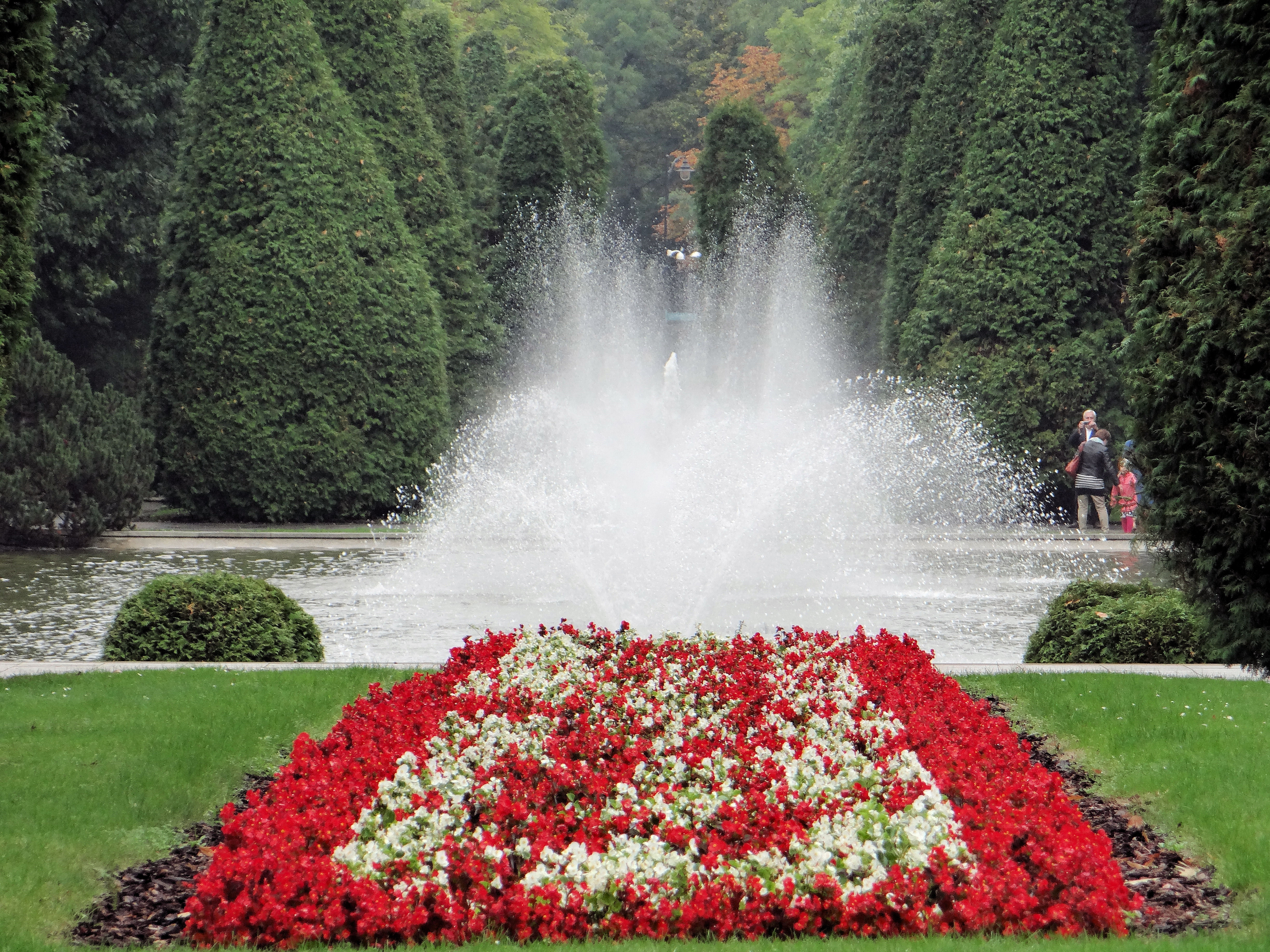
Fonte no parque Planty
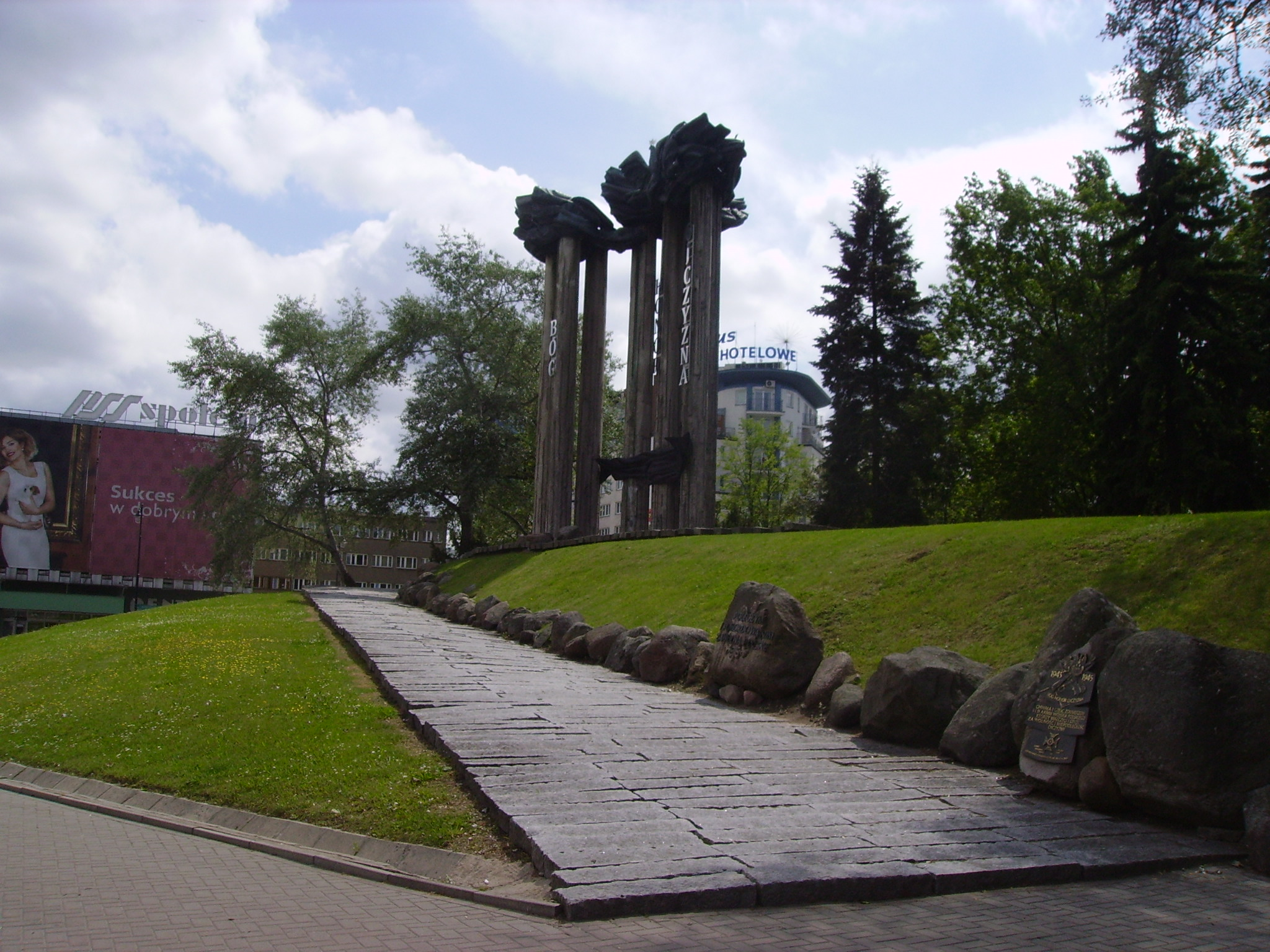
Rampa que levam ao Monumento aos Heróis da Terra de Białystok, localizado no parque Central
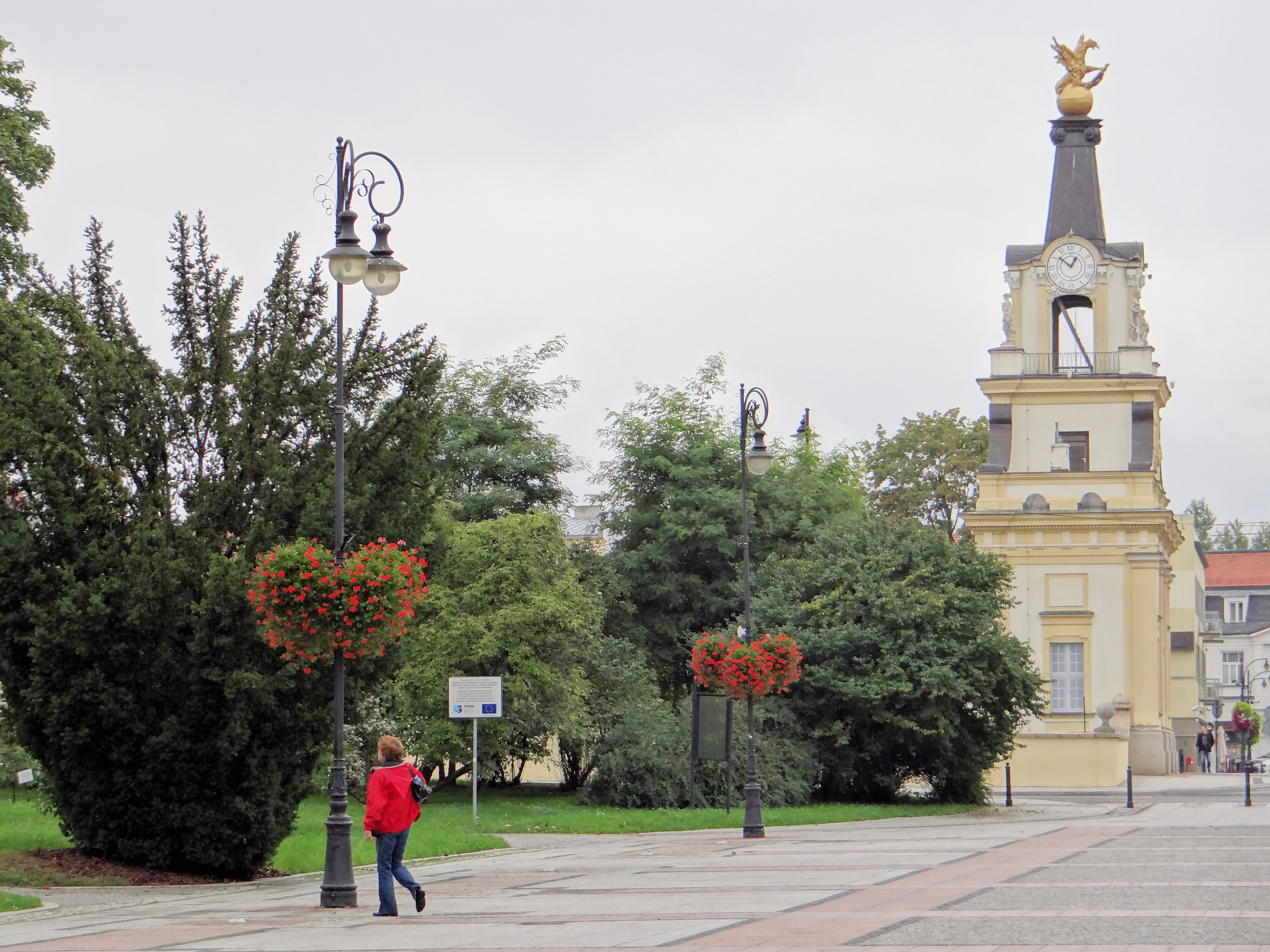
Parque Poniatowski
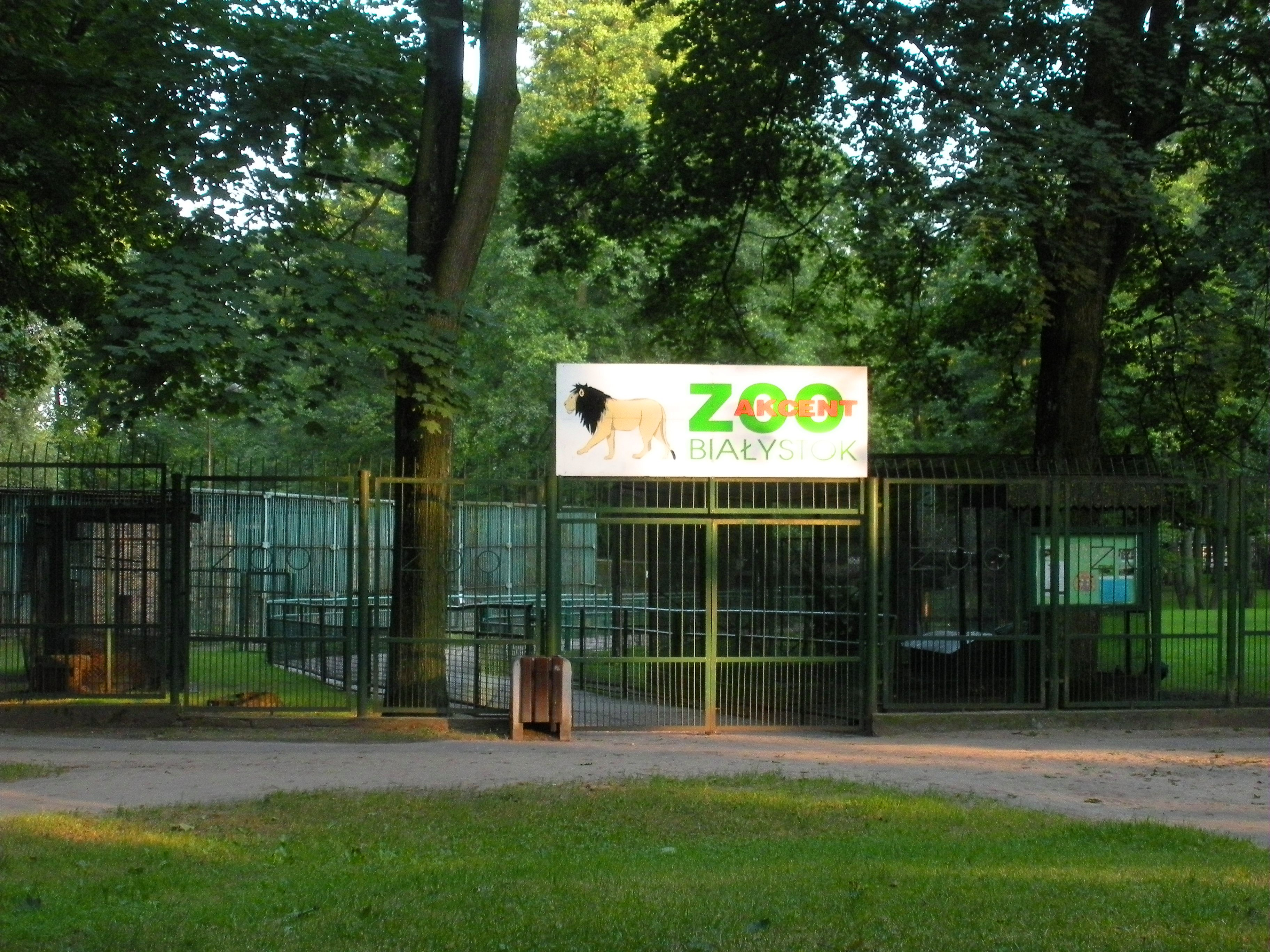
Zoológico no parque da Constituição de 3 de maio

## História

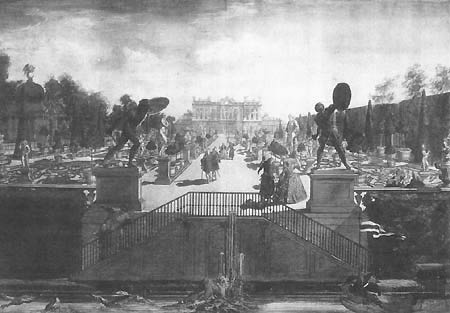
Esboço do Parque Branicki por Pierre Ricaud de Tirregaille com vista para o palácio — um desenho de 1752

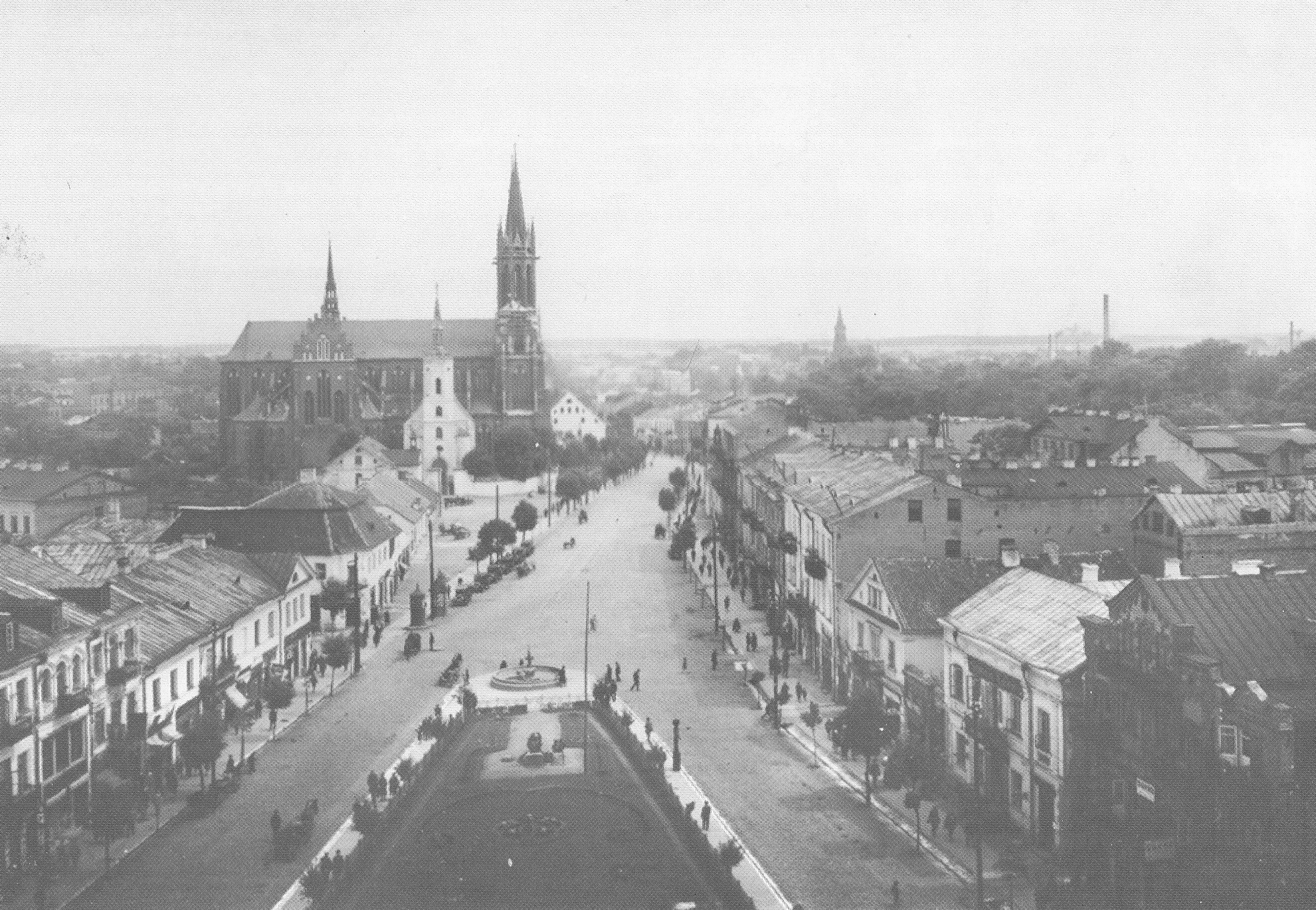
Centro da cidade de Bialystok em 1928

Entre 1437 e 1440, as terras ao longo do rio Biała foram concedidas a Jakub Raczko Tabutowicz por Michal Zygmuntowicz (possivelmente entre 1444 e 1447 por Casimiro IV Jagelão). O assentamento de Białystok foi fundado entre 1440 e 1444, quando os colonos da região de Kolno chegaram ao local da atual praça Kościuszko e à atual área de Dojlidy — vindos do condado de Lida. As estradas para Suraż, Wasilków e Choroszcz se cruzavam no local da atual praça Kościuszko. Durante os próximos três anos, dois casarões e uma igreja paroquial foram construídos. Em 1578, uma pousada foi construída ao lado da igreja. Nos anos 1617–1626, a antiga igreja paroquial, preservada até hoje, foi construída a partir da fundação do Grande Marechal da Lituânia Piotr Wiesiołowski. Foi ele quem ergueu um castelo gótico-renascentista de tijolos em Białystok, que, após uma reconstrução completa na década de 1790, tornou-se uma residência barroca da família magnata Branicki, conhecida até hoje como o Palácio Branicki. A primeira menção da igreja em Białystok, localizada no local da atual catedral ortodoxa de São Nicolau, data de 1727.
Em 1745 Białystok era uma cidade privada, localizada na Terra de Bielsko da antiga voivodia da Podláquia (1513–1795), com Lei de Magdeburgo. No mesmo ano, começou a construção da prefeitura de Białystok. Todo o traçado urbano de Białystok é atribuído a arquitetos associados à corte do Hetman Jan Klemens Branicki. Em 1769, perto da cidade, os confederados de Bar travaram a batalha perdida de Olmont com o exército czarista. No século XIX, a cidade mudou seu caráter de residencial para administrativo e industrial.
Nos anos 1807–1915, Białystok estava nas fronteiras do Império Russo sob a partição russa. Até 1842, a cidade era a capital da Oblast de Białystok, depois foi incorporada à Gubernia de Grodno e era a maior cidade da gubernia, embora a capital estivesse localizada em Grodno. Após o Levante de Novembro, uma fronteira alfandegária foi criada perto da cidade entre a Polônia do Congresso e a Rússia, o que causou uma onda repentina de migração econômica dos proprietários de fábricas de Łódź. Isso contribuiu para o desenvolvimento dinâmico da então cidade provincial. Durante este período, a Białystok em expansão foi chamada de Manchester do Norte. Em 1862, a Ferrovia Varsóvia-Petersburgo foi fundada em Białystok, o que também contribuiu para o desenvolvimento econômico da cidade. Em 1892, um sistema de abastecimento de água foi inaugurado na cidade.

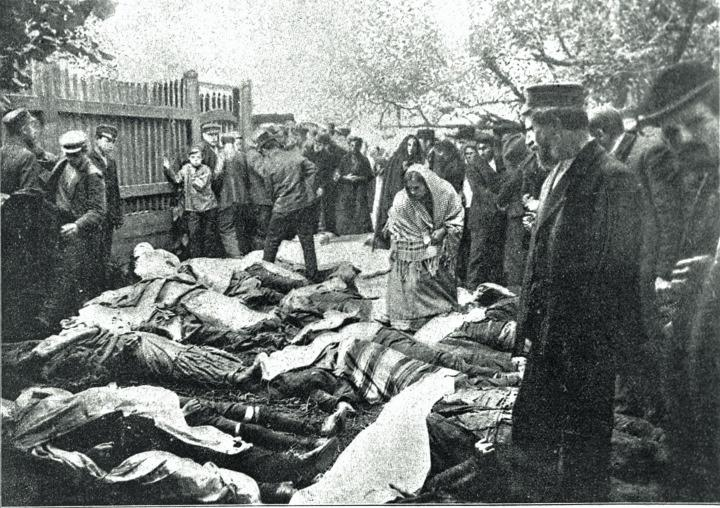
Judeus assassinados durante o pogrom em Białystok em 1906

No início do século XX, Białystok era o centro do movimento anarquista polonês.
Em julho/agosto de 1905, ocorreu um pogrom antissemita na cidade.
De 14 a 16 de junho de 1906, ocorreu um pogrom em Białystok, durante o qual 88 pessoas foram assassinadas.
De 1915 a 1919, a cidade esteve sob ocupação alemã depois que a administração russa e as tropas russas deixaram a cidade. Em 1920, Bialystok tornou-se brevemente a sede do Comitê Revolucionário Provisório da Polônia, mas no mesmo ano, o Exército polonês travou a vitoriosa Batalha de Białystok contra o Exército Vermelho, libertando a cidade da ocupação bolchevique. Até 1939, na Polônia independente, a cidade era a capital da voivodia de Białystok. Na primeira metade de 1936, houve excessos antissemitas. Em outubro de 1939, Bialystok foi ocupada pela União Soviética e anexada à República Socialista Soviética da Bielorrússia recebendo o estatuto de capital da Oblast de Białystok. De setembro de 1939 até a eclosão da guerra soviético-alemã, Białystok foi um dos dois principais (próximo a Lviv) centros de atividade dos comunistas poloneses que tomaram o poder na Polônia depois de 1945. O líder desse meio era Alfred Lampe, liderado, entre outros, por Janina Broniewska, Paweł Finder, Małgorzata Fornalska, Marceli Nowotko, Jakub Berman, Czesław Skoniecki e Leon Lipski.

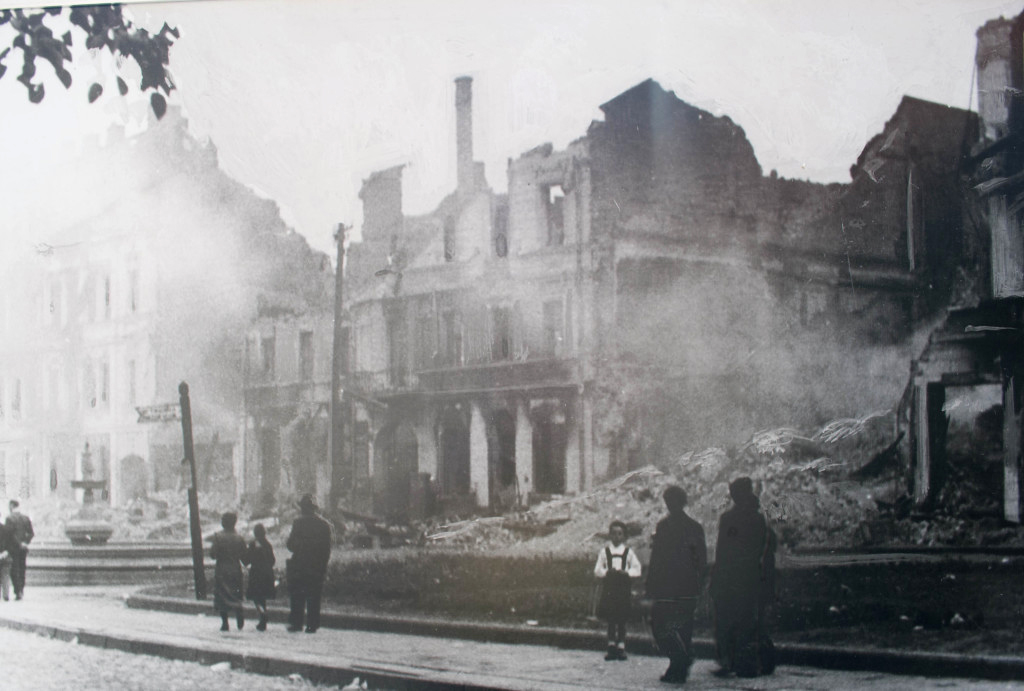
Białystok em 1941

Em junho de 1941, as tropas alemãs entraram em Białystok. Já no final de junho e início de julho de 1941, os alemães assassinaram entre 6 500 e 7 000 judeus em Białystok. De julho de 1941 a julho de 1944, esteve sob ocupação alemã como distrito de Białystok. No final de julho daquele ano, um gueto foi criado na cidade, no qual eclodiu uma revolta em 1943. O Exército da Pátria recusou-se a auxiliar o movimento de resistência judaica no gueto por causa da presença de comunistas lá. Em última análise, os judeus de Białystok morreram nos campos de extermínio em Treblinka e Majdanek. Depois que a cidade foi tomada, os nazistas estabeleceram um campo para prisioneiros de guerra soviéticos no antigo quartel do 10.º Regimento de Lanceiros Lituanos. Originalmente, cerca de 10 a 12 mil pessoas foram mantidas lá. Os prisioneiros morreram em massa como resultado de condições de vida extremas, fome e doenças. O campo foi liquidado no outono de 1943. Em julho de 1944, intensos combates ocorreram entre o 3.º Exército, a Segunda Frente Bielorrussa do Exército Vermelho e as tropas alemãs para libertar Białystok da ocupação nazista (4 643 soldados do Exército Vermelho foram mortos durante a operação de Białystok), como resultado da qual a cidade sofreu severamente, quase 80 por cento dos edifícios foram destruídos. Após a Segunda Guerra Mundial, a cidade reconstruída perdeu para sempre seu antigo caráter, que era um legado de sua história de barcos a vapor. Graças às migrações da população rural do pós-guerra, Białystok aumentou, várias vezes excedendo o número de seus habitantes antes de 1939. Durante este período, numerosas universidades e novos centros industriais e de serviços foram criados.
Desde 1999, é a capital da voivodia da Podláquia. Em 2002, a vila de Zawady foi incorporada à cidade e em 2006 — mais quatro vilas.

## Arquitetura

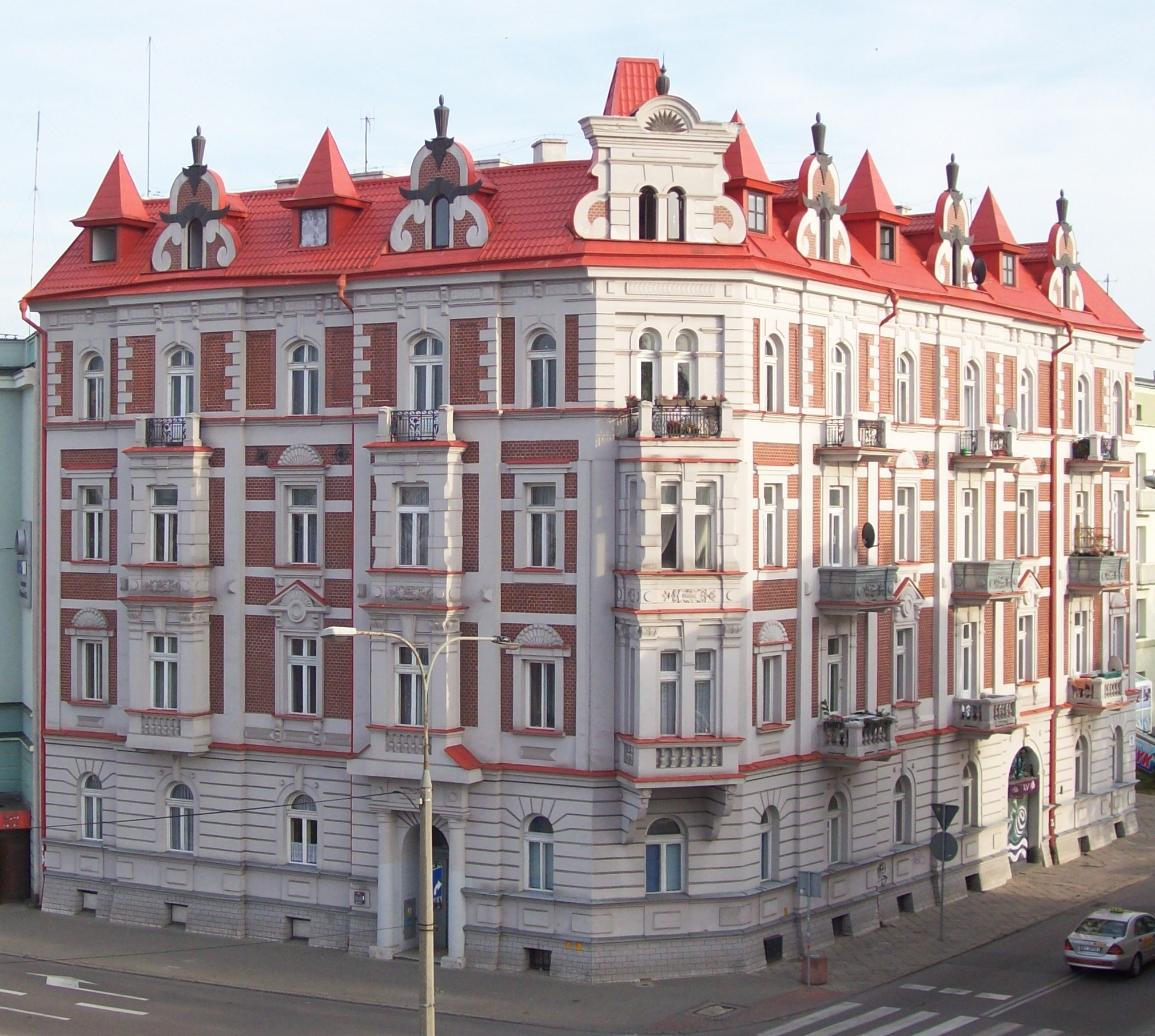
Edifício residencial Ginzburg

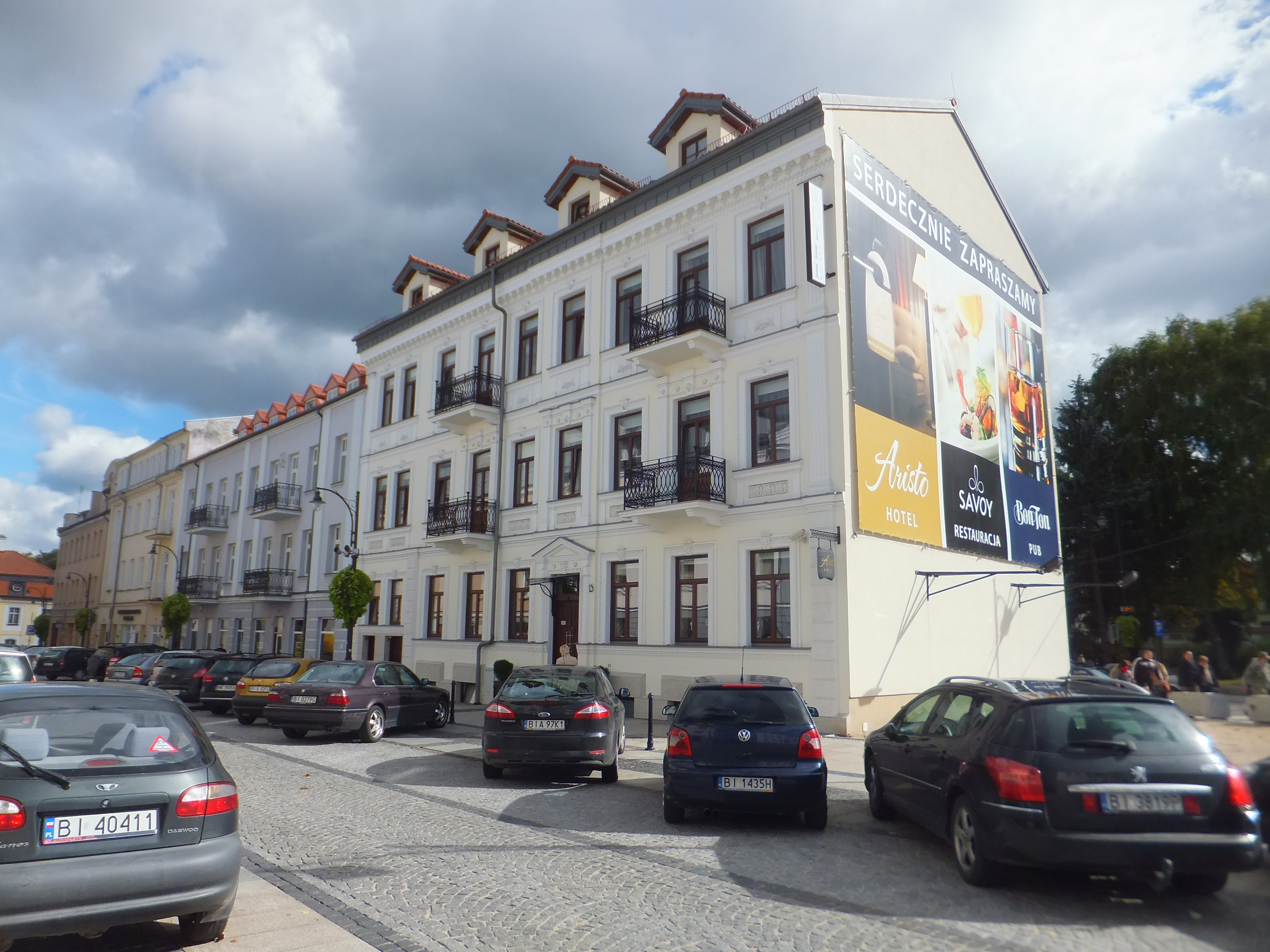
Edifício residencial Jossem, agora Hotel Aristo

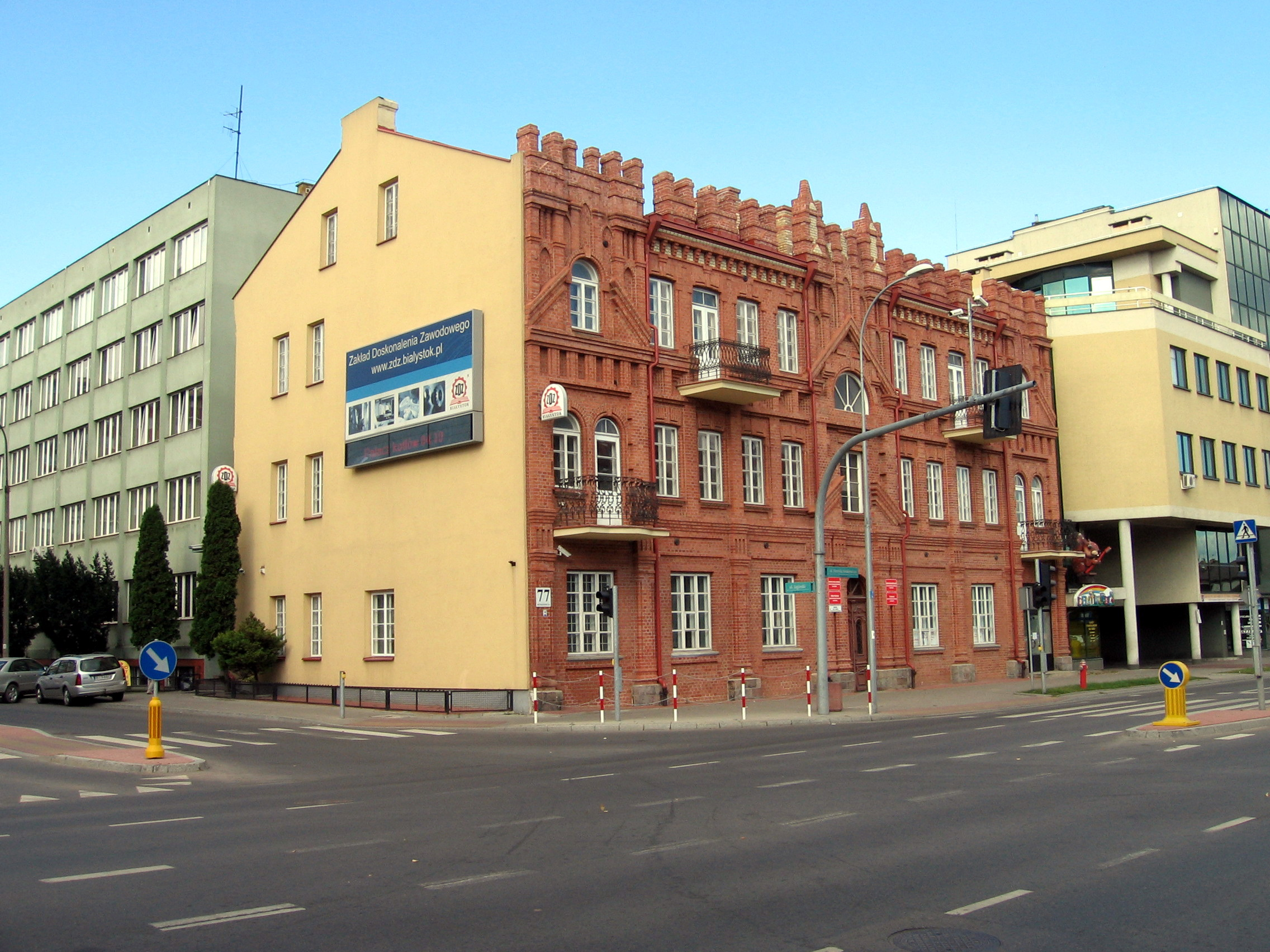
Edifício residencial Kantorowicz

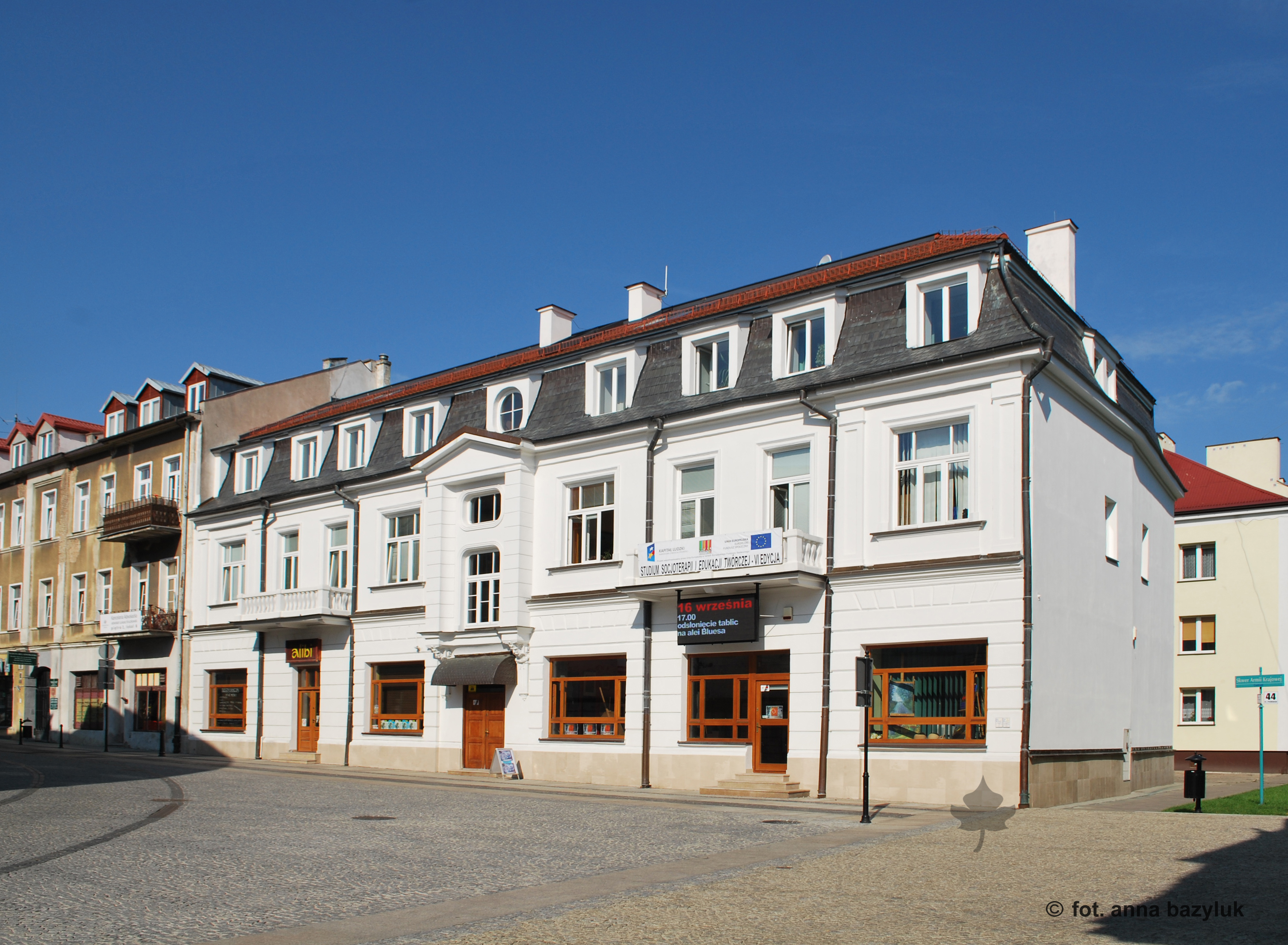
Edifício residencial Makowski

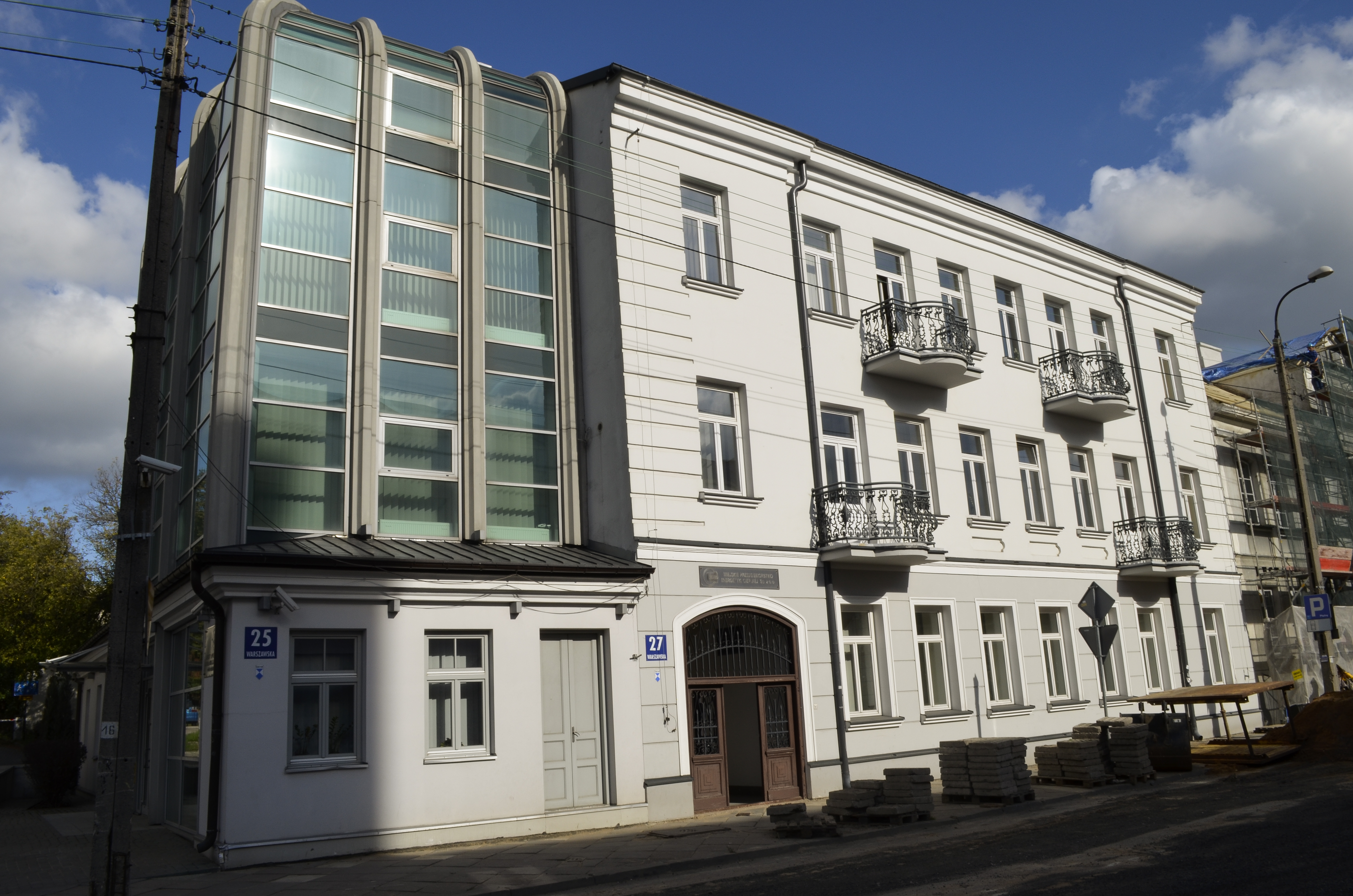
Edifício residencial Szturman

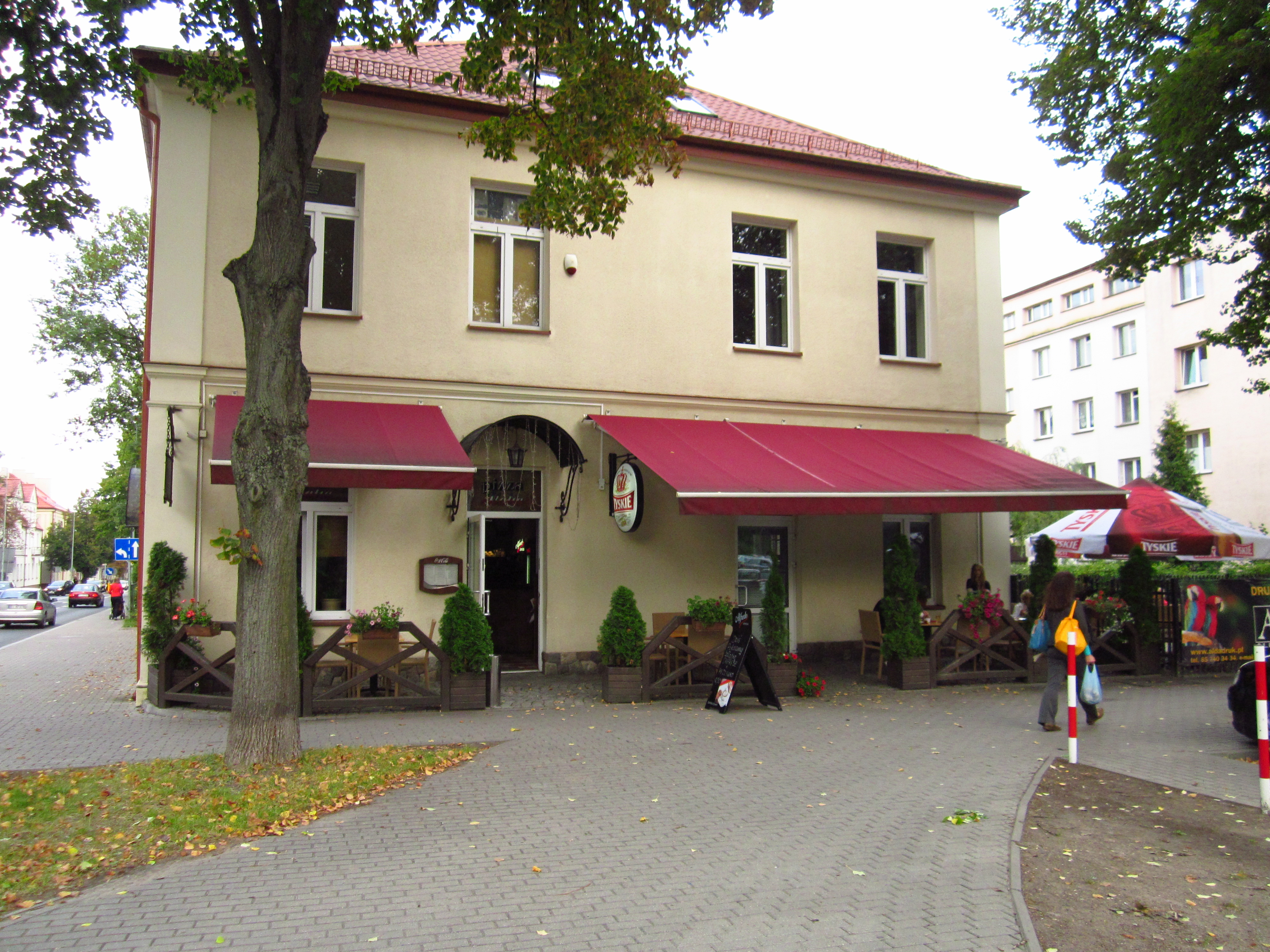
Edifício residencial Puchalski

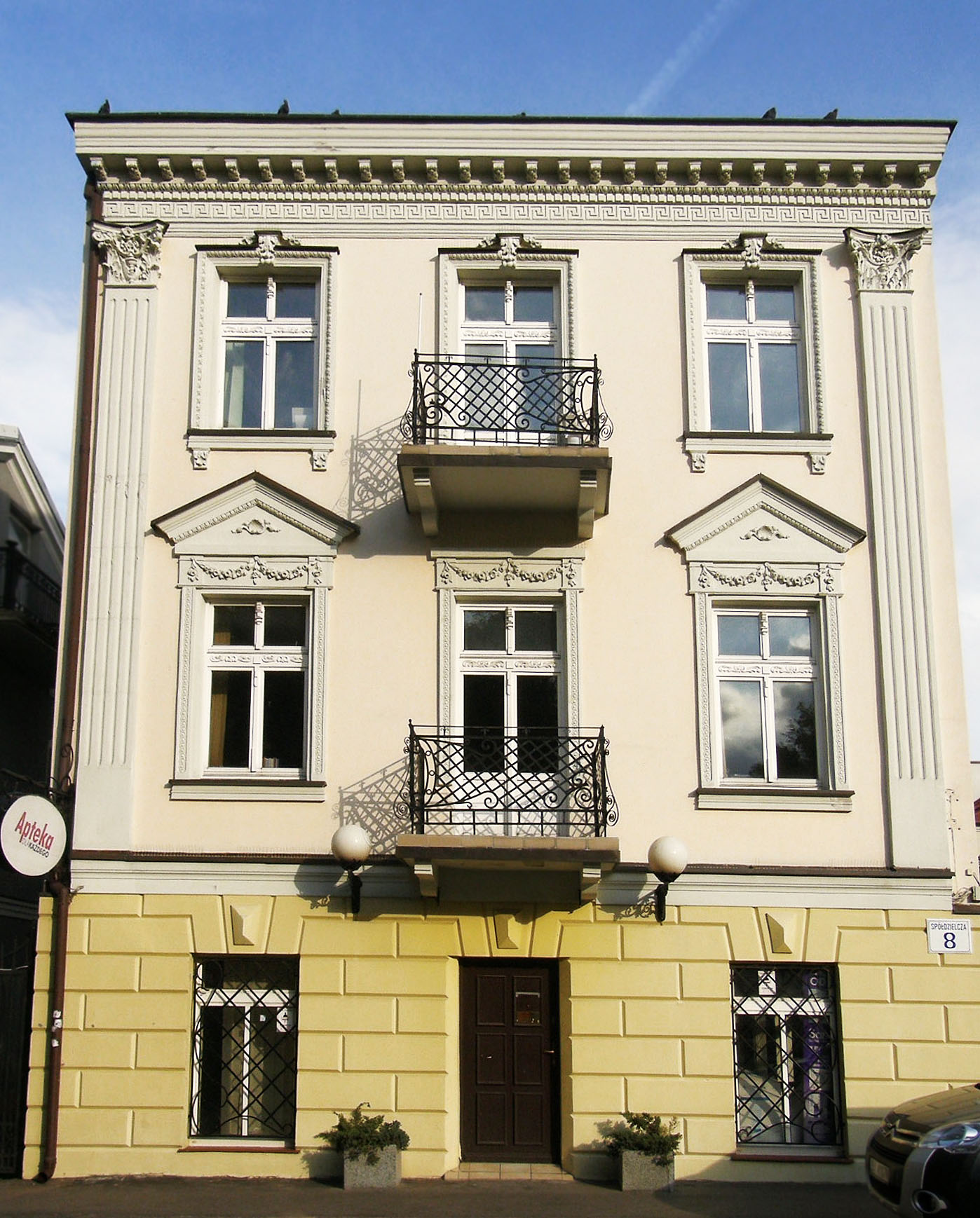
Edifício residencial na rua Spółdzielcza (no Centro)

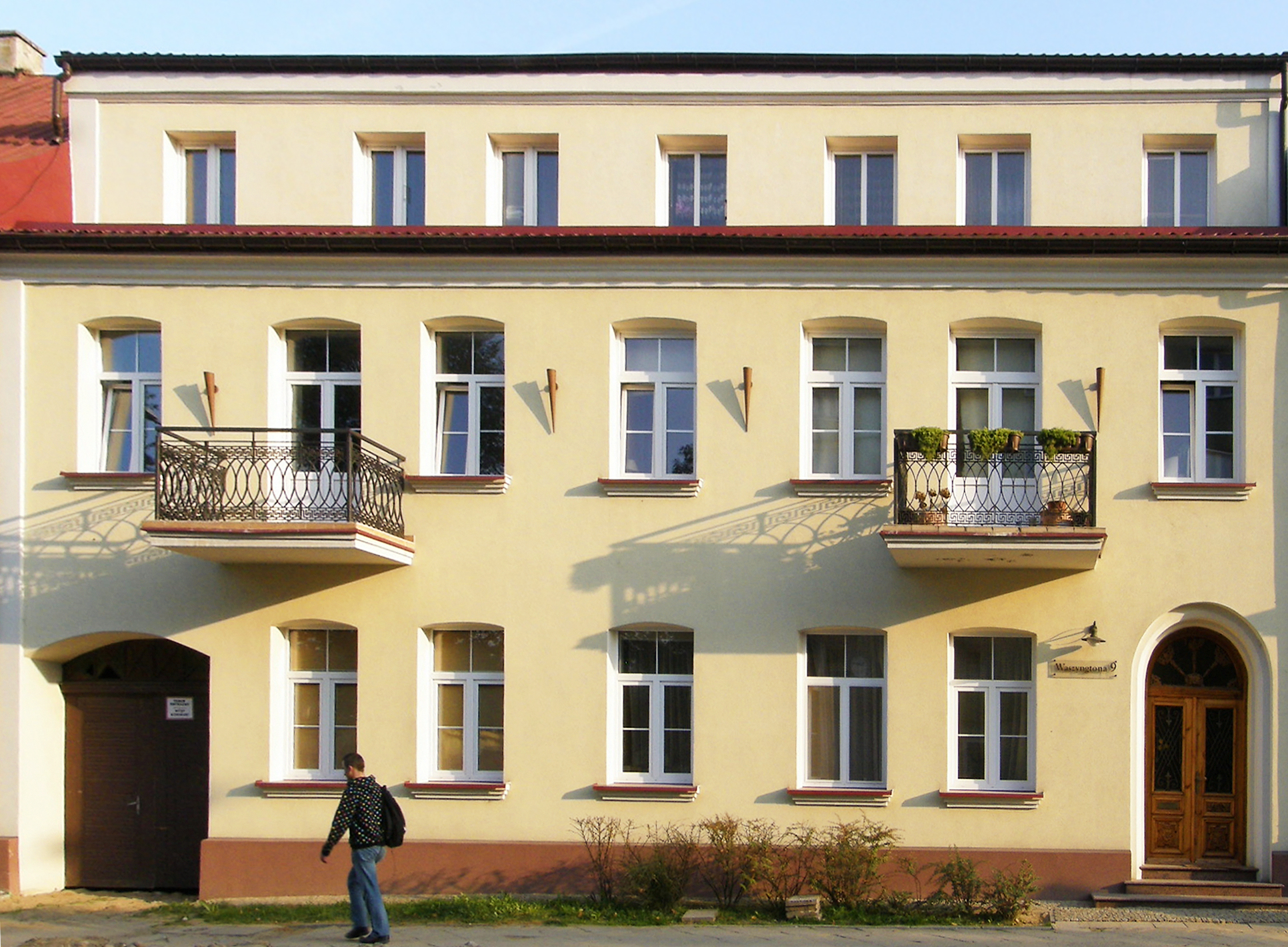
Edifício residencial na rua Washington (em Piaski)

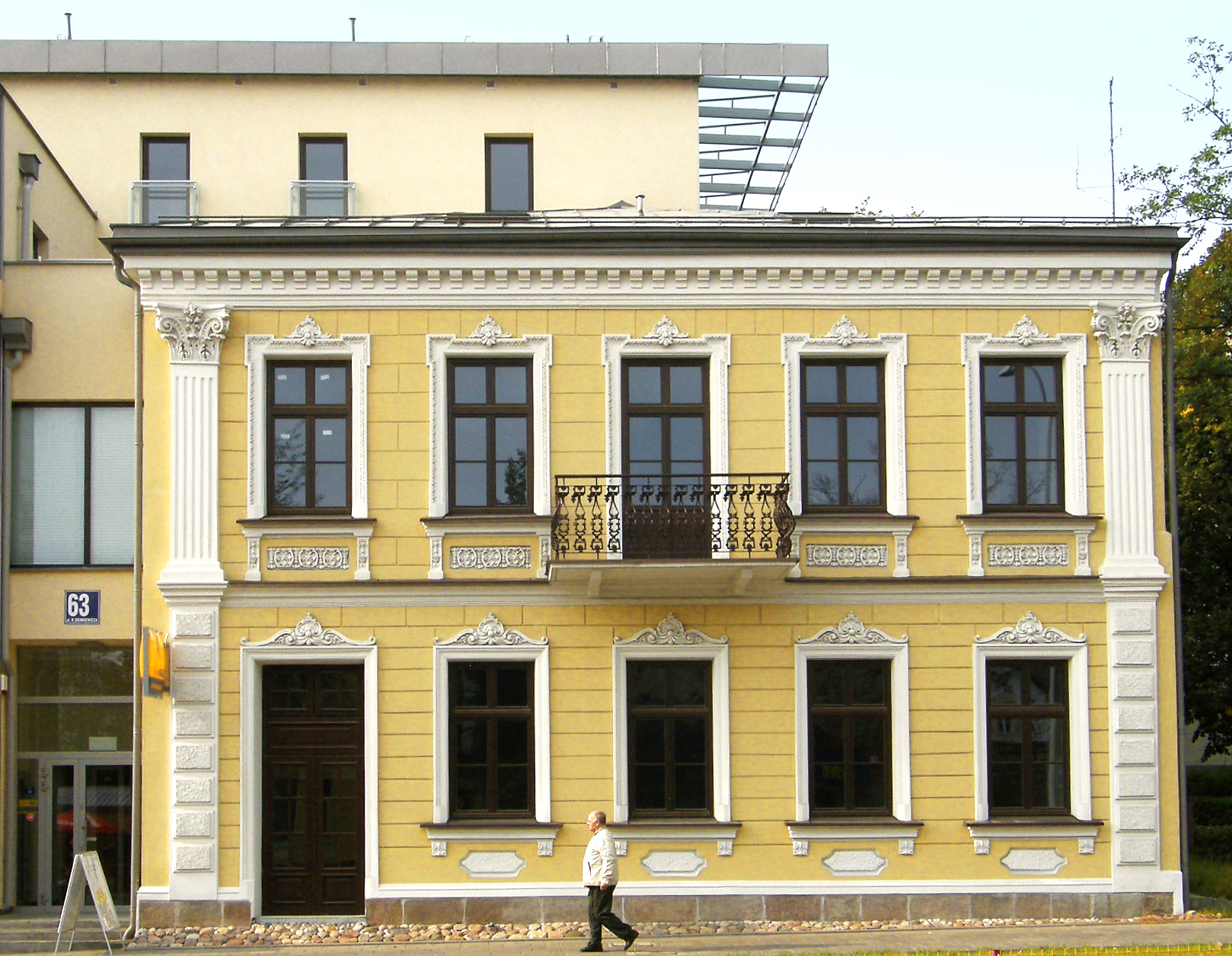
Edifício residencial na rua Sienkiewicza (em Sienkiewicza)

### Monumentos históricos
Edifícios góticos:
- Porões do Palácio Branicki em Białystok

Edifícios renascentistas:
- Antiga igreja paroquial — Praça Kościuszko (1617–1626)

Edifícios barrocos:
- Palácio Branicki e o Complexo do Parque, rua Jana Kilińskiego 1 (século XVIII)
- Igreja ortodoxa de Santa Maria Madalena, rua Konstanty Kalinowski (fundada na segunda metade do século XVIII por Jan Klemens Branicki como uma capela católica, desde 1864 ortodoxa)
- Prefeitura, Praça Kościuszko, 10 (1745–1761)
- Antiga pousada, rua Henryka Sienkiewicza 4 (hoje Astoria, construída após 1753)
- Mosteiro das Irmãs da Misericórdia Vicente de Paulo, Praça Kosciuszko (1769)
- Casa de Hóspedes da Família Branicki, rua Jana Kilińskiego 6 (meados do século XVIII)
- Presbitério, rua Kościelnej (1760)
- Antigo hospital, Praça Kościuszko (2.ª metade do século XVIII)

Objetos criados no século XIX:
- Loja Maçônica, rua Jan Kiliński (classicista, 1803–1806)
- Antigo arsenal Cekhauz, Praça Kościuszko (barroco-classicista, 1795–1807)
- Igreja ortodoxa de São Nicolau, o Milagroso, rua Lipowa (classicista, 1846)
- Casa de Napoleão (classicista, meados do século XIX)
- Palácio Rüdiger, mais tarde Kreuzenstern e Palácio Lubomirski, rua Dojlidy Fabryczne 26 (neoclássico, meados do século XIX)
- Cemitério Evangélico-Augsburgo na rua Produkcyjna, meados dos séculos XIX/XIX
- Mansão Welter (meados do século XIX)
- Estação Ferroviária, rua Kolejowa (neo-renascimento, década de 1860)
- Towarzystwo Białostockiej Manufaktury “E.Becker i s-ka”, rua Świętojańska (neo-renascimento, 1895–1901) — atualmente Alfa Shopping Center
- Palácio Hasbach, rua Dojlidy Fabryczne 23 (neo-renascimento, década de 1880)
- Igreja do Sagrado Coração de Jesus, rua Romuald Traugutt 25 (1884 — construída como uma igreja ortodoxa, renomeada para Igreja Católica no período entre guerras)
- Cemitério Farny, rua Władysław Raginis (1888)
- Complexo de moradias e palácios da cidade do século XIX na rua Warszawska
- Mansão do general von Driesen, rua Świętojańska (construída após 1878 no estilo suíço)
- Edifício residencial do antigo Banco do Comércio de Vilnius, rua Henryka Sienkiewicza/Warszawska (neo-renascimento, década de 1890)
- Edifícios de madeira no distrito de Bojary
- Igreja ortodoxa de Todos os Santos na necrópole ortodoxa de Todos os Santos, rua Władysława Wysockiego 1 (final do século XIX)
- Cemitério Evangélico-Augsburgo na rua Wasilkowska/gen. Stanisław Sosabowski (inaugurado em 1885)[25]
- Cemitérios judaicos — fundados nos séculos XVIII, XIX e XX
- Sinagoga Piaskower (século XIX)
- Mansão sob a Cáritas (final do século XIX)
- Complexo de quartéis do 10.º Regimento de Lanceiros Lituanos, rua Kawaleryjska (1890–1950)
- Complexo da fábrica Chana Marejn, rua Włókiennicza (1892–1920)
- Complexo fabril Wolf Zilberblatt, rua Włókiennicza (1892–1910)
- Igreja de Santo Estanislau Mártir, rua Wiadukt 2B (final do século XIX — originalmente uma igreja ortodoxa)
- Palácio Trylling (1898–1899)
- Complexo de quartéis do Regimento Huzar, rua Józef Bem (2.ª metade dos séculos XIX/XX) — agora sede da Unidade de Guarda Fronteiriça da Podláquia
- Complexo da fábrica Stein, rua Poleska (séculos XIX e XX)
- Casas no centro da cidade, entre elas:
  - Casa Kantorowicz (2.ª metade do século XIX)
  - Edifício residencial Abram Cytron (final do século XIX)
  - Edifício residencial dos Moes (final do século XIX)
  - Edifício residencial Jossem (1897)
  - Edifício residencial Malinowski (séculos XIX/XX)
  - Casa Rozenblum (séculos XIX/XX)
  - Casa Szturman (séculos XIX/XX)
  - Edifício residencial Świński (séculos XIX/XX)
- Mansão Stefanowicz localizada na rua Bacieczki (século XIX)

Objetos criados no século XX:
- Mansão do proprietário da fábrica Stein, rua Artyleryjska (início do século XX)
- Catedral Basílica da Assunção da Bem-Aventurada Virgem Maria, Praça Kościuszko (neo-gótico, 1900–1910)
- Antigo Complexo da Tecelagem Nowik i Synowie, rua Augustowska/ rua Adam Mickiewicz (início do século XX)
- Edifício residencial Ginzburg (início do século XX)
- Centro de Detenção, antigo complexo prisional czarista, rua Nicolau Copérnico (c. 1905)
- Igreja de Santo Adalberto de Praga, rua Warszawska (neo-românico, 1909–1912) — antiga igreja evangélica-Augsburgo
- Casa Makowski (1900-1910)
- Casa Zbirohowski-Kościów (1910)
- Palácio Nonik (ecletismo, 1910–1912)
- Castelo de água (1923–1925)
- Igreja de São Roque de Montpellier, rua św. Rocha (modernista, 1927–1946)
- Armazém do Intendente N.º 13, rua Węglowa (modernista, 1934–1936), atualmente um complexo de edifícios pós-militares para diversos fins (em um deles, o Museu Memorial da Sibéria, fundado em 2016)[26]
- Antiga Casa do Povo, agora Teatro Dramático de Aleksandra Węgierki, rua Elektryczna (modernista, 1936–1938)
- Complexo do antigo Tribunal Distrital e Câmara Fiscal, rua Adam Mickiewicz (modernista, década de 1930)
- Igreja de Santo André Bobola, rua Andrzeja Bobola 49 (modernista, 1939–1967)
- Igreja do Imaculado Coração de Maria, rua ks. Stanisława Suchowolca 27 (modernista, construída em 1949–1955 no local da igreja demolida de 1727)
- Mansões na rua Akademickiej no estilo modernista da década de 1930, incluindo a Mansão Presidencial (1936–1937)
- Banco, Praça Kościuszko (realismo socialista, 1947–1950)
- Comitê Provincial do Partido Operário Unificado Polonês, rua Władysław Liniarski (realismo socialista, 1953–1954), atualmente Faculdade de Filologia da Universidade de Białystok
- Monumento aos Heróis da Região de Białystok, Praça Niezależnego Zrzeszenia Studentów (realismo socialista, 1975)

Objetos não preservados:
- Grande Sinagoga, rua Suraska (construída em 1903–1913, incendiada em 1941)
- Catedral da Ressurreição do Senhor, hoje rua H. Sienkiewicz (construída em 1898–1913, demolida em 1938)
- Hotel Ritz, rua Kiliński (construído em 1912–1913, incendiado em 1944)

| Monumentos em Białystok |
| --- |
| - Pousada Branicki - Palácio Lubomirski - Palácio Hasbach - Palácio Nonik - Igreja ortodoxa de São Nicolau (1843-46) - Catedral Basílica da Assunção da Bem-Aventurada Virgem Maria (1900-1906) |

## Turismo

### Rotas turísticas
Alguns dos monumentos foram assinalados em cinco roteiros turísticos temáticos criados na cidade em 2008–2010:
- Trilha da herança judaica,
- Rota do esperanto e muitas culturas em Białystok[27]
- A arquitetura da República Popular da Polônia,
- Trilha nos passos do padre abençoado Michał Sopoćka[28]
- Trilha culinária.

Adicionalmente, em maio de 2011 foram criados:
- Trilha da família Branicki
- Trilha da arquitetura de madeira em Białystok
- Trilha das igrejas de Białystok
- Rota dos fabricantes de Białystok

Uma alternativa às trilhas para caminhadas é o “Białystok Audiobus. Um audioguia para ouvir nos ônibus dos transportes públicos” — um percurso turístico criado em 2011 com base nos percursos das linhas de ônibus n.º 2 e 10.
Até 2019, foram criados os seguintes roteiros turísticos:
- Trilha dos murais de Białystok (caminhada, ciclismo e ônibus)[29]
- Trilha Bojar[30]
- Rota das Igrejas Ortodoxas modernas[31]

Cinco rotas da Sociedade Polonesa de Turismo (PTTK) passam por Białystok.

Hotéis
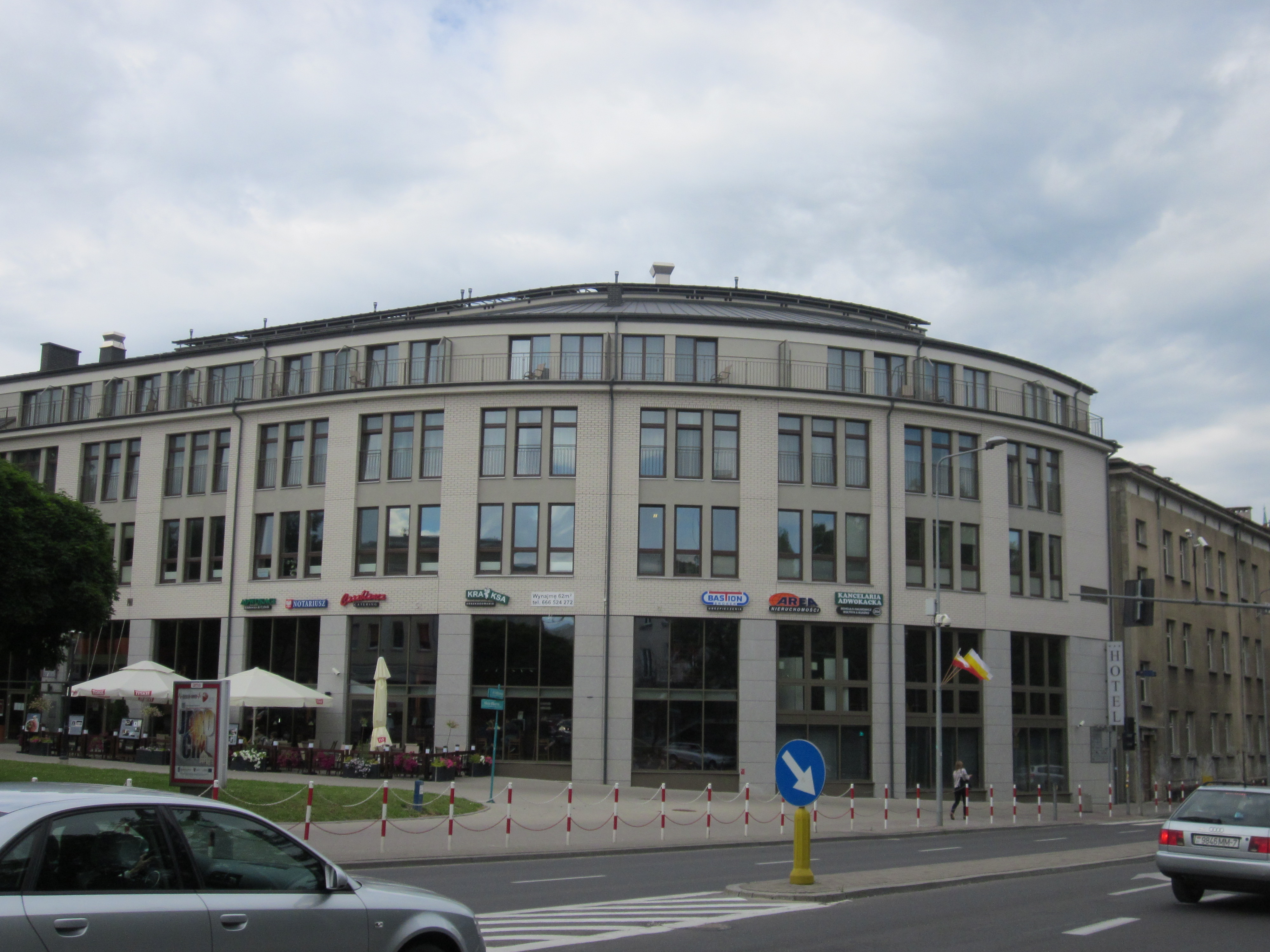
Hotel Esperanto
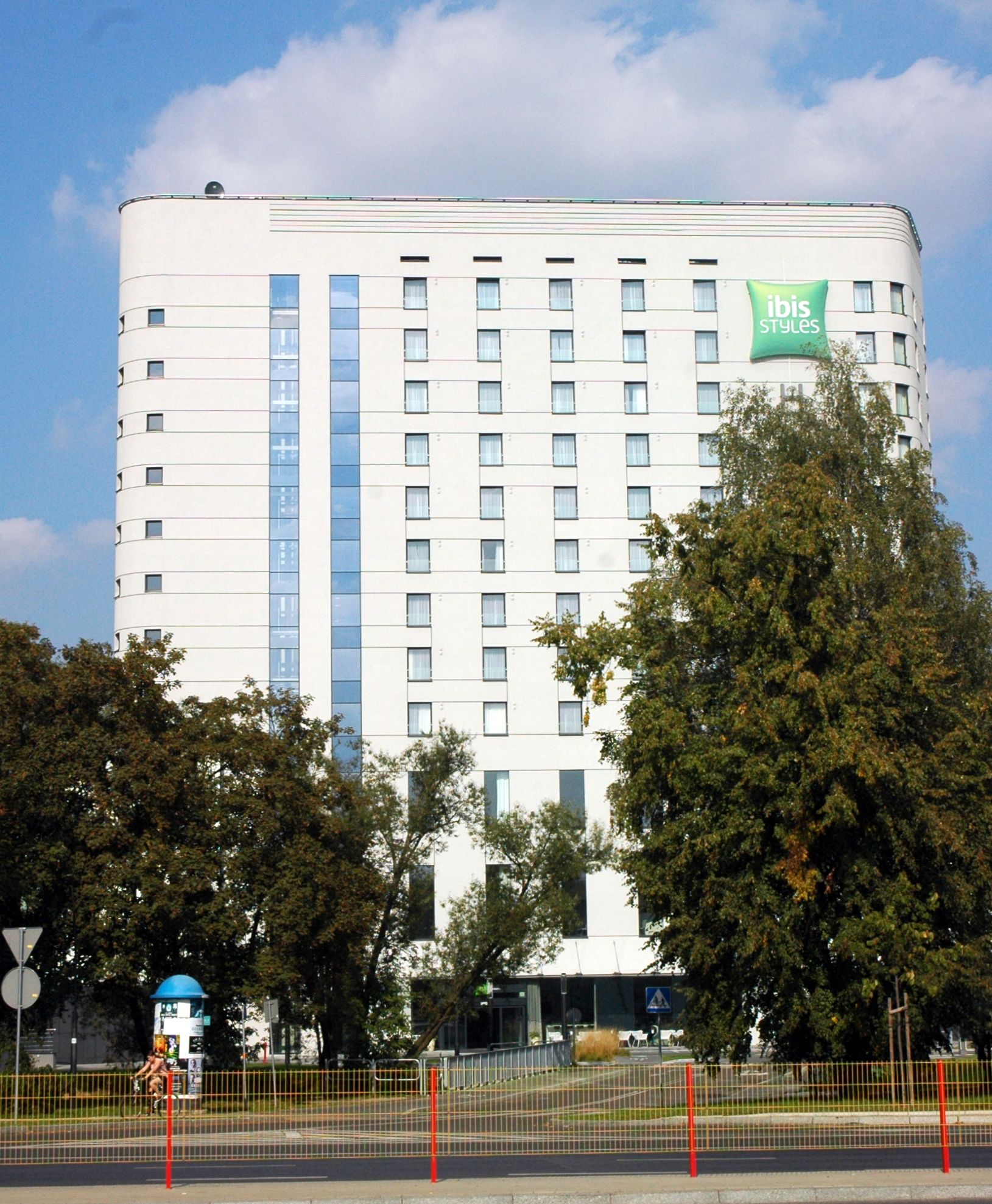
Hotel Ibis Styles
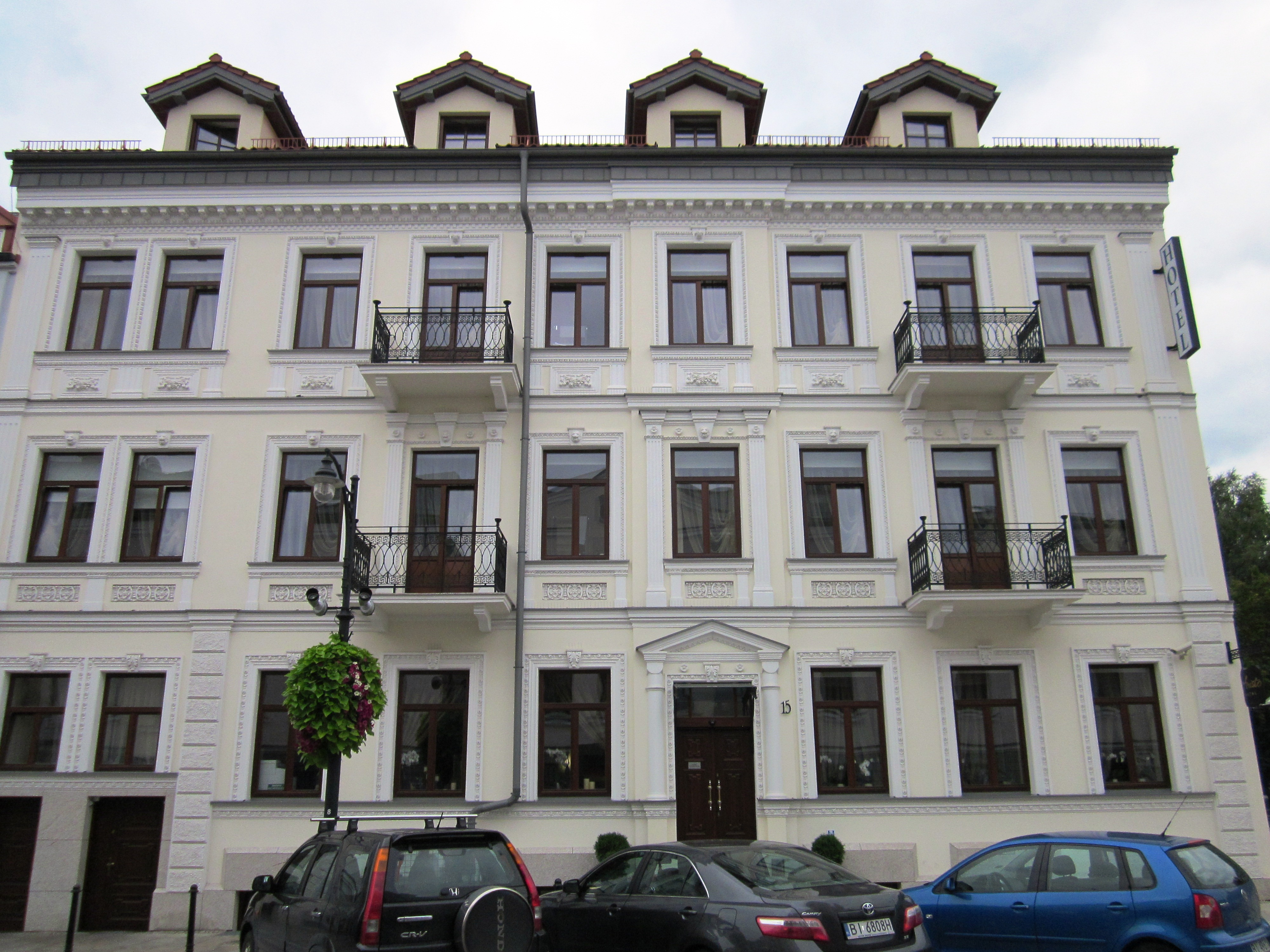
Hotel Aristo
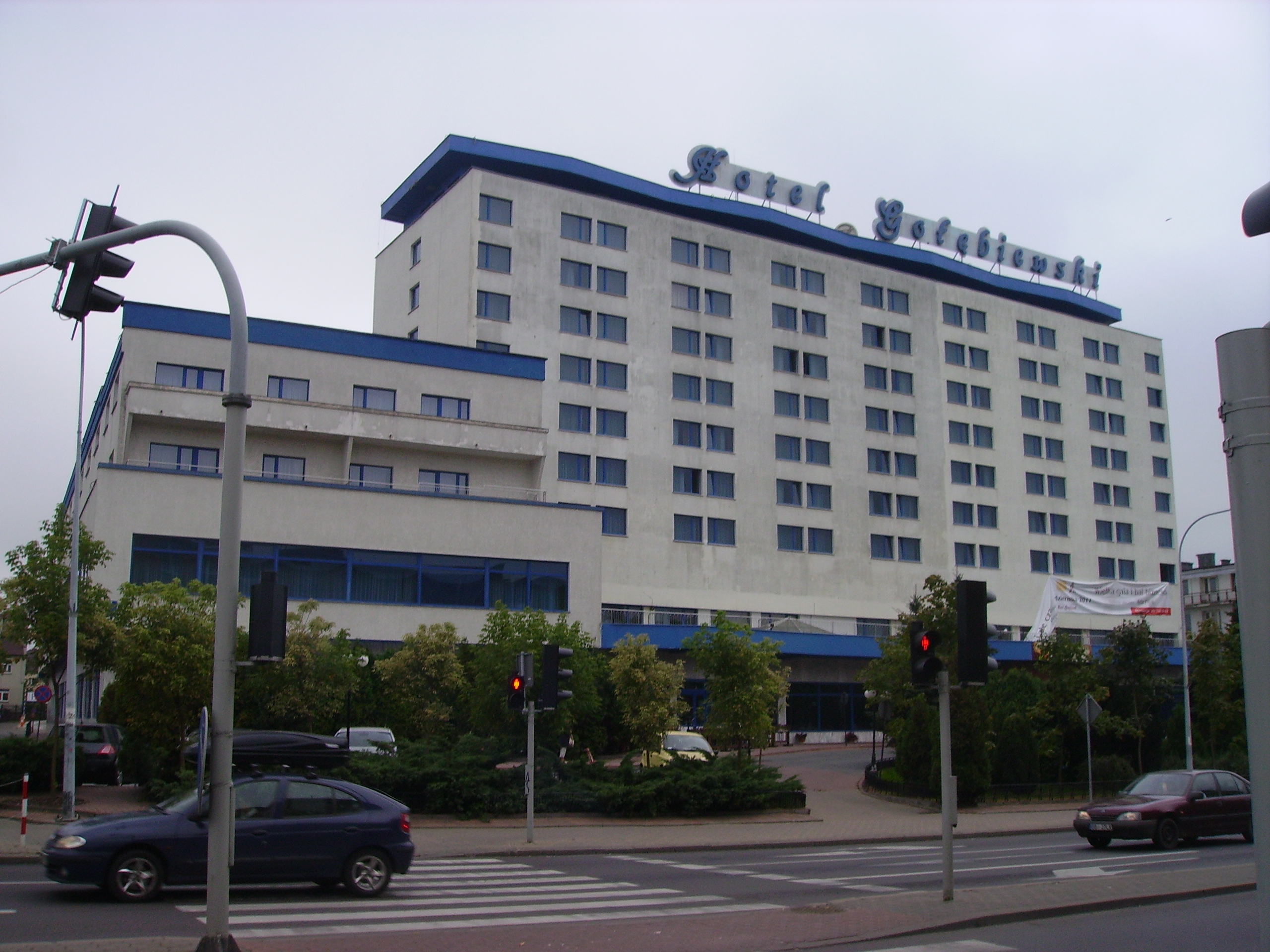
Hotel Gołębiewski
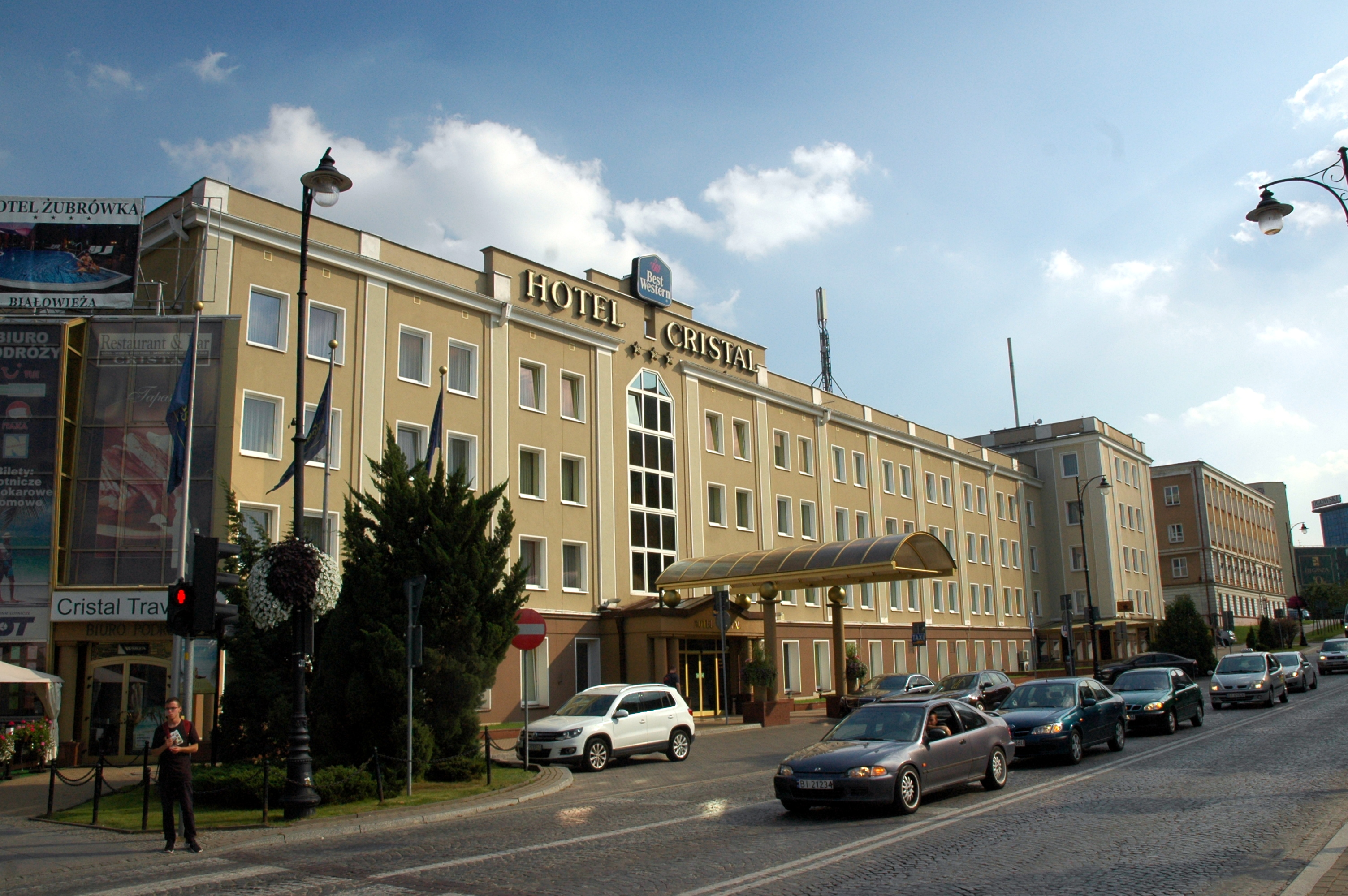
Hotel Cristal
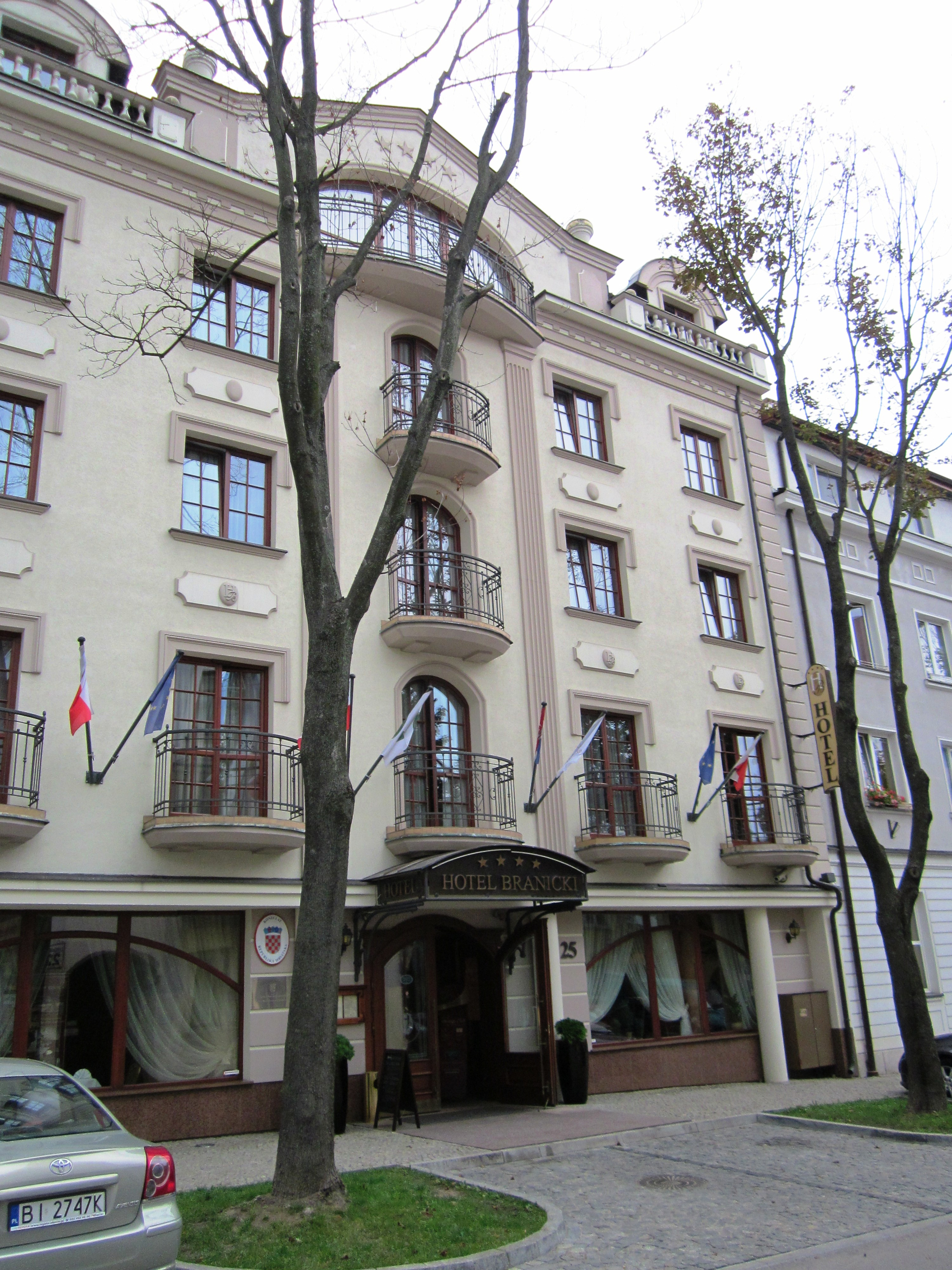
Hotel Branicki
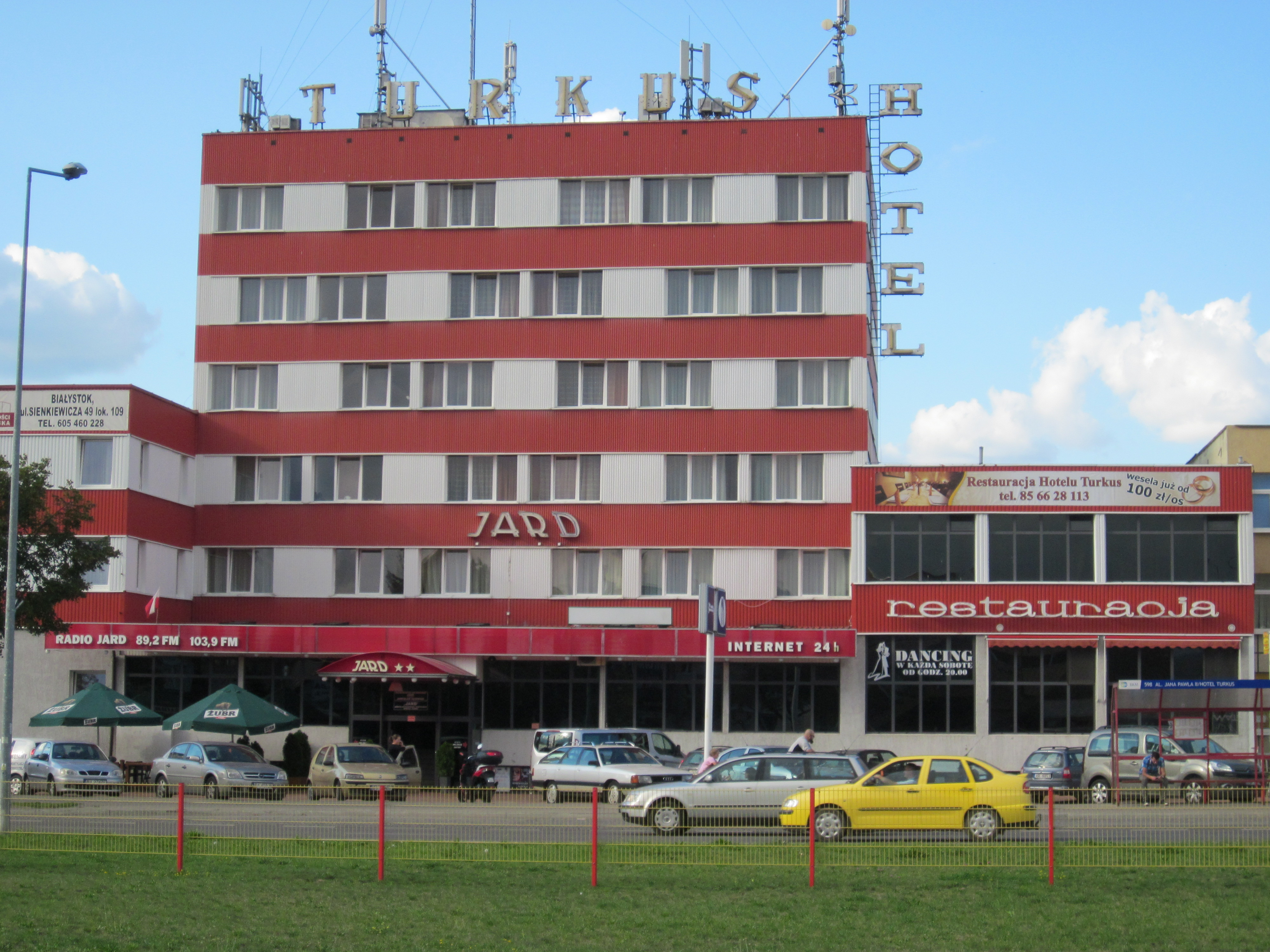
Hotel Turkus
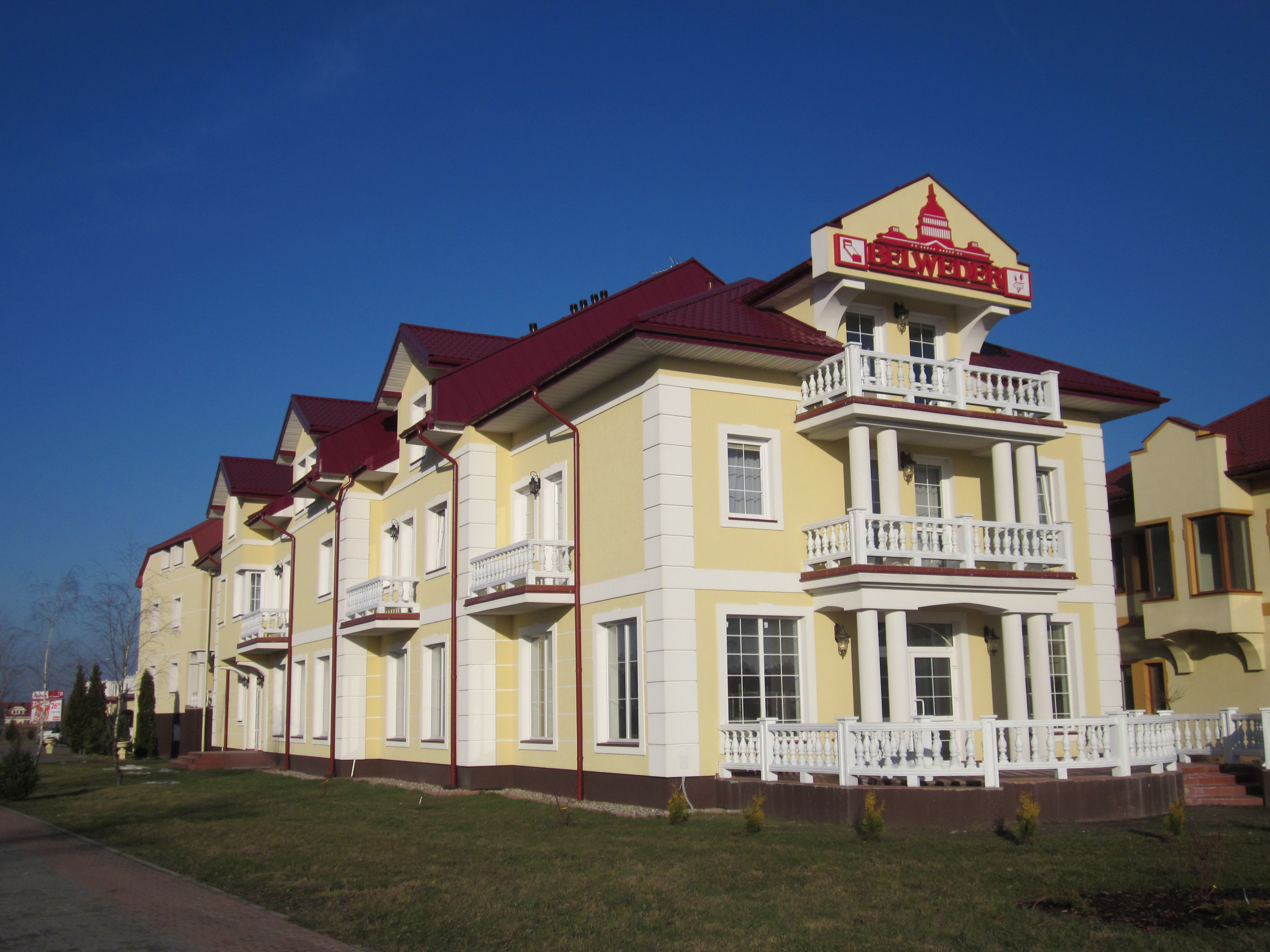
Hotel Belweder
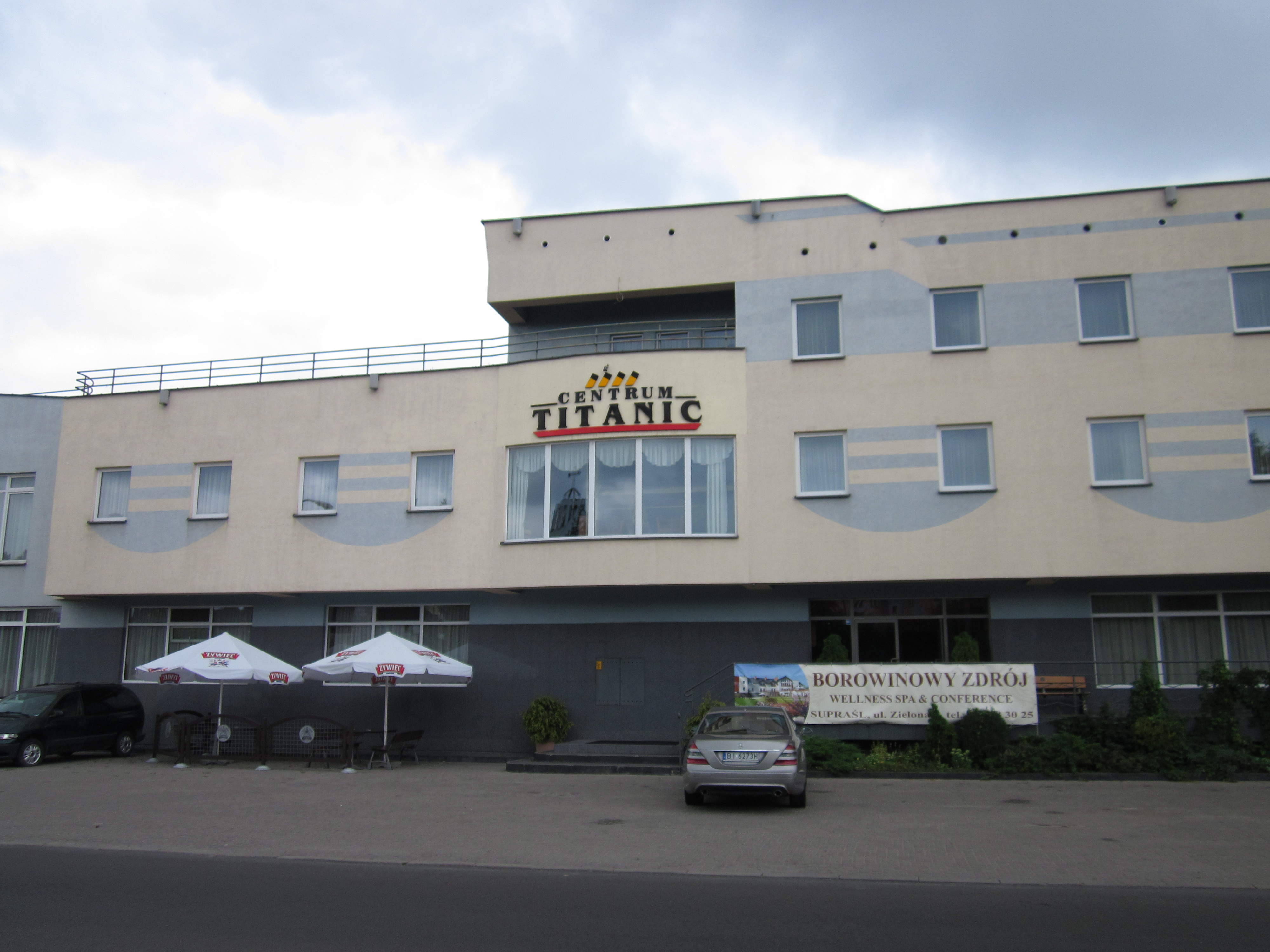
Hotel Titanic
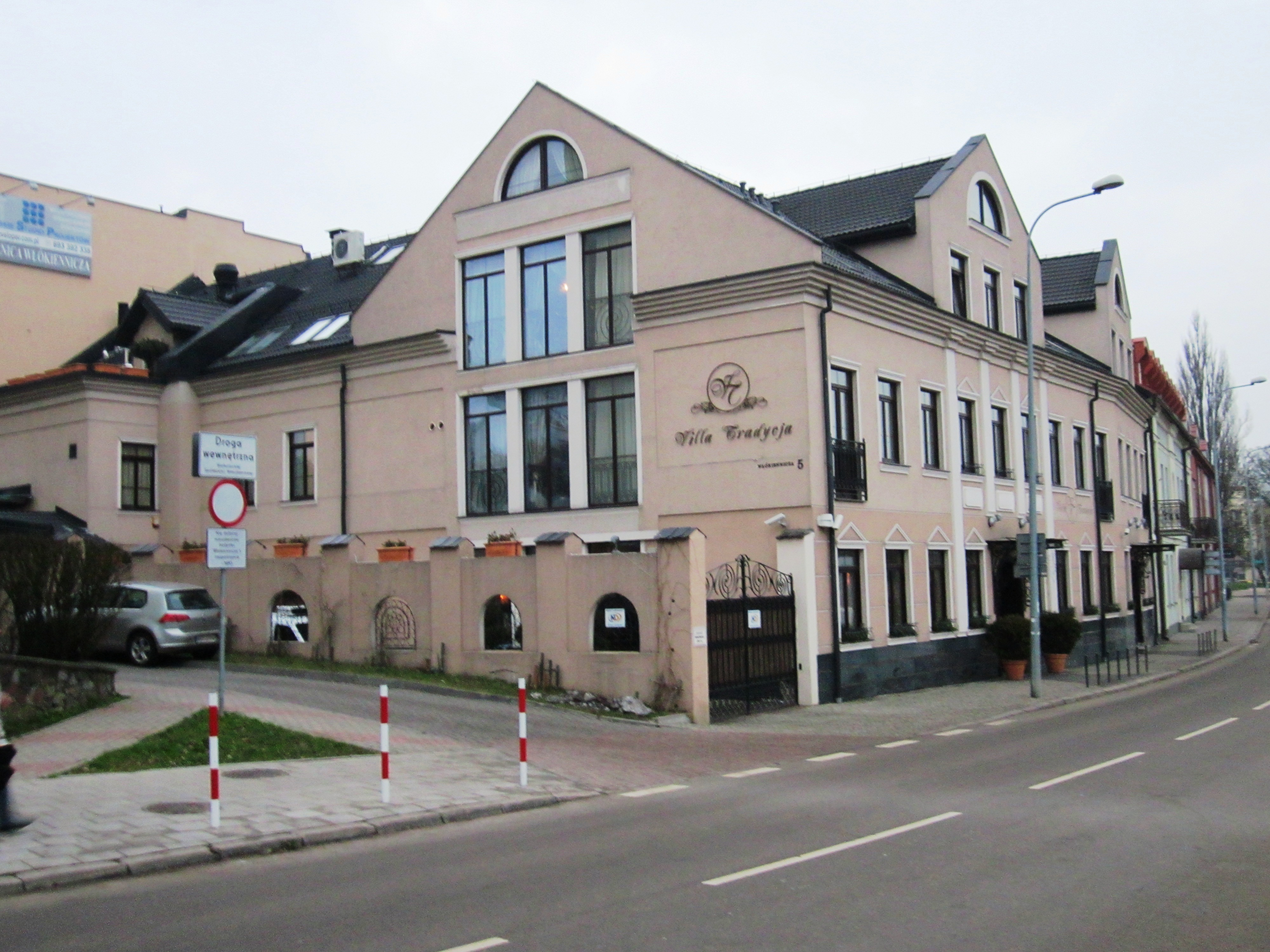
Hotel Villa Tradycja
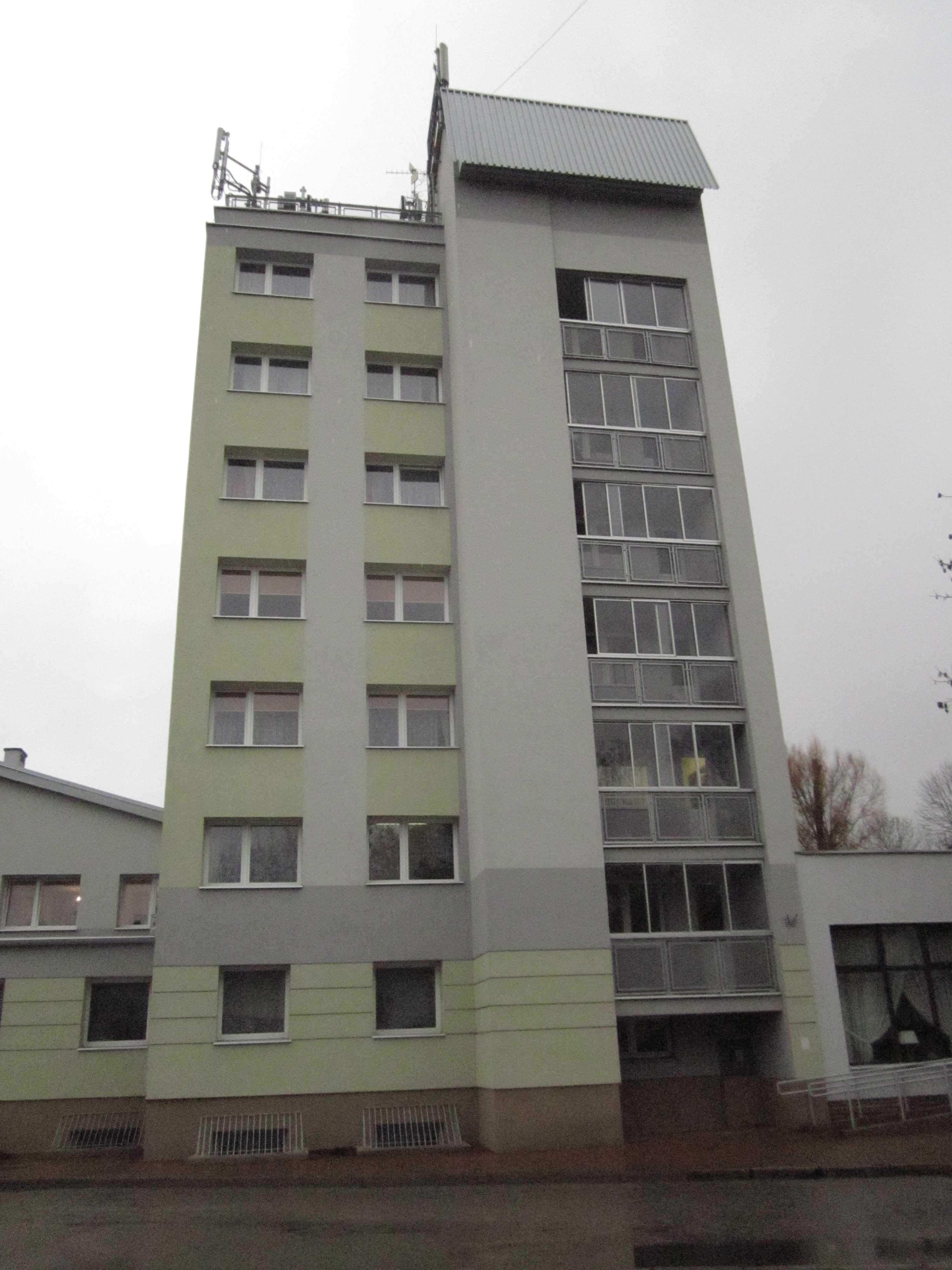
Hotel BOSiR
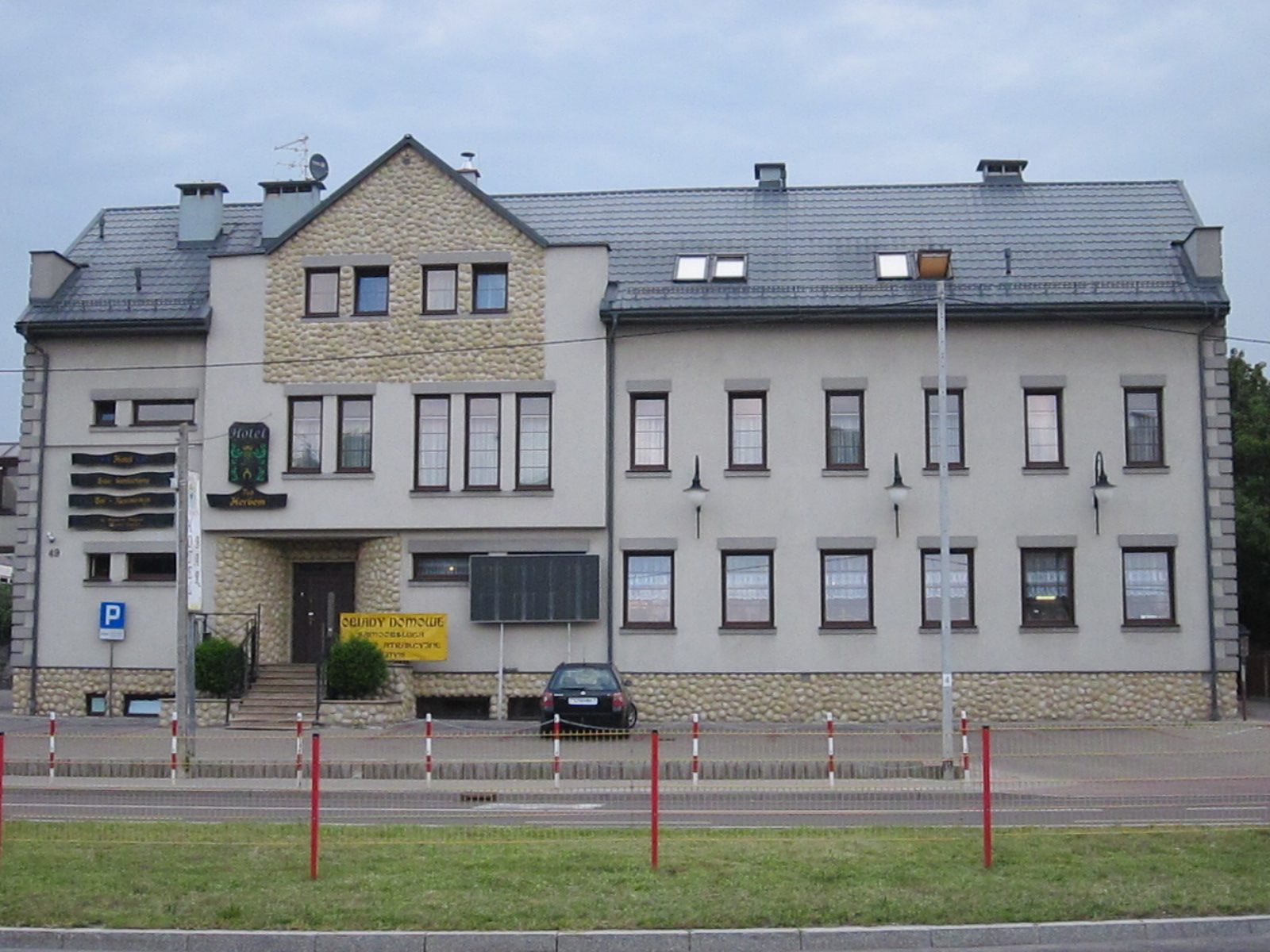
Hotel Pod Herbem

## Praça Kościuszko

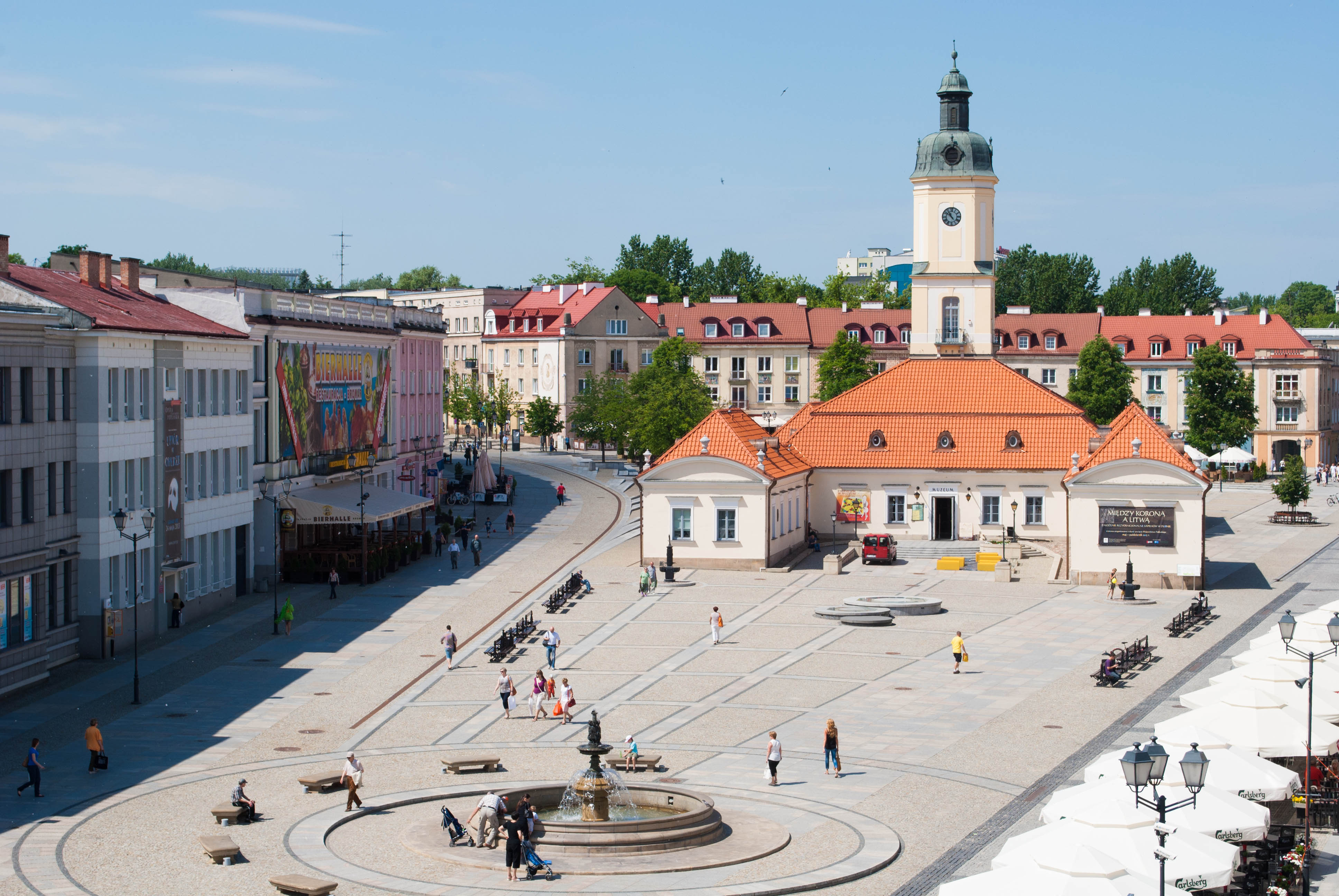
Praça Kościuszko

No final de 2007, uma praça foi aberta atrás da Prefeitura (entre a rua Suraska e a praça Kościuszko). Em março de 2008, a Prefeitura apresentou um plano de reforma do próprio centro. De acordo com este plano, em 2009, a Praça Kościuszko, as ruas Suraska e Kilińskiego tornou-se um centro urbano. A praça principal é pavimentada com cubos e lajes de granito, há iluminação elegante, vasos de flores e bancos.  A história da Praça Kościuszko remonta a 1753, quando, após o incêndio da cidade, foi reconstruída pelo então proprietário de Białystok — Jan Klemens Branicki. Os edifícios preservados mais importantes deste período incluem a Prefeitura com uma torre do relógio, concluída em 1761. No passado, tinha funções de serviço e comercial, havia barracas de mercadores, em sua maioria pertencentes à população judaica. Em 1939, os ocupantes soviéticos demoliram a Prefeitura, e um monumento a Joseph Stalin foi planejado para ser construído em seu lugar. Nos anos 1954–1958, o edifício demolido foi reconstruído. Atualmente, abriga a sede do Museu da Podláquia. Na Praça da Cidade, há também o Cekhauz — o arsenal do Hetman. É um edifício barroco-clássico em forma de casa senhorial nobre típica do século XVIII. Durante a sua história, foi utilizado principalmente como armazém de equipamentos de combate a incêndios. Hoje abriga o Arquivo do Estado. Um dos edifícios mais impressionantes da Praça Kościuszko é o edifício da antiga pousada, ou seja, uma pousada. É um edifício de dois pisos, coberto por mansarda com águas-furtadas, de canto recortado, com varanda decorada com pórtico e frontão sustentado por duas colunas. Atualmente, abriga o restaurante Astoria, que, com o prédio vizinho, faz parte do complexo gastronômico e de serviços, conhecido como Centro Astoria. Inclui uma pastelaria com esplanada, onde são servidos café e sobremesas. Há um pub no porão do Astoria e um bar elegante no térreo. Além disso, no Centro Astoria existem salas de conferências e banquetes. Na fachada leste da Praça, encontra-se o complexo da catedral da Assunção da Bem-Aventurada Virgem Maria, que inclui uma basílica do século XX construída em estilo neogótico, um presbitério barroco construído em 1761 e uma igreja paróquia do século XVII, sendo o mais antigo monumento de tijolo preservado da cidade. Na fachada oeste da Praça, há fachadas coloridas de edifícios residenciais reconstruídos após a guerra, que abrigam galerias, cafés, pubs, uma livraria e lojas.

## Demografia
Conforme os dados do Escritório Central de Estatística da Polônia (GUS) de 31 de dezembro de 2024, Białystok é uma cidade de tamanho grande com uma população de 290 907 habitantes (1.º lugar na voivodia da Podláquia e 10.º na Polônia), tem uma área de 102,1 km² (1.º lugar na voivodia da Podláquia e 31.º lugar na Polônia) e uma densidade populacional de 2 848 hab./km² (1.º lugar na voivodia da Podláquia e 12.º lugar na Polônia). Nos anos 2002–2024, o número de habitantes diminuiu 0,3%.
Os habitantes de Białystok constituem cerca de 25,62% da população da voivodia da Podláquia.
| Descrição                         | Total      | Total     | Mulheres   | Mulheres  | Homens     | Homens    |
| --------------------------------- | ---------- | --------- | ---------- | --------- | ---------- | --------- |
| unidade                           | habitantes | %         | habitantes | %         | habitantes | %         |
| população                         | 290 907    | 100       | 154 542    | 53,1      | 136 365    | 46,9      |
| superfície                        | 102,1 km²  | 102,1 km² | 102,1 km²  | 102,1 km² | 102,1 km²  | 102,1 km² |
| densidade populacional (hab./km²) | 2 848      | 2 848     | 1 512,3    | 1 512,3   | 1 335,7    | 1 335,7   |

### População
Gráfico da população da cidade de Białystok nos últimos 160 anos.
Białystok registrou sua maior população em 2019 — segundo dados do GUS, 297 554 habitantes.

### Área

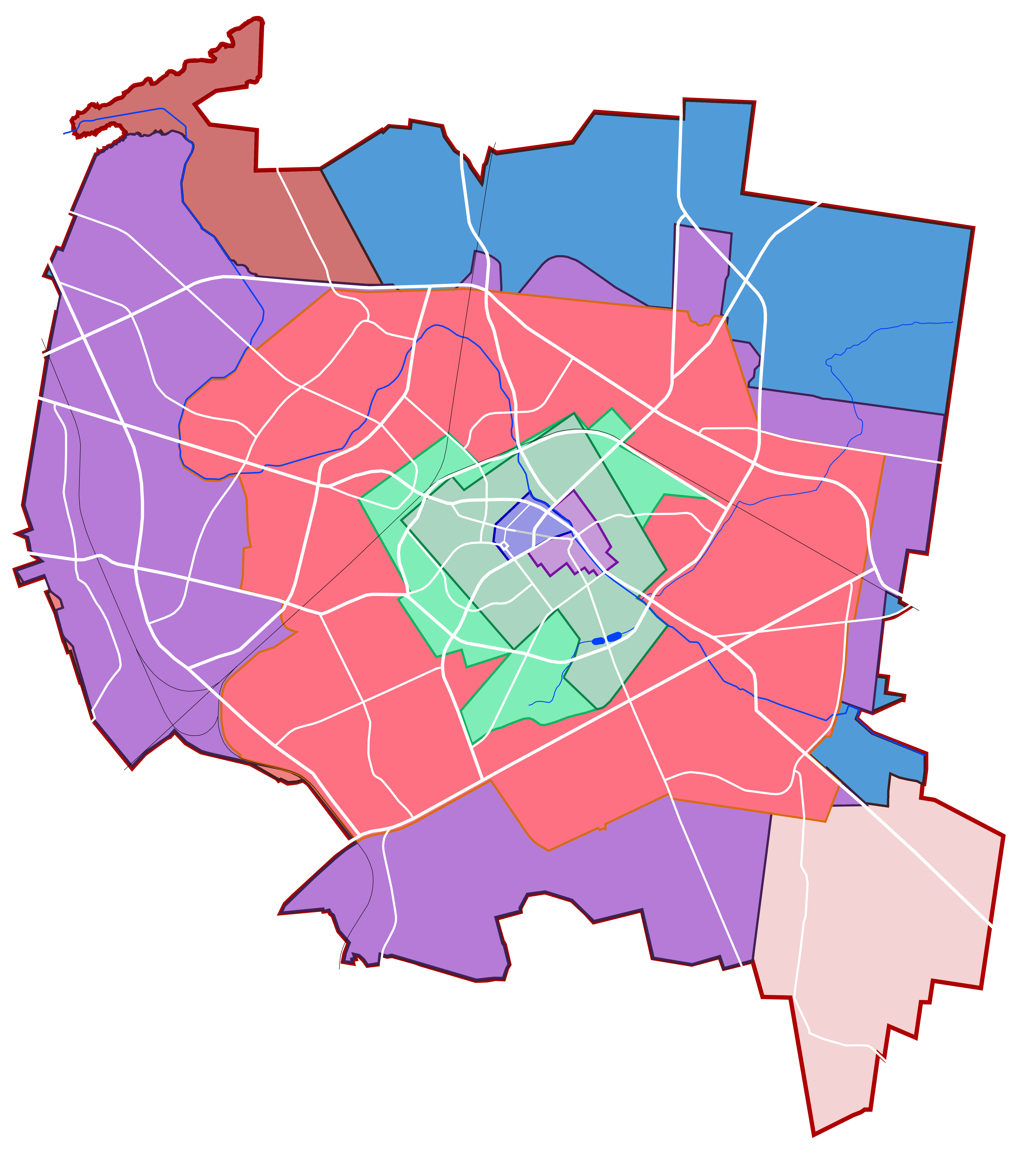
Mudanças nos limites da cidade de Białystok ao longo dos anos

— fronteiras de Białystok no ano 1691, condado 0,43 km²
     — área anexada no ano 1749, condado 1,20 km²
     — área anexada no ano 1845, condado 6,00 km²
     — área anexada no ano 1877, condado 10,00 km²
     — área anexada no ano 1919, condado (42,00) 44,00 km²
     — área anexada no ano 1954, condado 71,00 km²
     — área anexada no ano 1973, condado 89,00 km²
     — área anexada no ano 1980-81, condado 89,75 km²
     — área anexada no ano 2002, condado 93,96 km²
     — área anexada no ano 2006, condado 102,12 km²

### Minorias

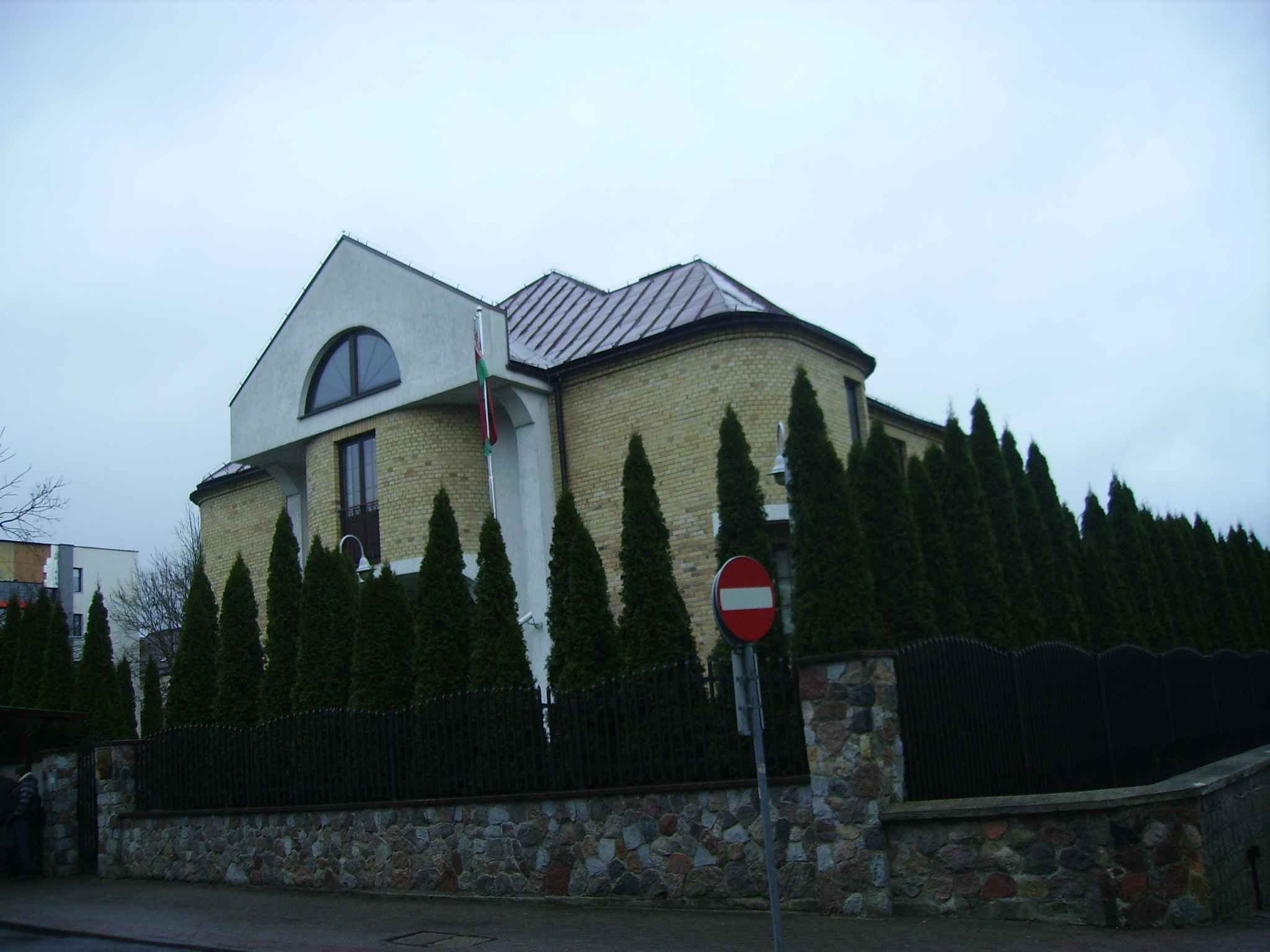
Consulado Geral da República da Bielorrússia em Białystok

#### Bielorrussos
Białystok é um centro cultural e social dos bielorrussos (conforme o censo de 2002, quase 7,5 mil deles vivem aqui, o que constitui 2,5% da população de Białystok). O Consulado da Bielorrússia e organizações como a Associação Social e Cultural da Bielorrússia, a União da Juventude Bielorrussa, a União Bielorrussa na Polônia, a Associação Literária Bielorrussa “Białowieża”, a Sociedade Histórica Bielorrussa, a Associação Bielorrussa de Jornalistas, a Associação de Estudantes Bielorrussos, o Centro de Educação Cívica Polônia-Bielorrússia e a Sociedade de Cultura Bielorrussa operam aqui. Há também eventos culturais nacionais em Białystok, entre eles, o Festival “Piosenka Białoruska” e o Festival de Cultura Bielorrussa. Existe uma Rádio Bielorrussa independente “Racyja” que também transmite um sinal para a Bielorrússia. As seguintes revistas bielorrussas são publicadas aqui: Niwa, Revistas Históricas Bielorrussas, Pravincyja e um periódico mensal sócio-cultural Czasopis.

#### Russos
Os russos são uma minoria nacional, estimada em mais de 830 pessoas na Podláquia. Isso representa 6,4% do total da população russa na Polônia, estimada em cerca de 13 mil. Sua principal organização está em Białystok — a Associação Cultural e Educacional Russa, que organiza os Dias da Cultura Russa.

#### Tártaros
Cerca de 1 800 tártaros vivem em Białystok. A União dos Tártaros da República da Polônia está ativa (filial Podláquia), e uma revista chamada Życie Tatarskie (Vida dos Tártaros) é publicada. Há planos para fundar um Instituto de História dos Tártaros na capital da voivodia da Podláquia.

#### Outras nacionalidades
Białystok também é o lar dos: os ciganos operam o Conselho Central dos Ciganos na Polônia, sua revista mensal Rrom p-o Drom é publicada aqui; os ucranianos (conforme o censo de 2002, 417 ucranianos vivem em Białystok) operam a União dos Ucranianos da Podláquia e a União dos Jovens Ucranianos Independentes.

## Economia

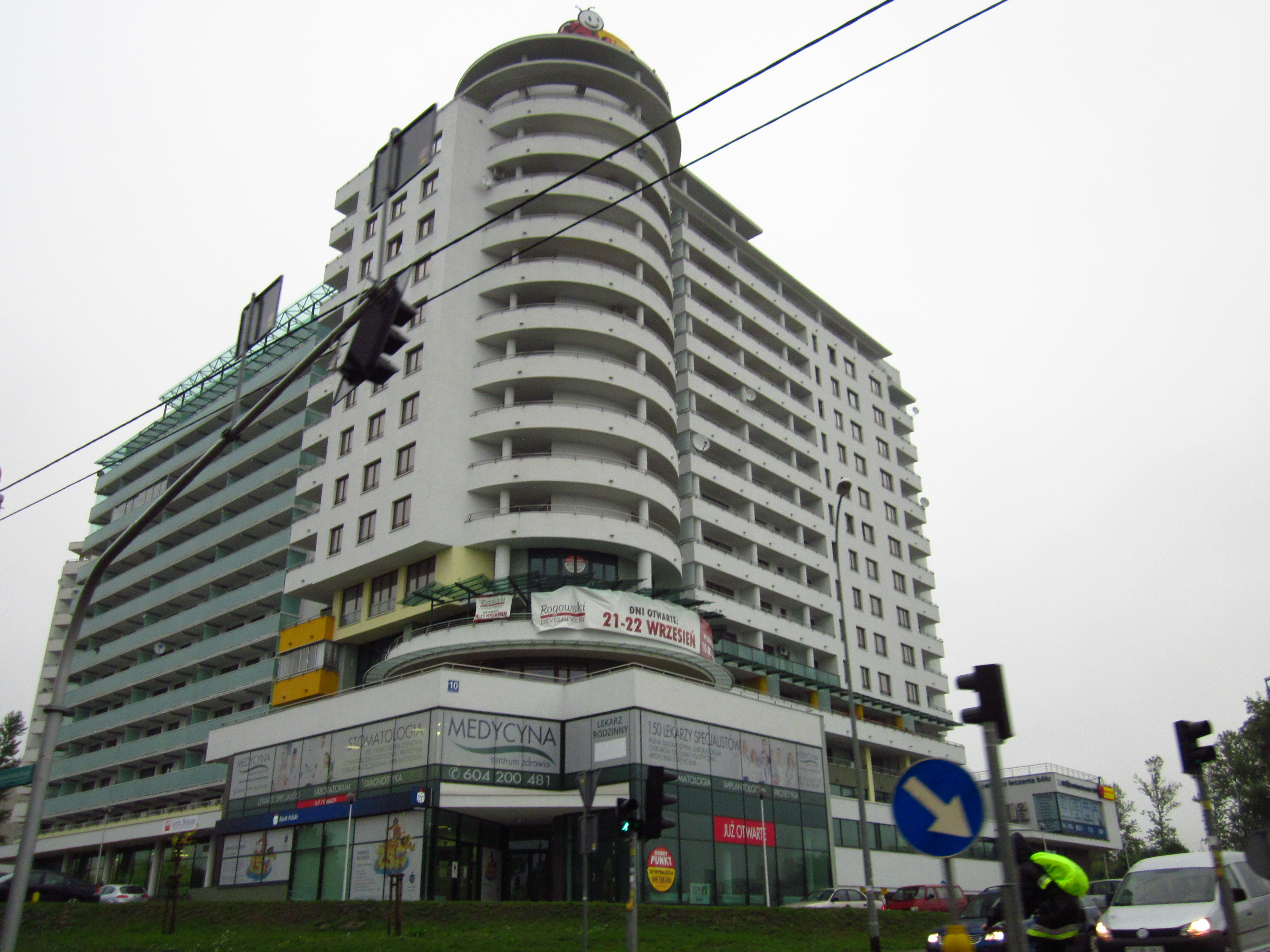
Complexo de prédios residenciais e de serviços na rua Tysiąclecia 10

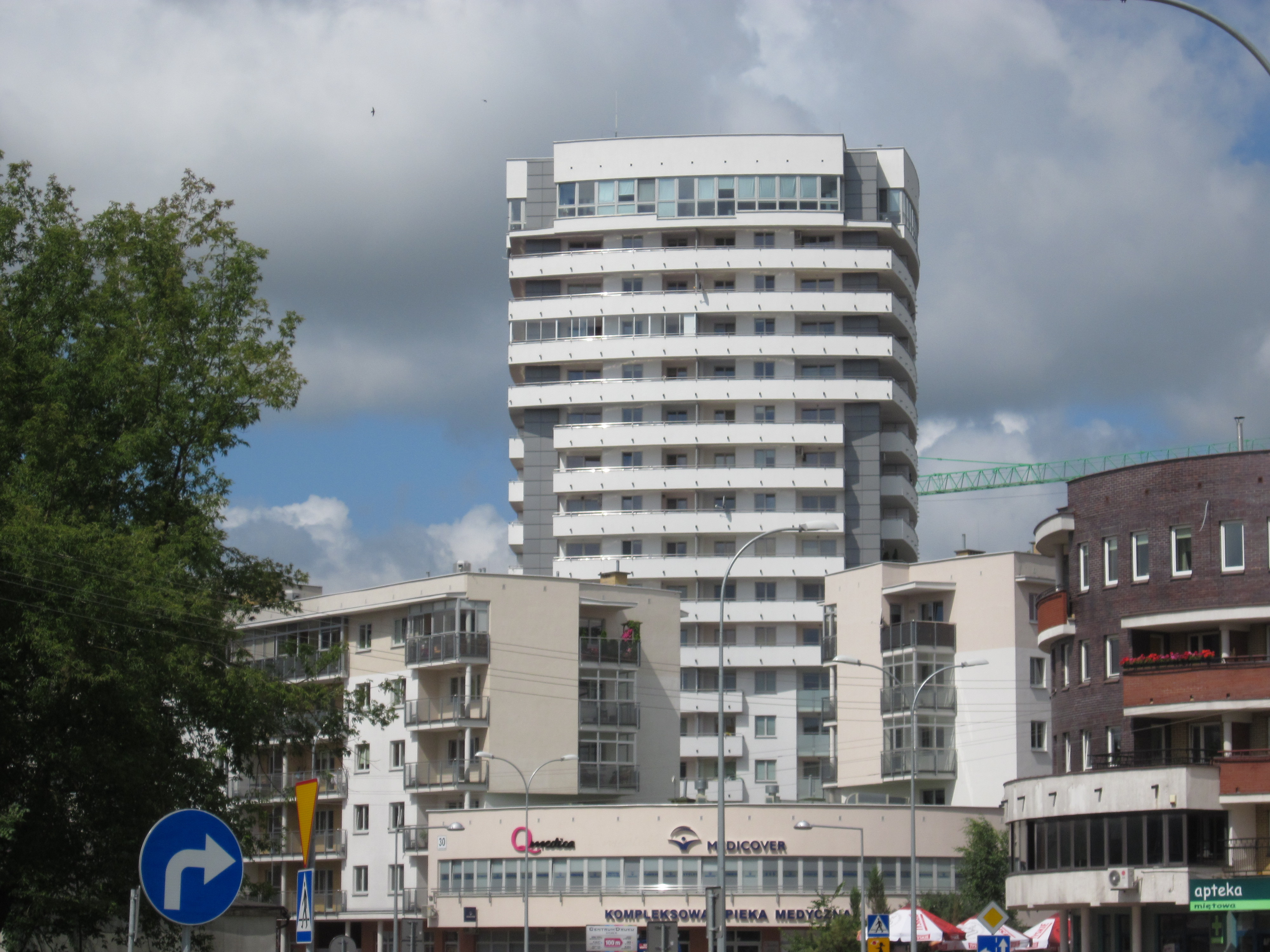
Arranha-céu residencial (17 andares, 46,5 m de altura) localizado na rua Washington 36

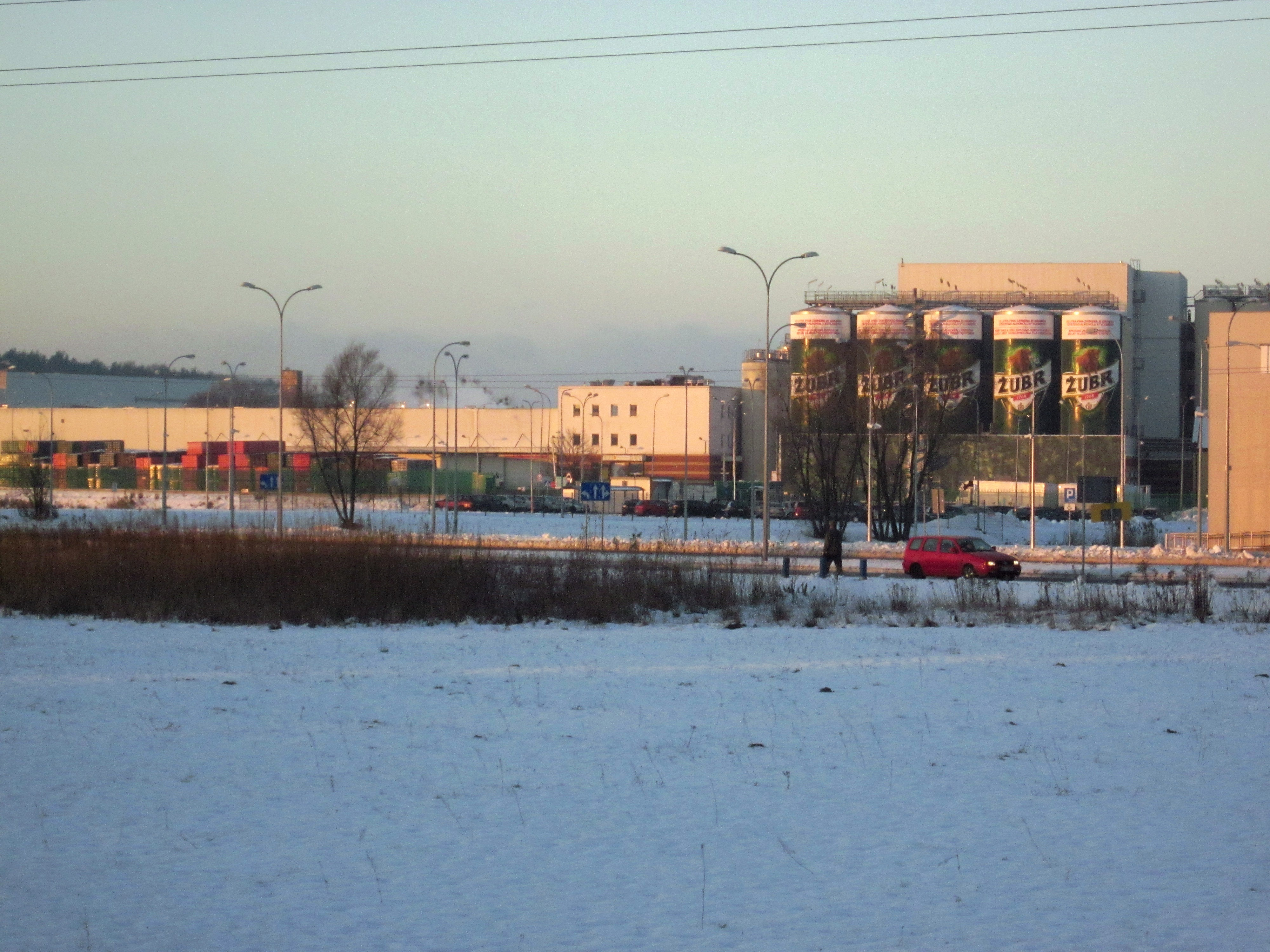
Cervejaria Dojlidy, rua Dojlidy Fabryczne 28

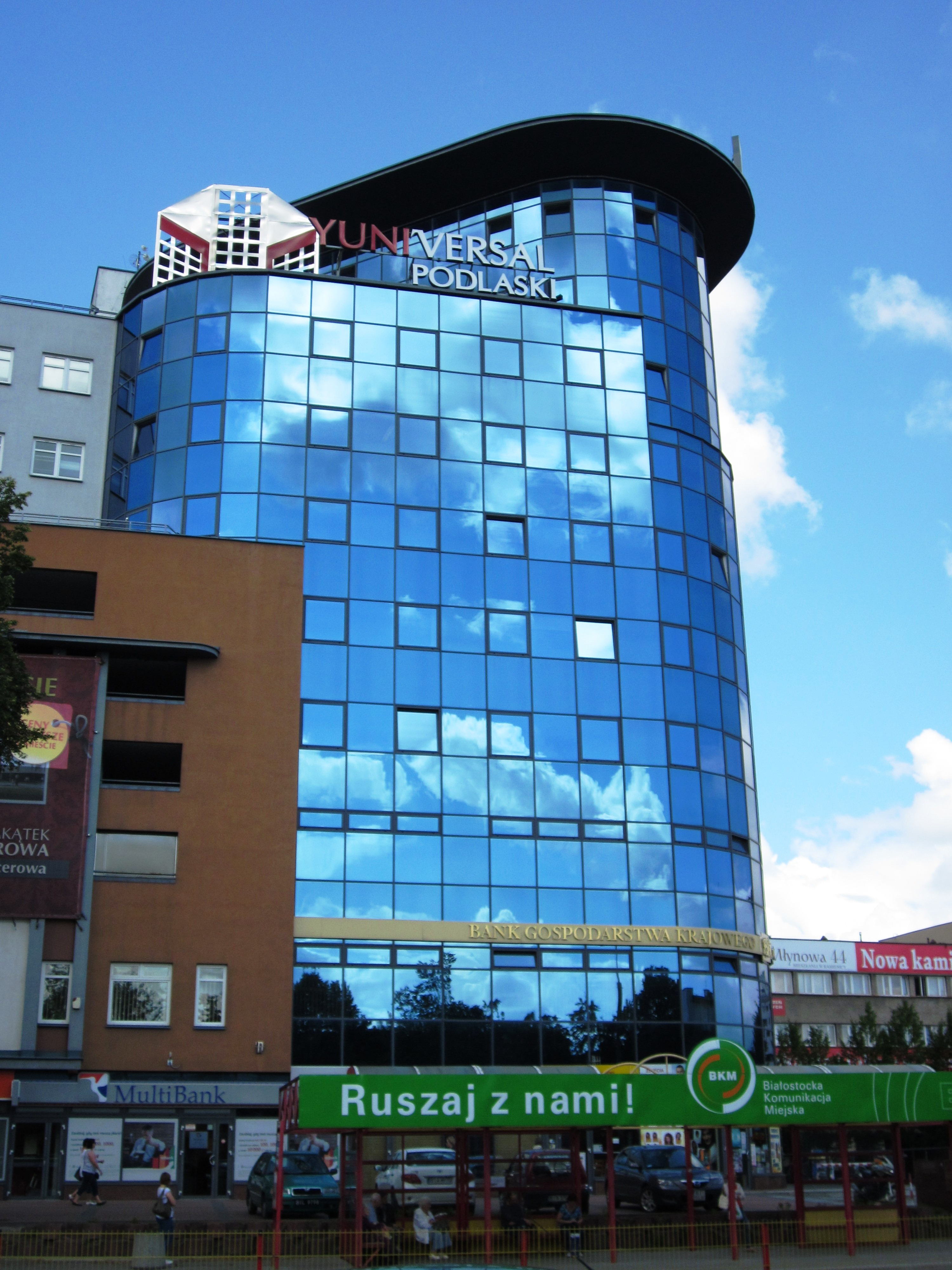
Yuniversal Podlaski Sp. z o.o. — um promotor de Białystok implementando investimentos em construção, incl. em Varsóvia

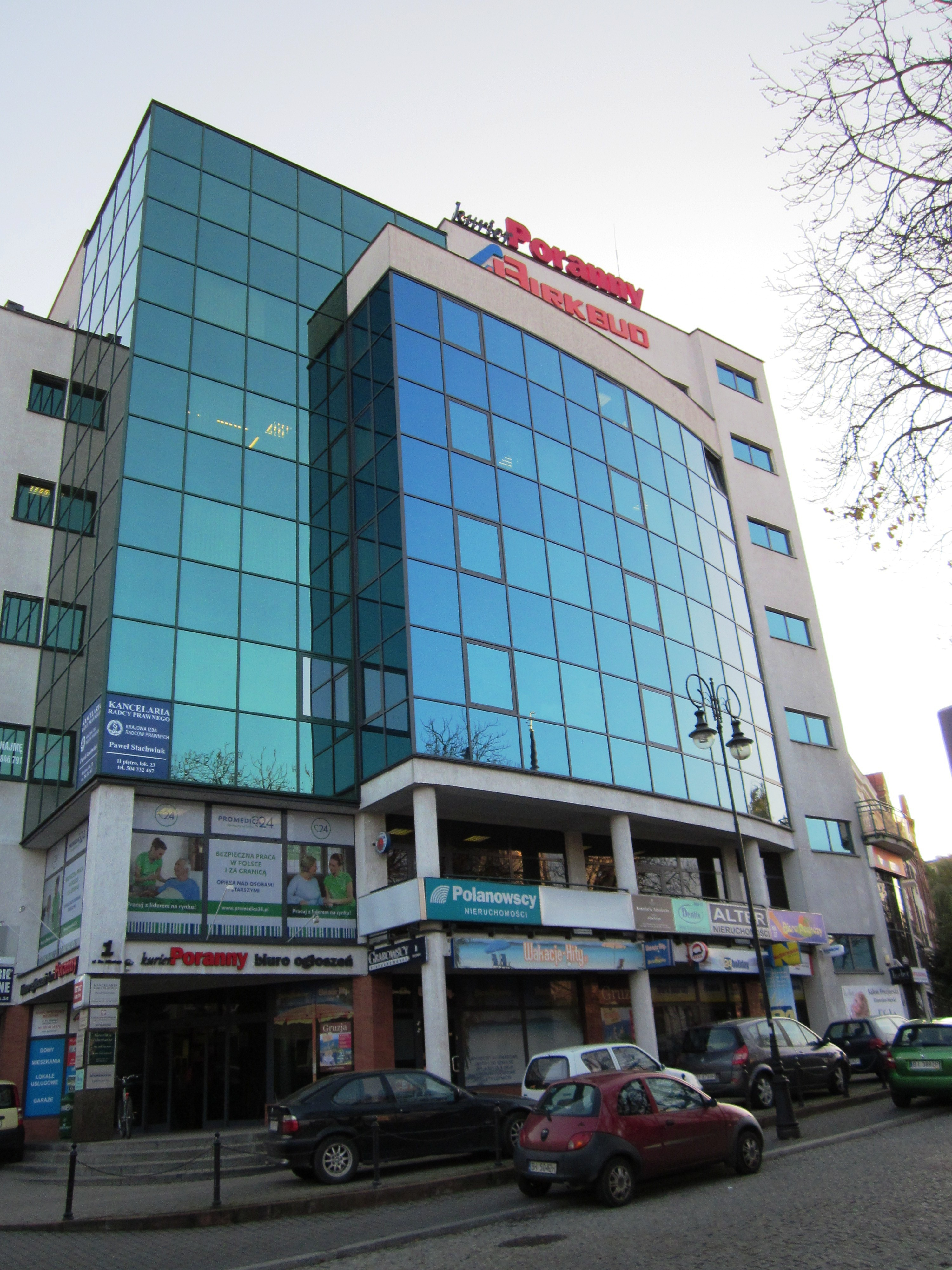
Sede da Kurier Poranny na rua Świętego Mikołaja 1

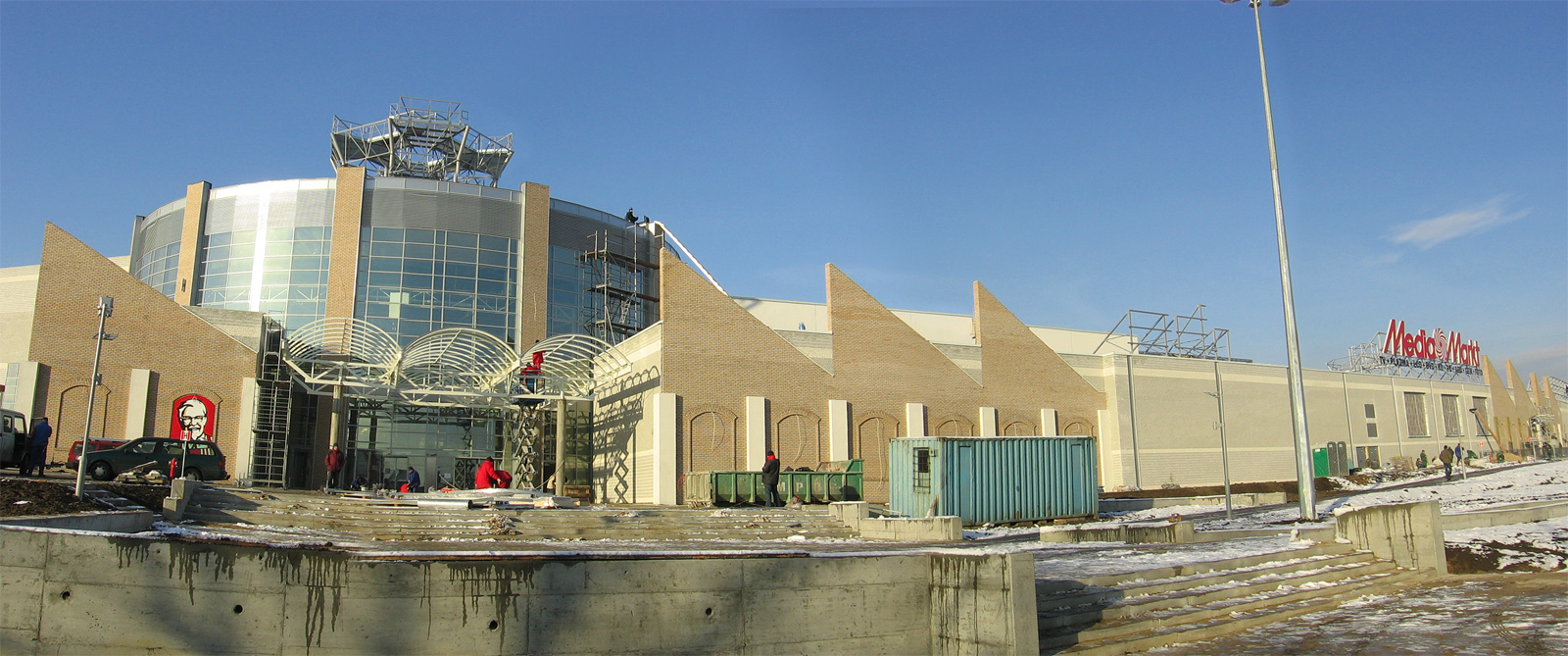
Átrio Biała

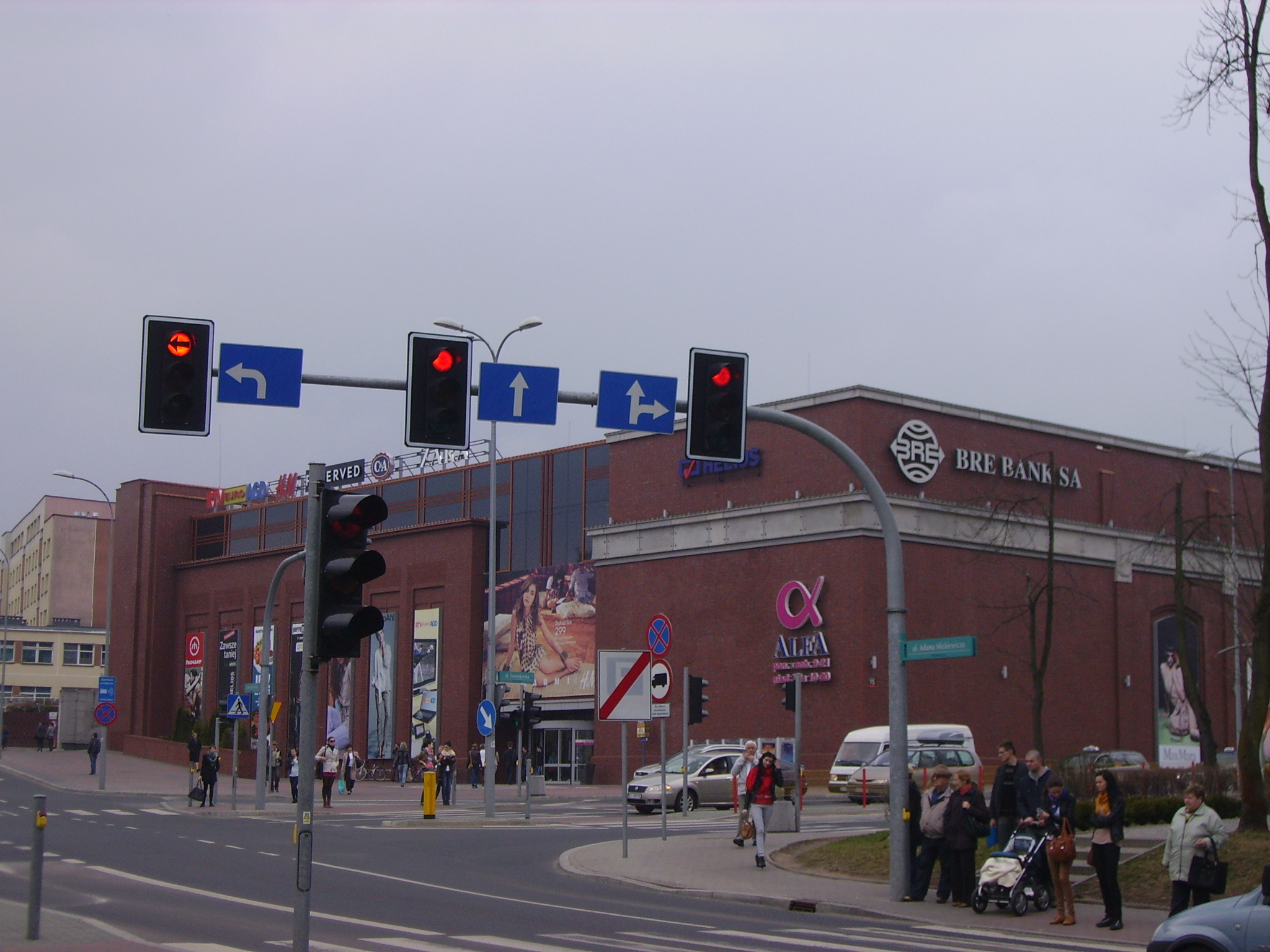
Alfa Centrum Białystok

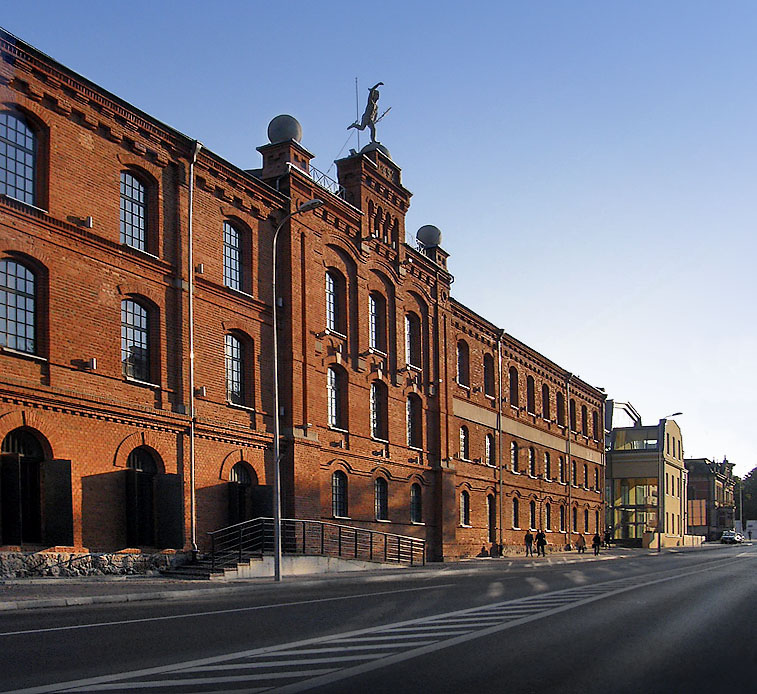
Antiga fábrica de pelúcia, mais tarde Fabryka Wyrobów Runowych “Biruna” SA, agora Alfa Centrum Białystok

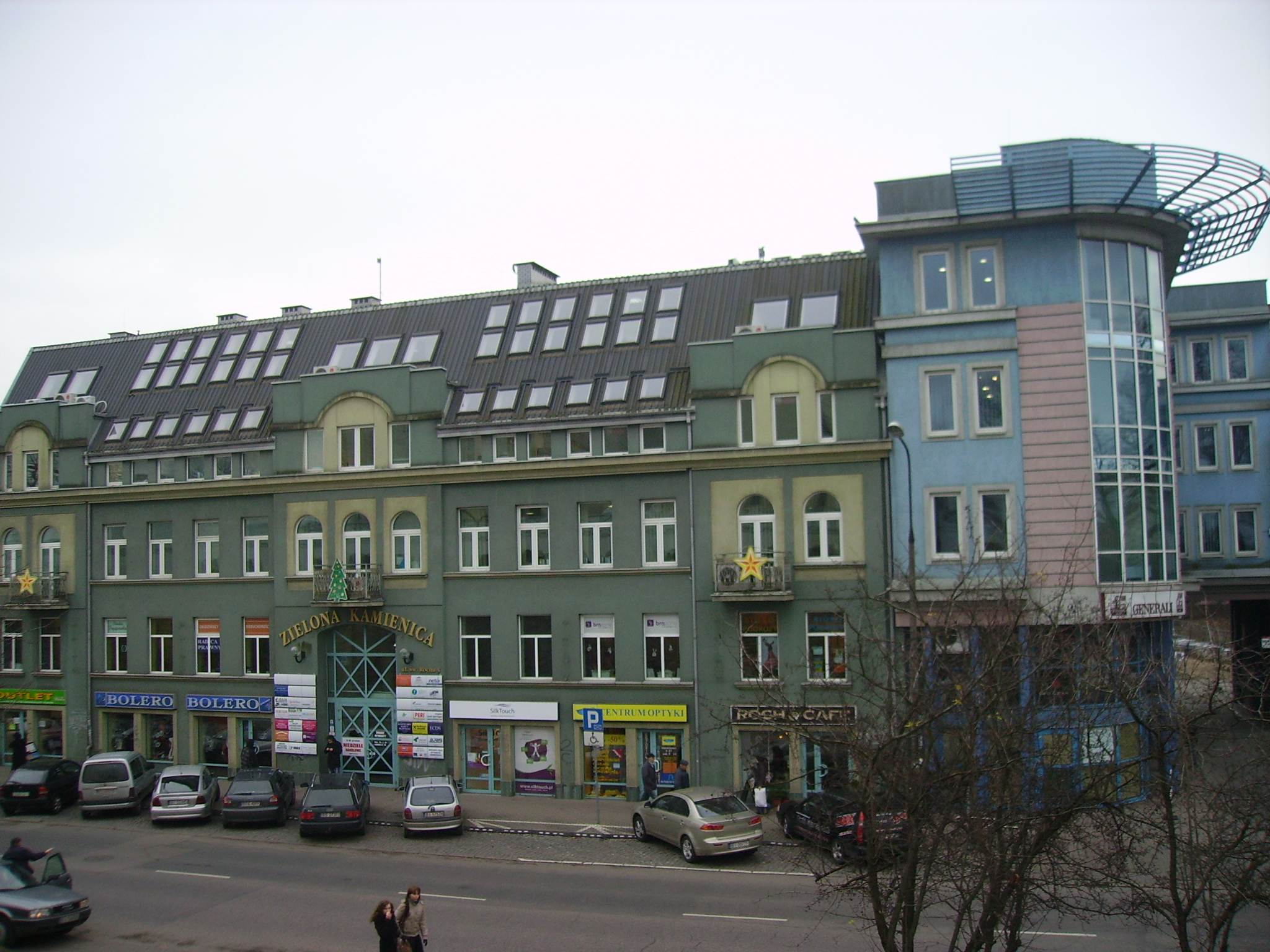
Zielona Kamienica

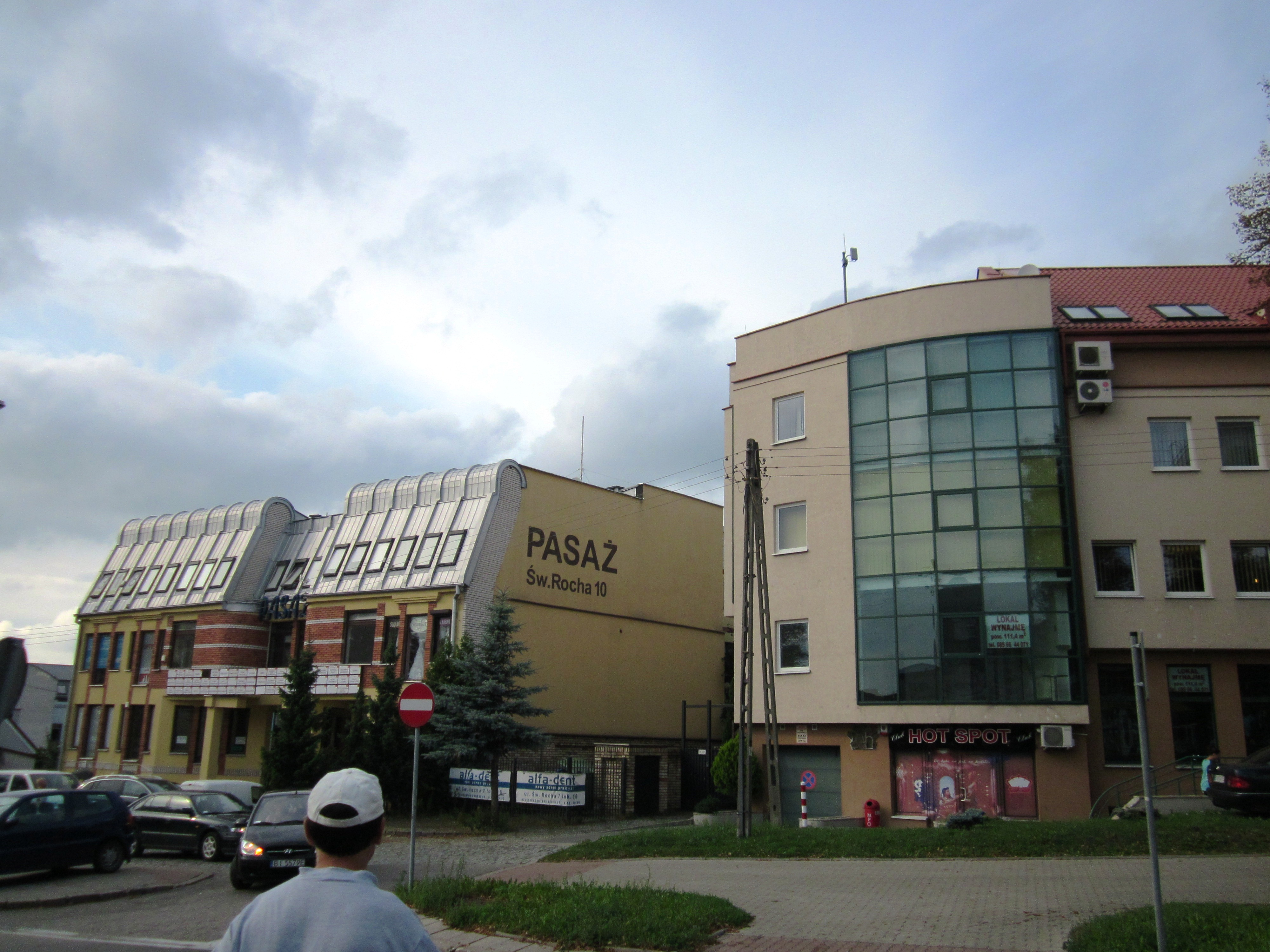
Pasaż

### Situação socioeconômica
Em termos de economia, Białystok tem um perfil industrial e comercial. Por a cidade ser o centro administrativo e científico da região, a porcentagem de pessoas que trabalham no setor público também é alta (ensino secundário, ensino superior, hospitais provinciais e clínicas especializadas que oferecem serviços públicos provinciais e nacionais).
Conforme os dados do Serviço de Estatística de Białystok, 36 072 entidades da economia nacional operaram na cidade em 2019. É um número cerca de 16,5% superior ao número de entidades a operar na cidade em 2010 (então eram 31 218 entidades registradas). A maioria das empresas exerce atividades comerciais — 7 718 itens (os dados GUS incluem também a reparação de veículos automotores na seção COMÉRCIO). A segunda posição é ocupada por empresas profissionais — 4 396 entidades. As empresas do setor de construção estão na terceira posição — 4 079 empresas. Os próximos itens são transporte (2 516 empresas) e processamento industrial (2 211 entidades).
Os dados acima correspondem de forma interessante com os dados sobre o número de pessoas empregadas em setores individuais da economia coletados pelo Serviço Central de Estatísticas de entidades que empregam mais de 9 funcionários. Em 2018, as fábricas de produção empregaram o maior número de funcionários entre todas as outras indústrias que operam em Białystok — 14 630 pessoas, apesar de as empresas industriais serem as menores de todas as entidades que operam na cidade. O comércio é o segundo neste ranking. Os dados do GUS indicam que este segmento da economia empregava 15 905 pessoas, ou seja, mais do que a indústria, mas por o Serviço Central de Estatística também incluir nesta categoria a reparação de veículos automóveis (serviços), o comércio ficou em segundo lugar em termos de número de funcionários nas cidades da área. Em terceiro lugar em termos de número de pessoas empregadas estava a educação (14 326 pessoas), e em quarto lugar — cuidados com a saúde (8 935 pessoas).
Em junho de 2022, a taxa de desemprego em Bialystok era de 5,8%. Segundo os dados do Escritório Central de Estatística para 2019, o salário bruto médio pago em Białystok no setor empresarial foi de 4.215,86 PLN e foi o mais baixo entre todas as cidades das voivodias na Polônia.
Em 2018, de acordo com dados do GUS, o número de pessoas que trabalhavam no setor público de Białystok era de 36 204 pessoas e no setor privado — 51 878 pessoas.
Uma grande parte dos habitantes de Białystok trabalha em empresas localizadas em comunas vizinhas, como Choroszcz, Juchnowiec Kościelny, Supraśl, Wasilków e Zabłudów (isso se aplica especialmente às empresas industriais). Este fenômeno faz com que a economia de Białystok seja cada vez mais apresentada em termos de área metropolitana, e não em termos de uma única cidade.

### Indústria
Białystok é o principal centro industrial da voivodia da Podláquia. As indústrias eletromecânica (eletrônica, de máquinas e metal), madeira, vestuário, alimentos e impressão estão bem desenvolvidas aqui. Além disso, existem fábricas nacionais significativas de outros setores industriais.
A indústria eletromecânica é o ramo dominante da economia de Białystok em termos de número de entidades. Conforme os dados do Gabinete Central de Estatística para 2019, 508 empresas que operam na produção de produtos metálicos, máquinas e dispositivos eletrônicos e eletrotécnicos, bem como peças e componentes utilizados na produção de veículos foram registrados em Białystok. Exemplos de fábricas industriais eletromecânicas que operam em Białystok são:
- AC — fabricante de instalações de gás automotivo[45]
- Altrad Poland — fabricante de máquinas e equipamentos para construção[46]
- Biazet — produtor de eletrodomésticos, filtros de água, iluminação e ferramentas manuais — subcontratação de produção encomendada por marcas globais[47]
- Fabryka Przyrządów i Uchwytów “Bison-Bial” — fabricante de ferramentas e suportes para tornos[48]
- KAN — produtor de sistemas de instalação utilizados na construção[49]
- Nibe — Biawar — fabricante de aparelhos de aquecimento central e água quente[50]
- PROMOTECH — fabricante de máquinas e equipamentos industriais[51]
- Rosti Poland — fabricante de produtos plásticos para as indústrias de embalagens, energia, automotiva e médica[52]
- SMP Poland — fabricante de autopeças — bobinas, sensores e interruptores[53]

Existem várias fábricas que operam na indústria da madeira em Białystok. De acordo com dados do Escritório Central de Estatística da Polônia (GUS), em 2019 havia 263 fabricantes de móveis registrados na cidade. Os maiores representantes da indústria madeireira que operam na cidade incluem:
- BIAFORM — produtor de compensados de madeira decídua e macia[54]
- Danwood Holding — produtor de edifícios residenciais modulares com estrutura de madeira com sede em Bielsk Podlaski, em Białystok existe um escritório técnico e de construção da empresa[55]
- Fabryki Mebli “Forte” (Fábrica em Białystok) — fabricante de móveis[56]

A indústria de vestuário está bem desenvolvida em Białystok. Conforme os dados do Gabinete Central de Estatística para 2019, 217 empresas produtoras de vestuário estavam registradas na cidade. As empresas em desenvolvimento dinâmico que atuam no segmento de produção de roupas íntimas apresentam uma forte concentração territorial. Exemplos de fábricas da indústria de vestuário em Białystok são:
- AVA — fabricante de roupas íntimas,[57]
- GAIA — fabricante de roupas íntimas,[58]
- GORTEKS — fabricante de roupas íntimas,[59]
- JUMITEX — produtor de roupas,[60]
- KINGA — fabricante de roupas íntimas,[61]
- KOSTAR — fabricante de roupas íntimas,[62]
- VENA — fabricante de roupas íntimas.[63]

A indústria alimentícia desempenha um papel importante na formação da condição econômica de Białystok. Existem inúmeras empresas que lidam com a produção de produtos de embutidos, panificação e confeitaria. De acordo com dados do Gabinete Central de Estatística da Polônia, em 2019 estavam registradas na cidade 171 entidades que operam no segmento da produção de alimentos e bebidas. As seguintes empresas são exemplos das maiores entidades que operam na indústria de alimentos e bebidas de Białystok:
- Chłodnia Białystok — produtor de pratos culinários congelados,[64]
- Kompania Piwowarska — Cervejaria Dojlidy — fabricante de cerveja,[65]
- MISPOL — produtor de frutas e hortaliças, patês, maionese, pratos prontos e pet food (a empresa também possui fábricas em outras partes do país e no exterior),[66]
- Polmos Białystok — produtor de bebidas alcoólicas, incl. vodcas[67]
- Powszechna Spółdzielnia Spożywców "Społem" w Białymstoku — produtor de produtos de panificação e confeitaria, frios e produtos de carne crua, bem como uma empresa que opera no comércio de atacado e varejo, bem como no ramo da gastronomia,[68]
- Podlaskie Zakłady Zbożowe — produtor de farinhas, flocos, grumos e ervilhas descascadas (a empresa também tem fábricas em outras partes da voivodia da Podláquia).[69]

Białystok também é uma cidade com uma indústria de impressão relativamente bem desenvolvida. Os dados do Gabinete Central de Estatística para 2019 indicam estarem registradas na cidade 135 entidades que lidam com o design e a impressão de revistas, livros, materiais publicitários, embalagens e rótulos. As maiores empresas do setor de impressão em Białystok são:
- Białostockie Zakłady Graficzne — produtor de livros e embalagens[70]
- MASTERPRESS — produtor de rótulos e embalagens[71]

Białystok já foi uma cidade com uma concentração significativa da indústria têxtil. Após o período de transformação política, a importância dessa indústria na cidade diminuiu (a maioria das fábricas entrou em colapso). No entanto, existem empresas têxteis com uma posição de mercado significativa no país e nos mercados estrangeiros:
- Andropol (fábrica de acabamento de tecidos em Białystok, um remanescente da FASTY, a maior fábrica da indústria de algodão no nordeste da Polônia) — produtor de tecidos técnicos e militares[72]
- Brintons Agnella — fabricante de carpetes e revestimentos de carpetes[73]

Existem também duas empresas da indústria do vidro em Białystok:
- BIAGLASS Huta Szkła — fabricante de vidro de iluminação[74]
- Pilkington IGP — Filial em Białystok — produtor de vidro isolante[75]

Devido à densidade significativa de edifícios em Białystok, nos últimos anos a indústria tem sido frequentemente localizada fora dos limites da cidade, em cidades vizinhas pertencentes às comunas de Juchnowiec Kościelny (por exemplo, produção de implantes médicos, produção de controladores industriais), Choroszcz (por exemplo, produção de marcenaria para janelas), Zabłudów (por exemplo, produção de máquinas agrícolas), Supraśl (por exemplo, produção de embalagens, produção de produtos metálicos), Wasilków (produção de produtos químicos para construção, produção de móveis metálicos, produção de produtos alimentícios, produção de tecidos de malha). Portanto, o governo local de Białystok, a fim de criar condições para a instalação de fábricas industriais na cidade, criou nos distritos de Dojlidy e Krywlany extensas áreas de investimento incluídas na subzona da Zona Econômica Especial de Suwałki.
Em Białystok, existe o Parque Científico e Tecnológico de Białystok, que reúne empresas inovadoras em fase de crescimento, proporcionando-lhes oportunidades de desenvolvimento organizacional. A BPNT também oferece acesso à infraestrutura de pesquisa e laboratório necessária para o desenvolvimento de produtos e serviços de empresas industriais, de TI, software e médicas. Ao mesmo tempo, atividades de pesquisa e desenvolvimento são realizadas por cada vez mais fábricas industriais que operam em Białystok, dando esperança de maior crescimento econômico da cidade como resultado da comercialização da propriedade intelectual criada por seus habitantes.
Białystok é um grande centro da indústria têxtil, as indústrias eletromecânica (eletrônica, máquina e metal), madeira, alimentos (a maior da Polônia Polmos), materiais de construção, vidrarias e usinas de calor e energia também estão bem desenvolvidas.
A cidade é um centro de comércio, principalmente com o leste. Aqui funciona o Centro de Promoção do Mercado do Leste. Em Białystok, é realizada a Feira Internacional Têxtil e de Vestuário, Alimentos e Processamento, Consumo e Agricultura e Alimentos.

### Comércio
O comércio é a área da economia em que uma grande proporção das empresas de Białystok opera e na qual a maioria dos residentes de Białystok trabalha (o número é semelhante ao número de pessoas empregadas na indústria).
As seguintes entidades comerciais com uma elevada posição competitiva à escala nacional operam em Białystok:
- Cooperativa de Comercialização de Mercadorias da Indústria de Laticínios — a maior distribuidora de produtos lácteos da Polônia (a região da voivodia da Podláquia, da qual Białystok é a capital, é um dos principais centros nacionais de criação e produção de gado leiteiro)[77]
- BARTER — líder nacional na distribuição de gás e fertilizantes minerais[78]
- BIALCHEM GROUP — líder nacional na distribuição de carvão, gás e fertilizantes minerais[79]
- Grupa Chorten — entidade até 2021, com sede em Białystok (em 2021, a sede foi transferida para a cidade de Łyski perto de Białystok) reunindo, com base na parceria econômica, mercearias locais a operar em toda a Polônia (no final de 2021 havia cerca de 2 150 delas)[80]

Em Białystok existem: 7 hipermercados, 27 supermercados, 18 centros comerciais (Atrium Biała, Alfa Centrum, Galeria Jurowiecka, Auchan Produkcyjna, Auchan Hetmańska, Outlet Center, Outlet Białystok, Galeria Zielone Wzgórze, Galeria M, Galeria Antoniuk, CH Panorama, Dom Wenus Shopping Center, Park Shopping Center, CH Sienna Rynek Shopping Center, CH Zielona Kamienica, Centrum Handlowe Fasty, Centrum Handlowe M2, Podlaskie Centrum Rolno-Towarowe), 19 lojas de eletrônicos, bricolagem e lojas de decoração. Havia uma fazenda estatal na aldeia — Państwowe Gospodarstwo Ogrodnicze Białystok.

### Serviços
Existem vários milhares de empresas de serviços em Białystok. Os segmentos de serviços mais significativos incluem (de acordo com dados GUS de 2019):
- atividade profissional (contabilidade, assessoria, jurídico, arquitetura) — 4 396 entidades,
- construção — 4079 entidades,
- transporte — 2516 entidades,
- serviços de TI — informática e programação — 1492 entidades[83]

As atividades profissionais em Białystok são realizadas principalmente por micro e pequenas empresas. Os serviços prestados por essas empresas são de natureza empresarial e na maioria terceirizados por empresas industriais, comerciais e de serviços locais. A situação das empresas de transporte de Białystok é semelhante.
4 079 empresas de construção operam em Białystok, fornecendo serviços de reforma e construção (a chamada produção da construção). Exemplos de empresas envolvidas na construção de instalações prontas são:
- Yuniversal Podlaski — empresa especializada em habitação multifamiliar em Białystok, Suwałki, Ełk e Varsóvia[84]
- ASKO — empresa especializada em habitação multifamiliar e edifícios de utilidade pública em Białystok[85]
- JAZ — BUD — empresa especializada em habitação multifamiliar em Białystok e Varsóvia[86]
- Budrex — Kobi (parte do grupo UNIBEP) - empresa especializada na construção de instalações de engenharia implementadas em toda a Polônia[87]
- ANATEX — empresa especializada na construção de edifícios de utilidade pública em toda a Polônia[88]
- ELECTRUM — empresa especializada na construção de instalações elétricas e industriais em toda a Polônia.[89]

A indústria de TI em Białystok é representada por inúmeras microempresas que lidam com serviços de programação encomendados por grandes empresas do setor de TI. Há também pequenas e médias empresas que implementam e mantêm sistemas de TI, mantêm infraestrutura de TI, fornecem e prestam serviços de equipamentos para empresas e instituições públicas. Exemplos de empresas de TI que operam em Białystok são:
- Centrum Informatyki “ZETO” — empresa especializada na implementação de sistemas de TI para aplicações de gestão e industriais,[90]
- INTRATEL — empresa especializada na gestão de dados e implementação de sistemas de informação,[91]
- PhotoAiD — empresa de tecnologia especializada em aplicações de fotos biométricas[92]
- SoftwareHut (parte do grupo TenderHut) — empresa especializada na concepção, personalização e desenvolvimento de sistemas informáticos[93]
- T-Matic Grupa Computer Plus — empresa especializada na implementação de sistemas de TI para aplicações de gestão e industriais,[94]
- WHITE HILL — produtor de software especializado, robôs, máquinas e dispositivos para agricultura e indústria[95]

No final de novembro de 2010, o número de desempregados registrados em Białystok era de aproximadamente 14,8 mil habitantes, representando uma taxa de desemprego de 12,0% para os economicamente ativos. Conforme o Escritório Central de Estatística, em outubro de 2013 a taxa de desemprego era de 13,6% — a mais alta entre as cidades da voivodia.
Em setembro de 2019, o número de desempregados registrados era de 7 200 e a taxa de desemprego era de 5,5%.

## Transportes
Białystok é o maior centro de transporte no nordeste da Polônia. A linha ferroviária Rail Baltica de importância europeia (Varsóvia — Suwałki — Kowno — Riga — Tallinn) atravessa a cidade.

### Transporte rodoviário

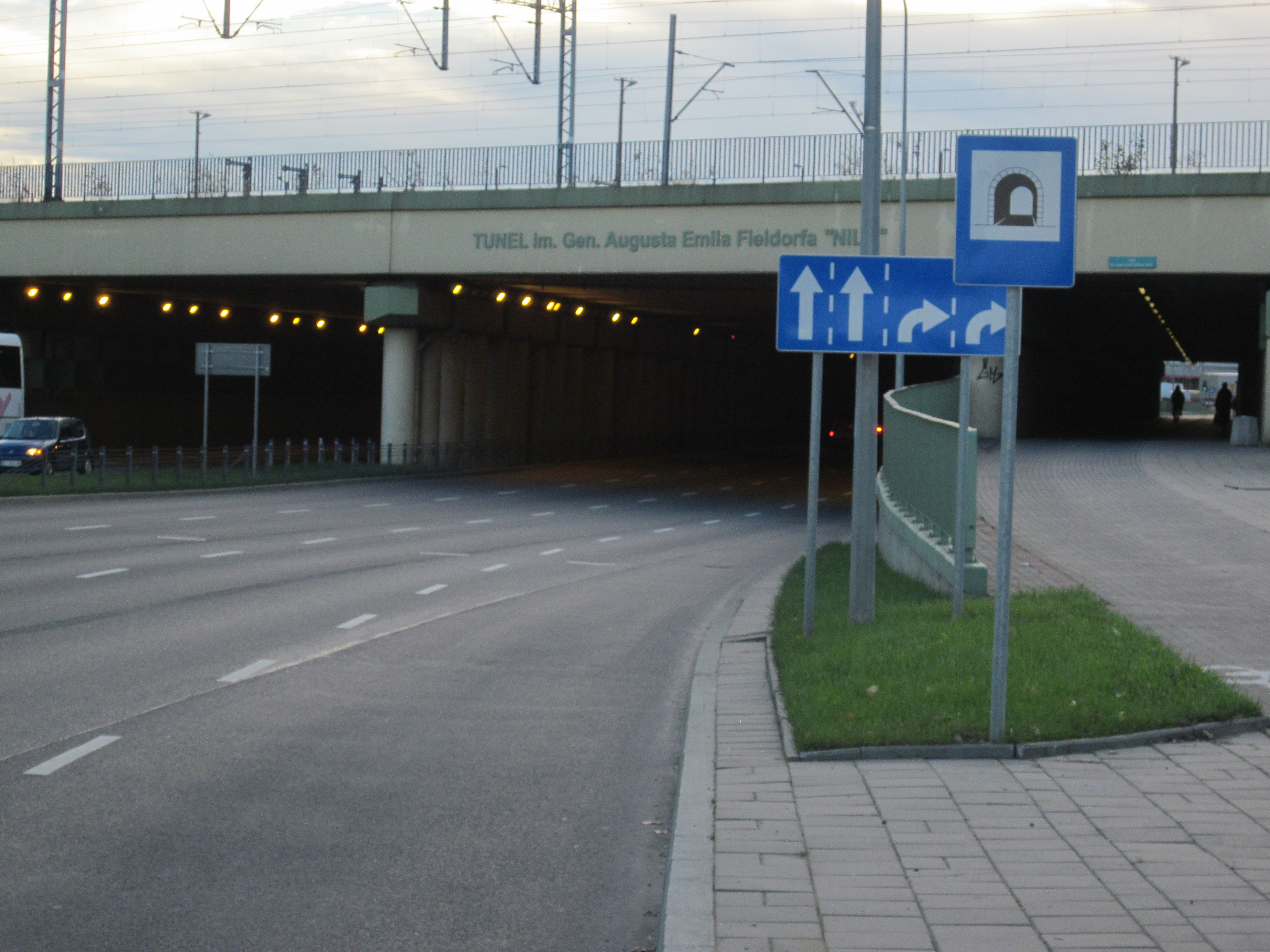
Túnel August Emil Fieldorf Nil

- Estrada Nacional n.º 8 (E67): fronteira estatal — Kudowa-Zdrój — Breslávia — Varsóvia — Białystok — Budzisko — fronteira estatal
- Estrada Nacional n.º 19: fronteira estatal — Kuźnica — Białystok — Lublin — Rzeszów — Barwinek — fronteira estatal
- Estrada Nacional n.º 65: fronteira estatal — Gołdap — Ełk — Białystok — Bobrowniki — fronteira estatal
- Estrada provincial n.º 669: Białystok
- Estrada provincial n.º 675: Białystok
- Estrada provincial n.º 676: Białystok — Krynki
- Estrada provincial n.º 678: Wysokie Mazowieckie — Białystok

#### Tráfego em trânsito
O tráfego em trânsito foi encaminhado através dos anéis viários do centro da cidade: norte — Rota Generalska, oeste — Rota Niepodległości e sul — rua Konstanty Ciołkowski.
Białystok ficou em 9.º lugar entre as cidades com população inferior a 300 000 habitantes na Classificação de Cidades Amigas do Motorista de 2024, preparada pelo Oponeo.pl em cooperação com a Yanosik. A cidade se destaca por suas baixas taxas de estacionamento e velocidades médias de direção relativamente altas (27 km/h no centro, 42 km/h fora dele). A posição inferior foi influenciada, entre outras coisas, pelos altos preços dos combustíveis, seguro contra terceiros e disponibilidade limitada de compartilhamento de carros. A classificação indica áreas para melhoria, ajudando a aumentar o conforto e a segurança do motorista.

### Transporte ferroviário

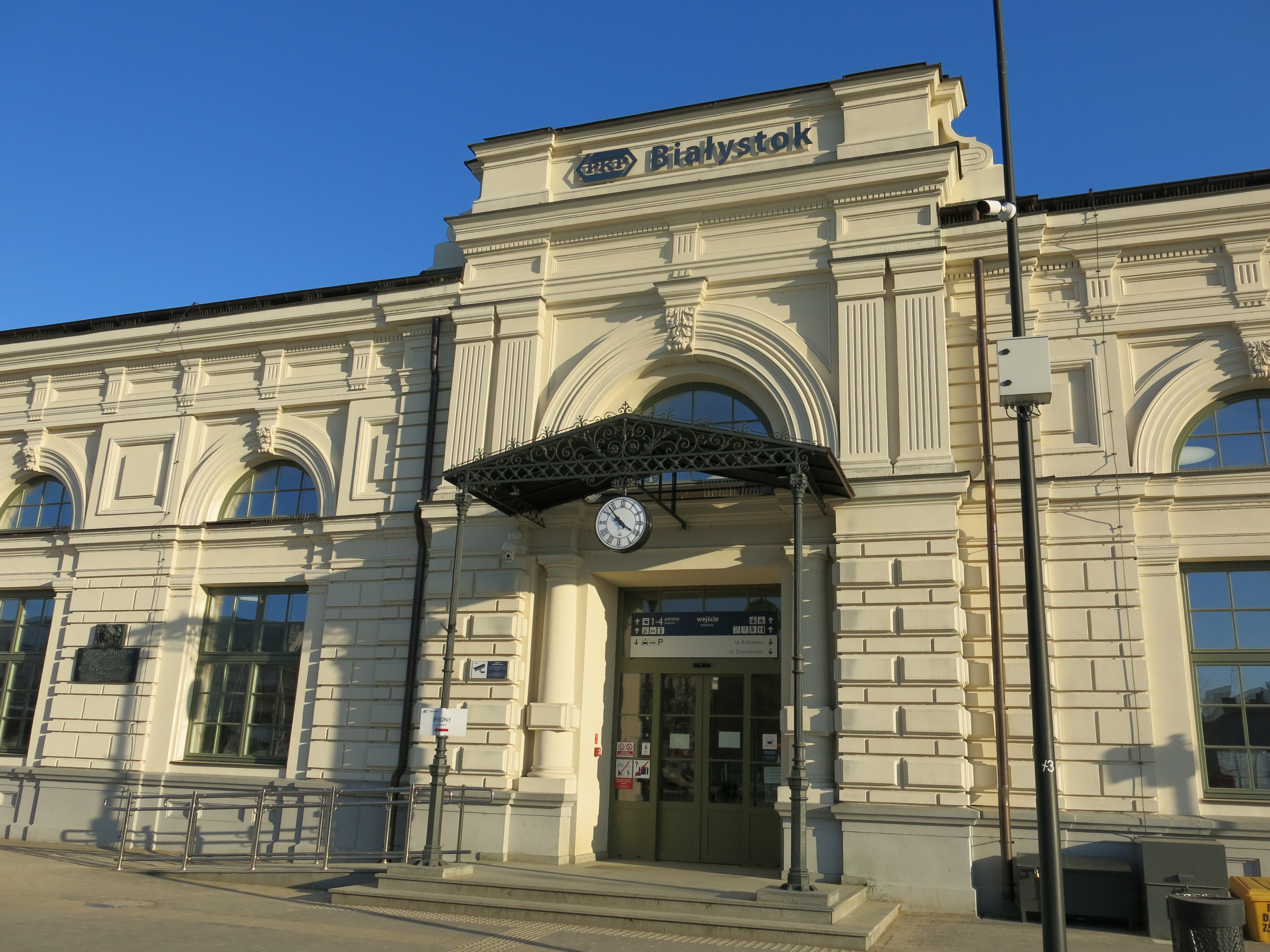
Estação ferroviária do século XIX em Białystok

As seguintes linhas ferroviárias se cruzam em Białystok: linha ferroviária n.º 6 (Zielonka — Kuźnica Białostocka), n.º 38 (Białystok — Bartoszyce), n.º 32 (Białystok — Czeremcha) e linha ferroviária n.º 37 (Białystok — Zubki Białostocka).
Białystok possui conexões ferroviárias diretas para, entre outras: Varsóvia, Olsztyn, Cracóvia, Gdansk,
Katowice, Breslávia, Szczecin, Bielsko-Biała e Jelenia Góra. Os trens locais chegam a Suwałki, Ełk, Sokółka, Kuźnica, Czeremcha, Łapy, Szepietów, Czyżew, e até recentemente também Małkinia. O transporte de ônibus também é desenvolvido, servido tanto pela PKS Białystok (desde 2017 PKS Nova SA), que mantém muitas linhas de longa distância (inclusive para Varsóvia, Zielona Góra, Gdańsk, Szczecin, Lublin, Gołdap, Suwałki) e linhas locais para a maioria das cidades e vilarejos na voivodia da Podláquia, bem como transportadoras privadas, servindo conexões para, entre outras, Varsóvia, Monki, Bielsk Podlaski, Czeremcha, Czarna Białostocka, Tykocin e Krynki.
Em 22 de setembro de 2014, por iniciativa da associação Ferroviária Podláquia a fim de investigar a possibilidade de lançar um trem urbano rápido (SKM) em Białystok, 23 trens especiais gratuitos entre Białystok Bacieczki — Białystok Starosielce — Białystok — Białystok Fabryczny, foram lançados experimentalmente por um dia, com 1551 pessoas utilizando-os.

### Transporte público

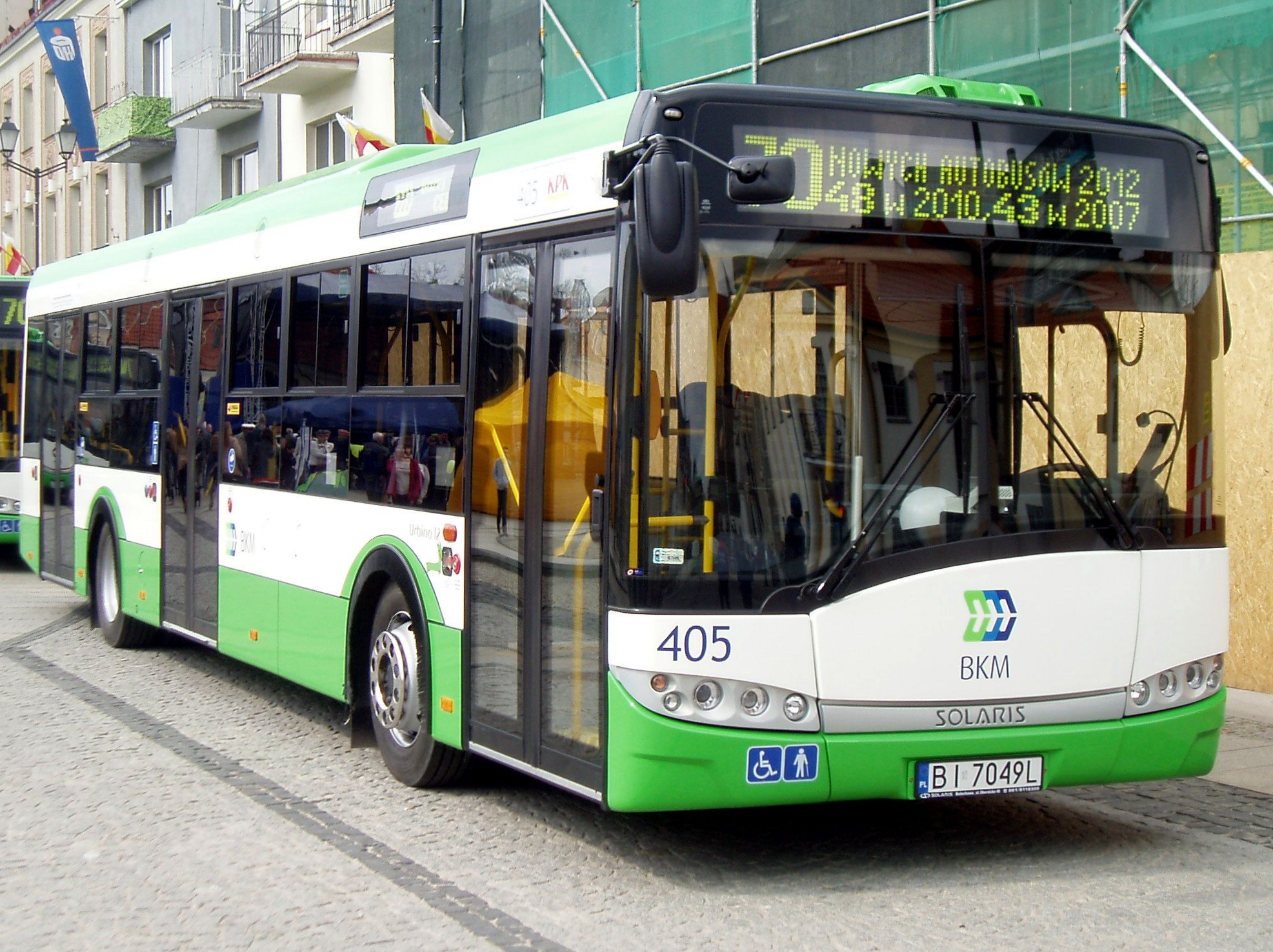
Solaris Urbino 12 nas cores da Empresa Municipal de Transportes

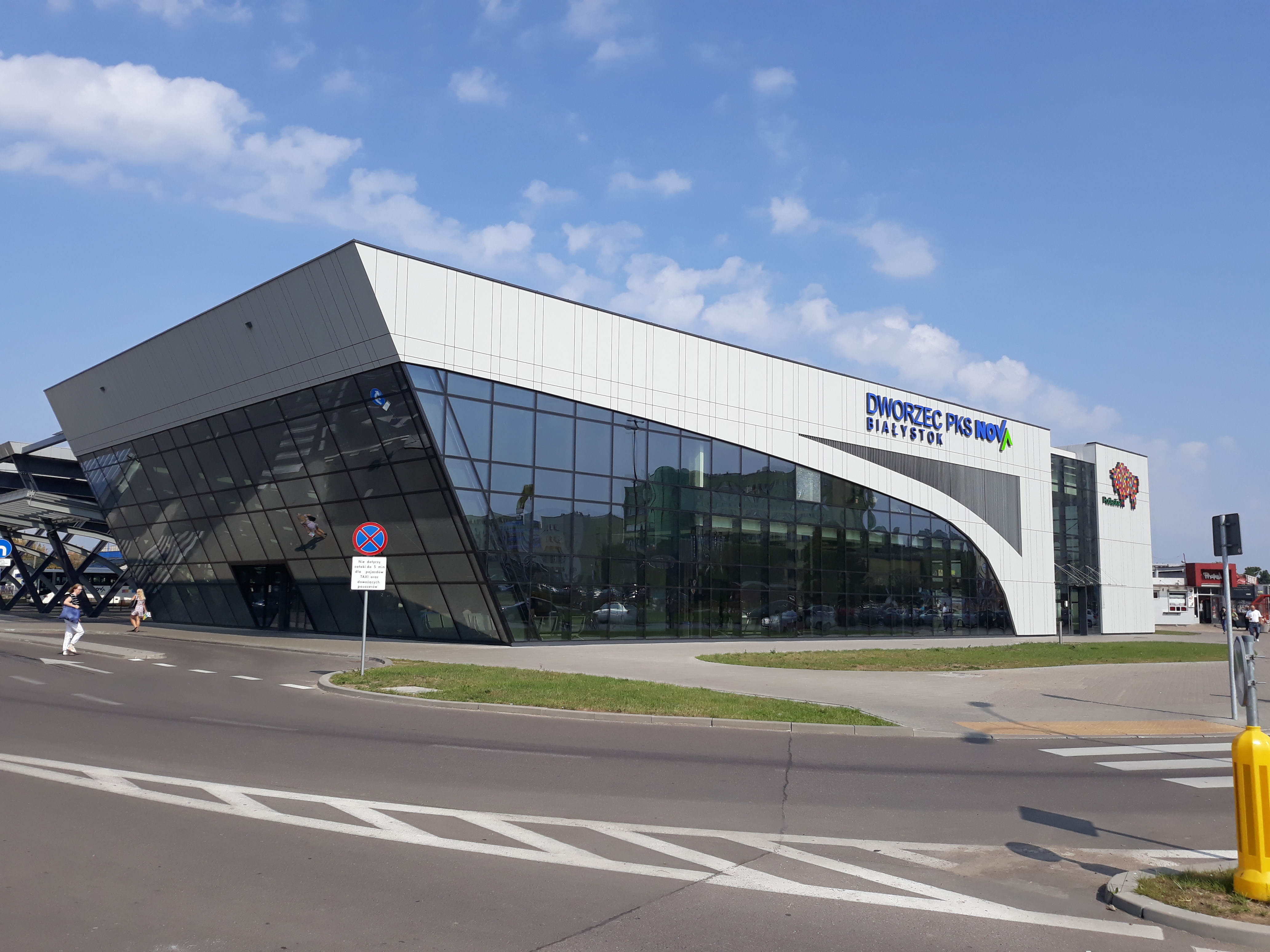
Estação de ônibus em Białystok

Em Białystok e nos municípios vizinhos que concluíram um acordo sobre a organização conjunta do transporte público, o organizador do transporte é o Conselho de Transportes da Cidade de Białystok. Białystok é a maior cidade da Polônia com apenas um tipo de transporte público, o serviço de ônibus. As faixas de ônibus foram separadas em algumas ruas. Em 2020, seu comprimento total era de 18,3 km. Três empresas de ônibus operam como parte do transporte público organizado pela prefeitura de Białystok: Komunalny Zakład Komunikacyjny, Komunalne Przedsiębiorstwo Komunikacji Miejskiej e Komunalne Przedsiębiorstwo Komunikacyjne, também havia as empresas Abra, BIATRA. O transporte público de Białystok atende 50 linhas de ônibus, incluindo linhas urbanas de 30 dias (1–30) e 20 linhas suburbanas (100–105, 107–109, 111–113, 122, 123, 126, 132, 142, 200–202). Em junho de 2009, o Klub Miłośników Komunikacji Miejskiej foi fundado em Białystok. Algumas comunas vizinhas têm transporte público próprio, proporcionando uma conexão com Białystok.

### Infra-estrutura para o ciclismo

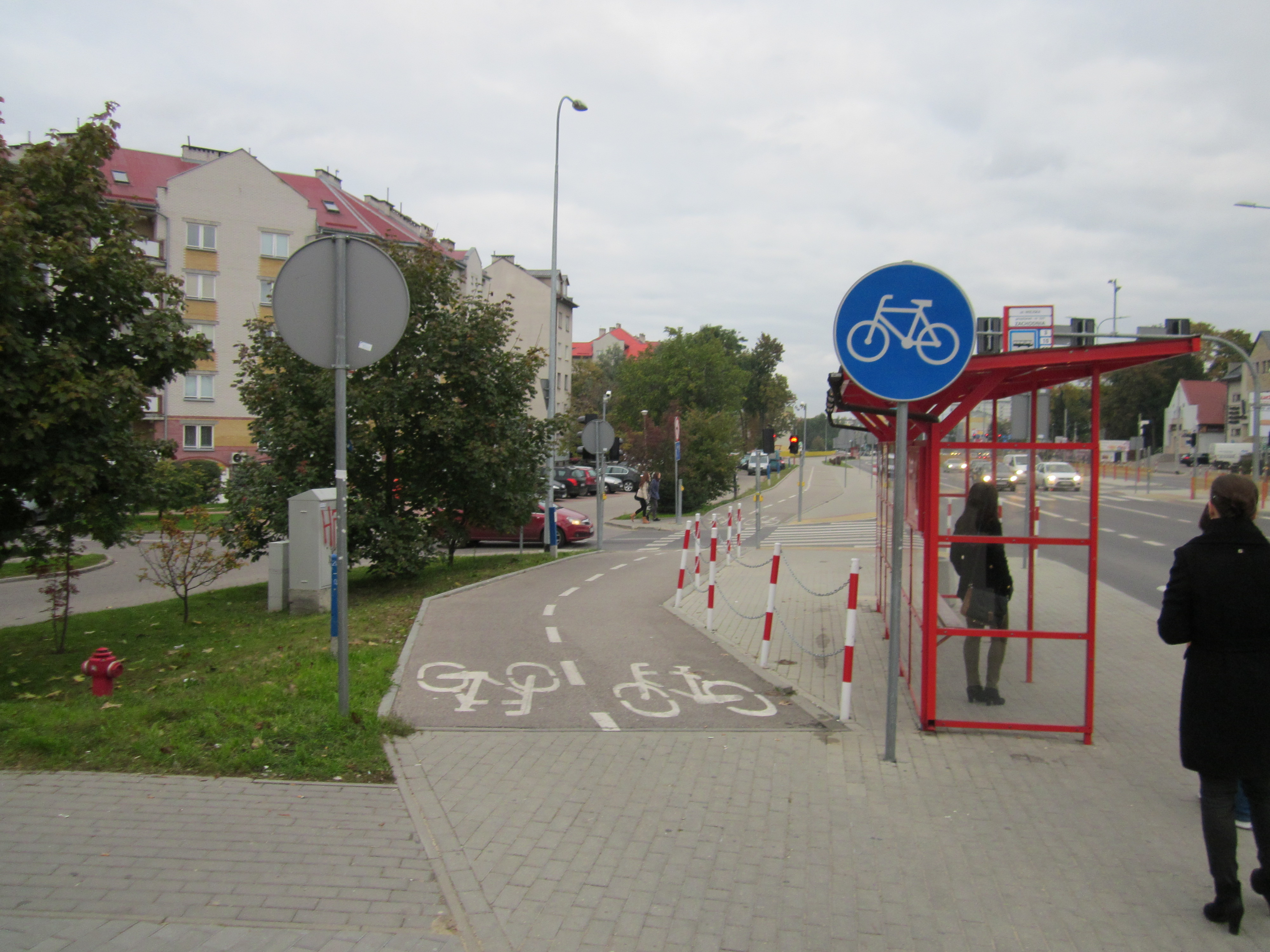
Ciclovia e ponto de ônibus do transporte público na rua Wiejska

Mais de 158 km de ciclovias foram construídos em Białystok. O chamado Plano AZ adotado em meados dos anos 90 assumiu a cobertura de toda a cidade com uma densa rede de caminhos, mas parte do projeto não foi implementado. Atualmente, é criada uma rota de ciclismo separada com quase todos os grandes investimentos rodoviários. O número de ciclovias está aumentando graças à inclusão de rotas vizinhas para bicicletas nos investimentos rodoviários. A rota de ciclismo Green Velo, que passa por cinco voivodias no leste da Polônia, atravessa a cidade.
Em 2014, foi criado o sistema público de aluguel de bicicletas BiKeR.

### Transporte aéreo
Há um aeroporto esportivo na área da cidade, o Aeroclube de Białystok. Houve muitos anos de discussões sobre a localização, conveniência e escopo do novo aeroporto, pois não era para ser um aeroporto, devido à localização da cidade. No entanto, no início de novembro de 2017, a prefeitura decidiu que uma pista de pouso com capacidade para até 50 passageiros seria construída nas instalações do Aeroclube. As obras foram concluídas em setembro de 2018. A pista mede 1350 por 30 m (superfície pavimentada de concreto asfáltico). Também foram construídos um pátio para manobras das aeronaves, pistas de táxi, juntamente com a infra-estrutura técnica e iluminação necessárias. O custo do investimento foi superior a 45 milhões zł, dos quais 16,1 milhões zł foram provenientes do orçamento da região da Podláquia.
Por decisão de 31 de julho de 2009, a diretoria da voivodia decidiu que um aeroporto regional da Podláquia seria construído em Saniki, localizada a aproximadamente 27 km do centro de Białystok. Entretanto, o plano não foi implementado.

#### Locais de pouso
Há dois campos de pouso sanitário na rua Maria Skłodowska-Curie. A primeira, a pista Białystok-Hospital, colocada em uso em 2014, e a segunda pista, a pista Białystok-Hospital Provincial. Cerca de 14 km a sudoeste da cidade fica a pista de pouso Turośń Kościelna.

## Cultura
Existem mais de 570 organizações não governamentais em Białystok (entre elas, 56 sociedades e sindicatos, incluindo a Sociedade Científica de Białystok, a Sociedade Social e Cultural da Bielorrússia). Em 2010, Białystok perdeu o concurso para o título de Capital Europeia da Cultura 2016. Não estava na chamada “pequena lista” de cidades candidatas.

### Museus e galerias
Białystok é o maior centro cultural do nordeste da Polônia. É a sede do Museu da Podláquia, o maior da voivodia, com filiais em Białystok (Museu Histórico, Museu de Esculturas Alfons Karny, Museu da Vila de Białystok), Choroszcz (Museu do Palácio Interior), Supraśl, Tykocin e Bielsk Podlaski. Em Białystok há também: o Museu do Exército, o Museu de História Natural da Universidade de Białystok e o Museu Memorial de Sibir. Białystok é também o lar de uma das melhores galerias de arte contemporânea da Polônia — a Galeria Arsenal. A segunda galeria da cidade é a Galeria Sleńdziński, que possui a maior coleção de obras de arte e de recordações arquivísticas da família de artistas poloneses de Vilnius. Além disso, existem 19 galerias de arte particulares.

Museus e galerias de arte
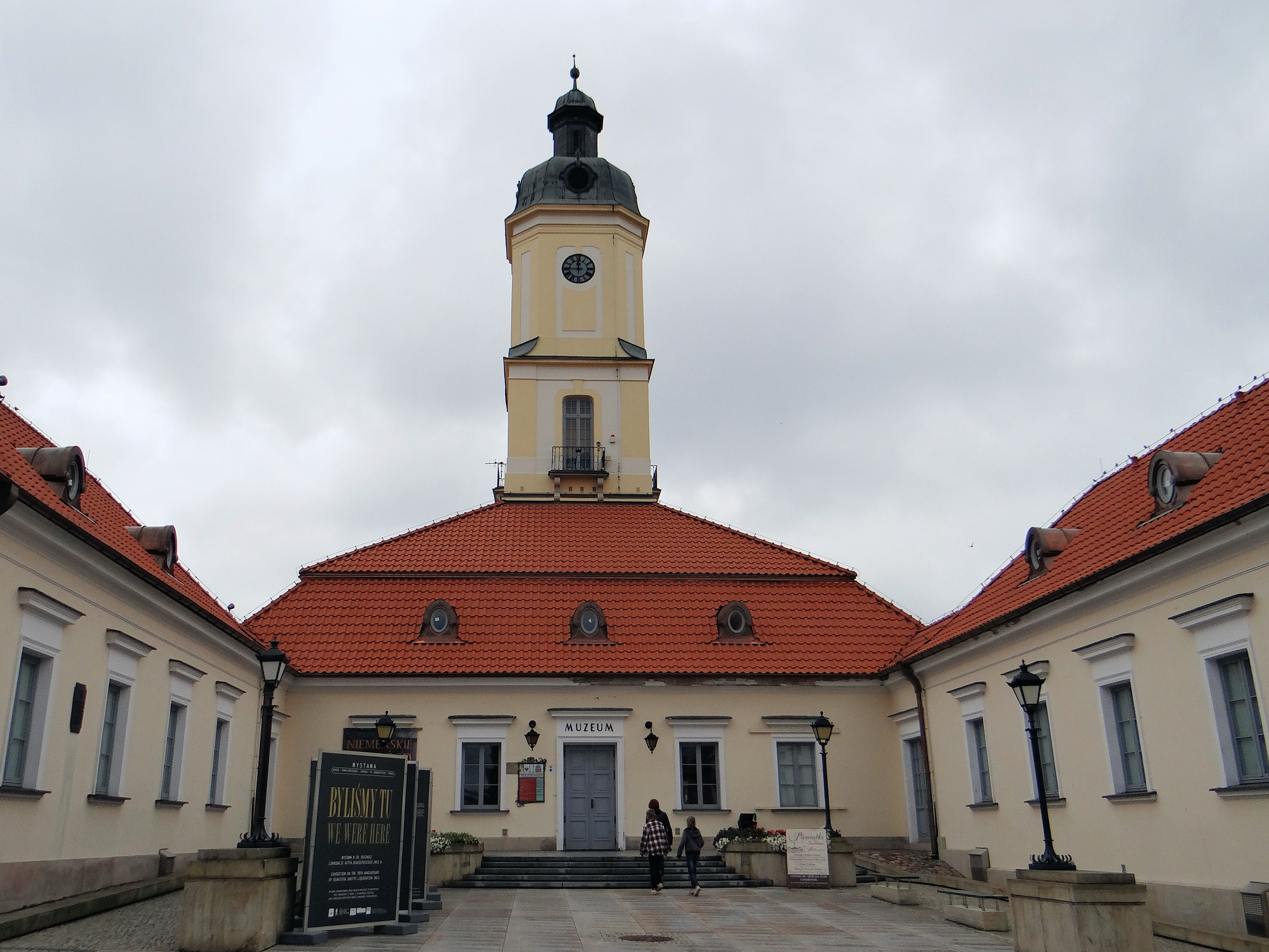
Museu da Podláquia
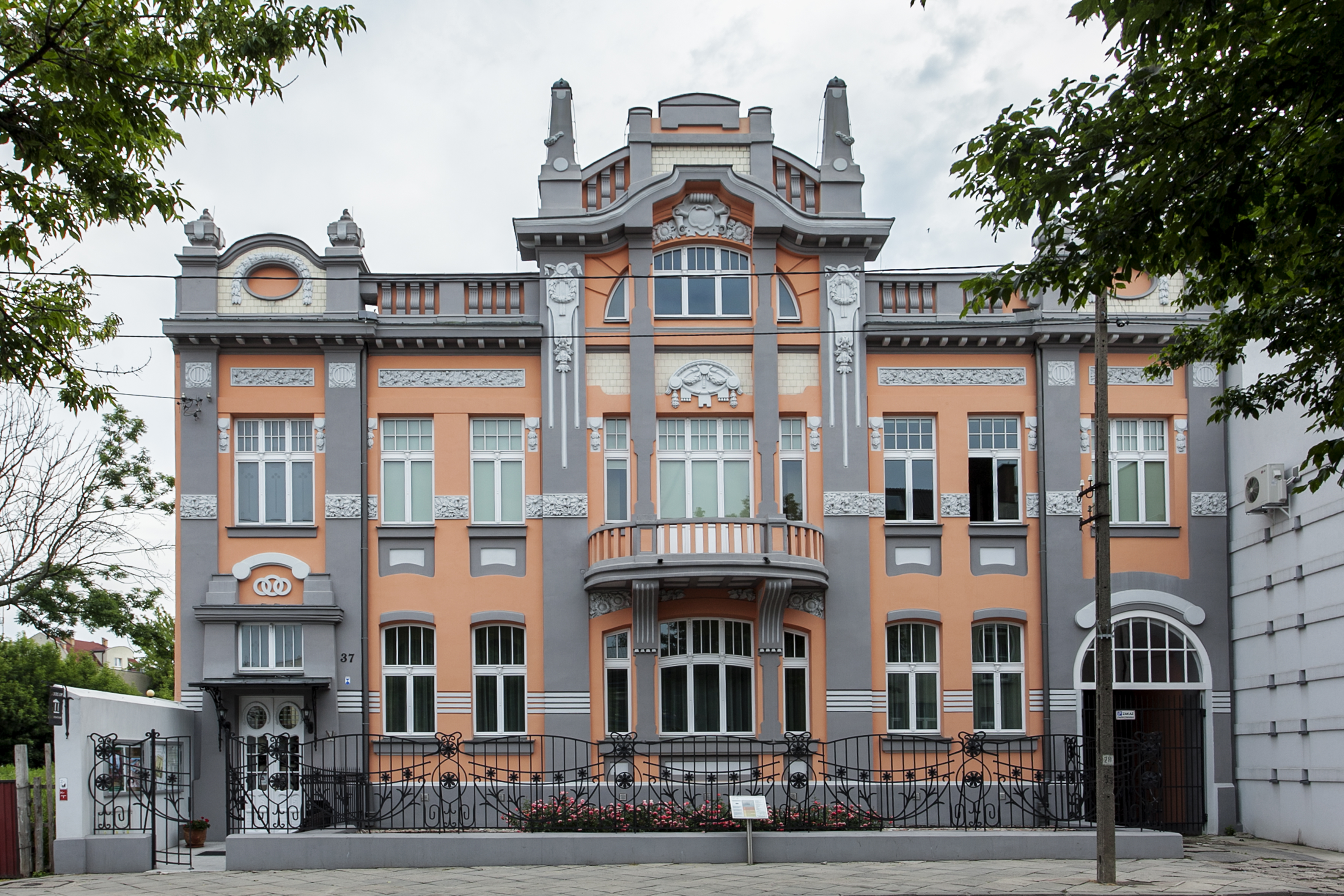
Museu Histórico
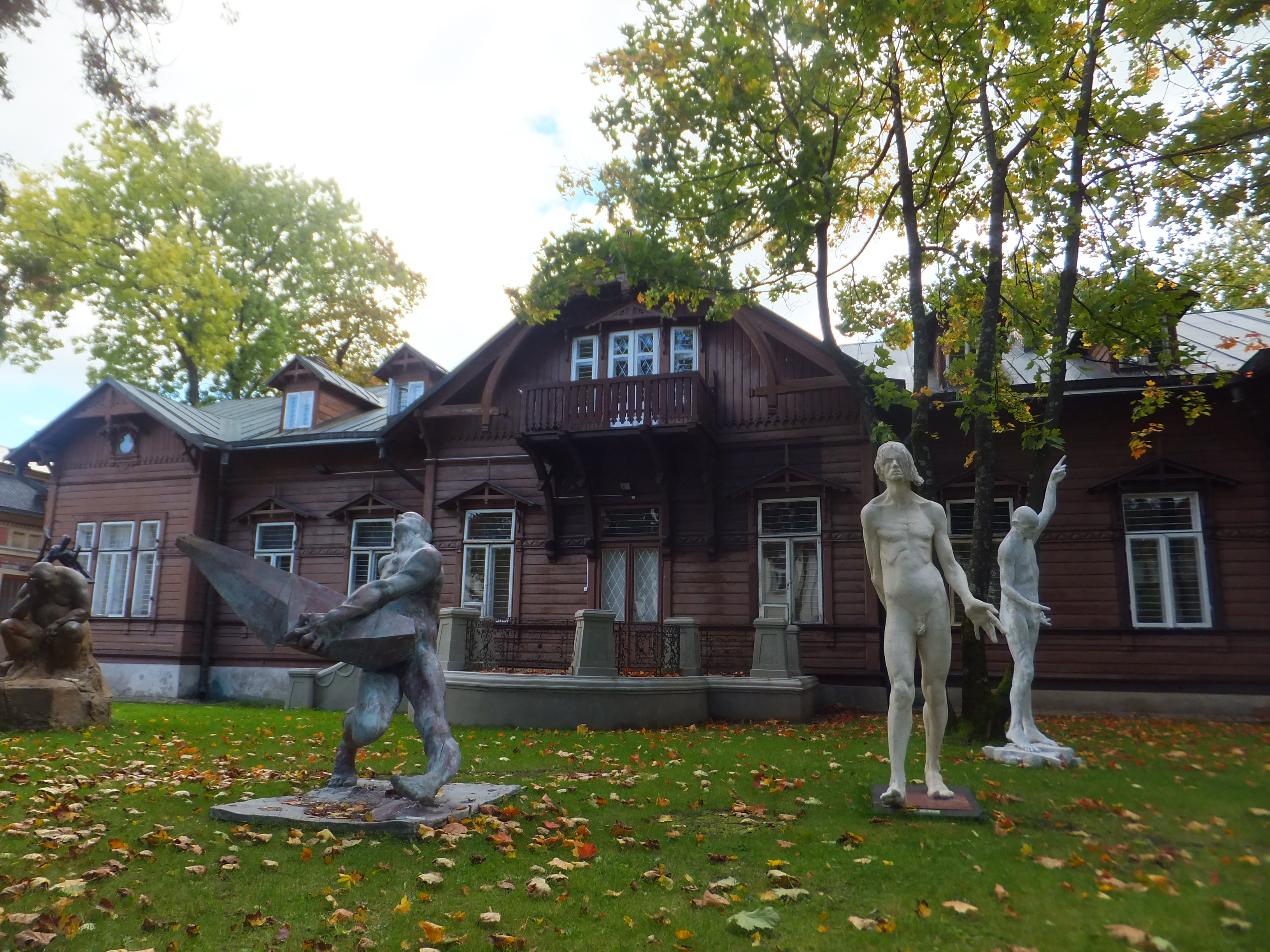
Museu de Esculturas de Alphonse Karny
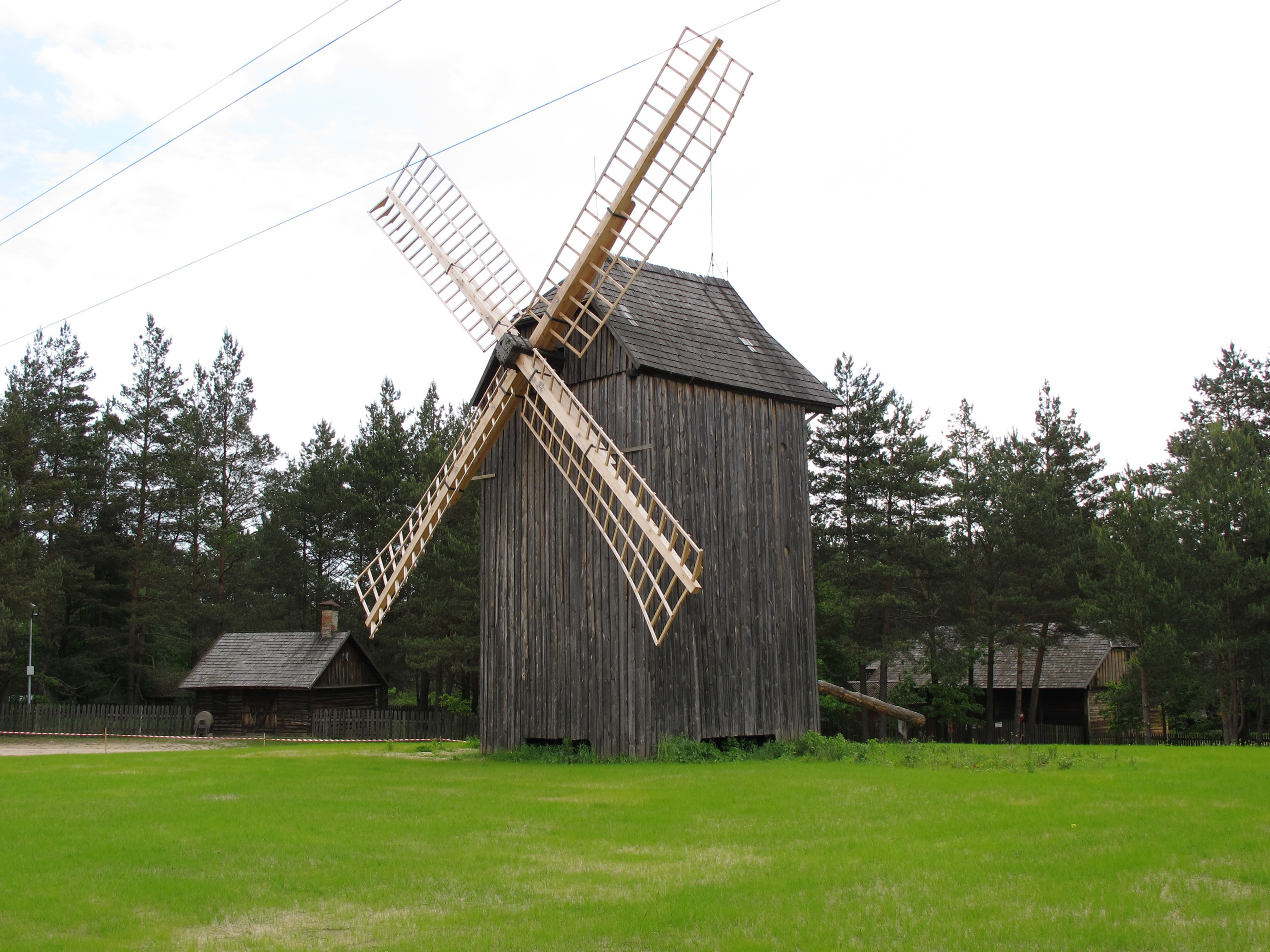
Museu de Cultura Popular da Podláquia
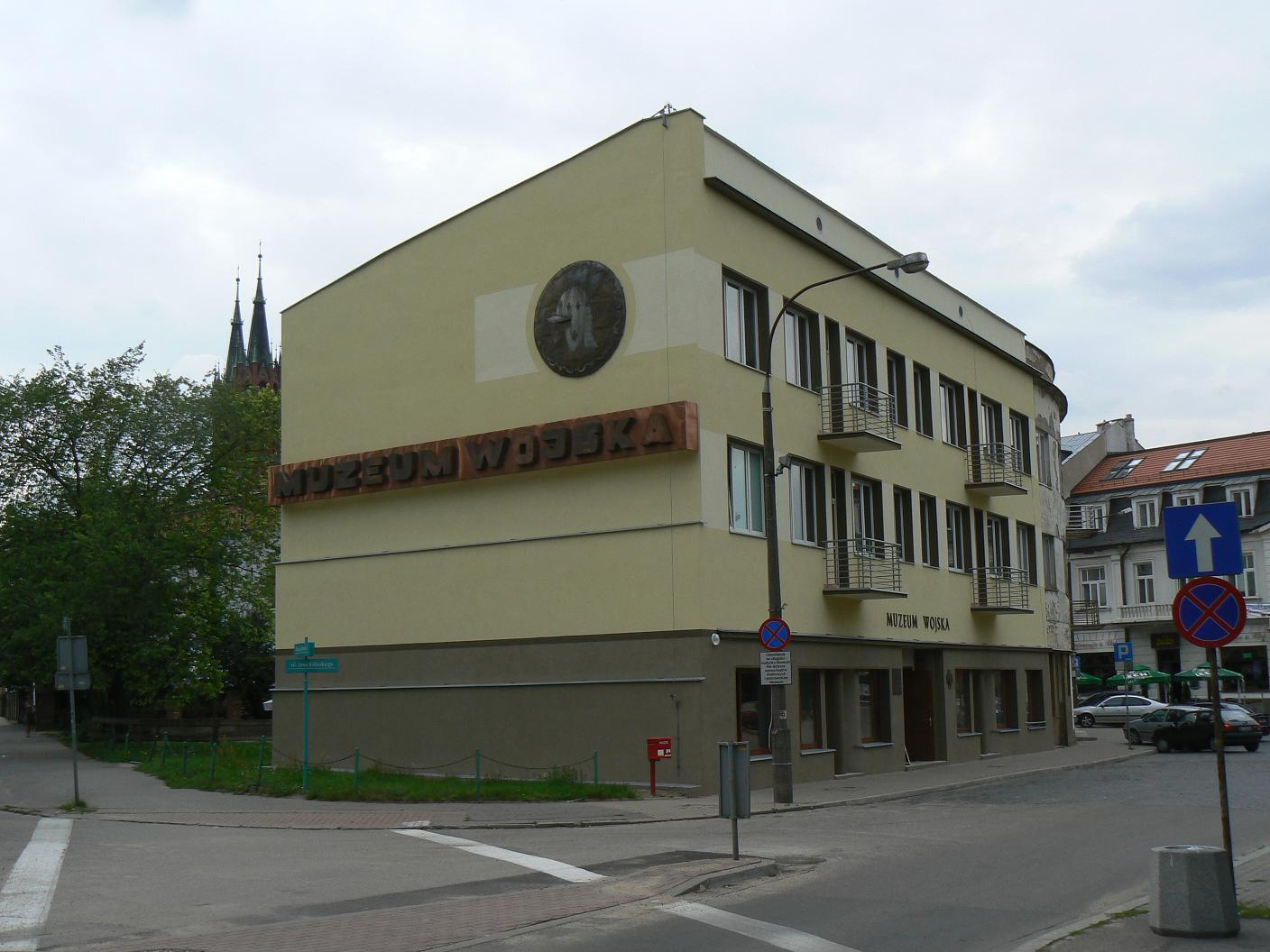
Museu Militar
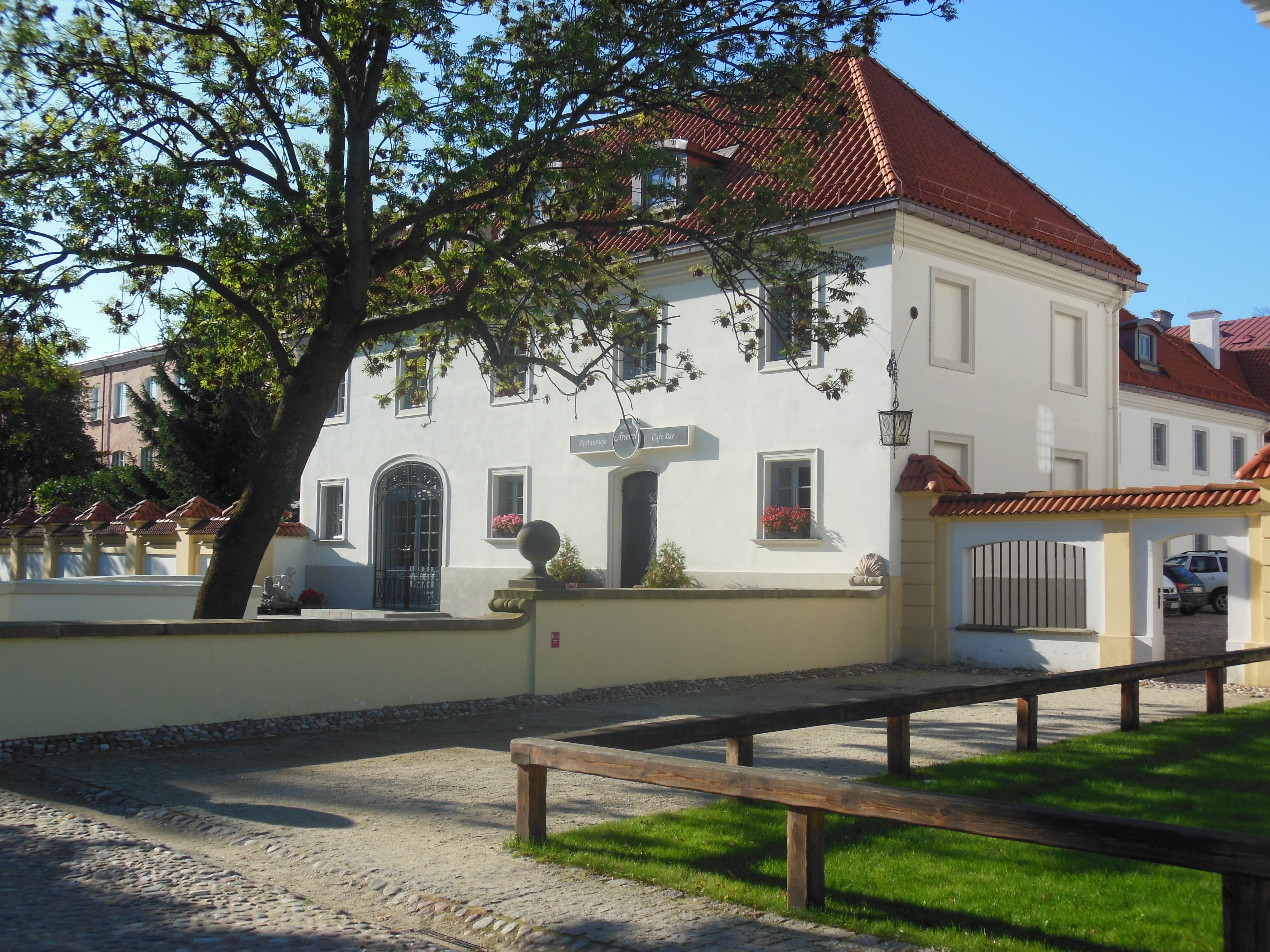
Galeria Arsenal
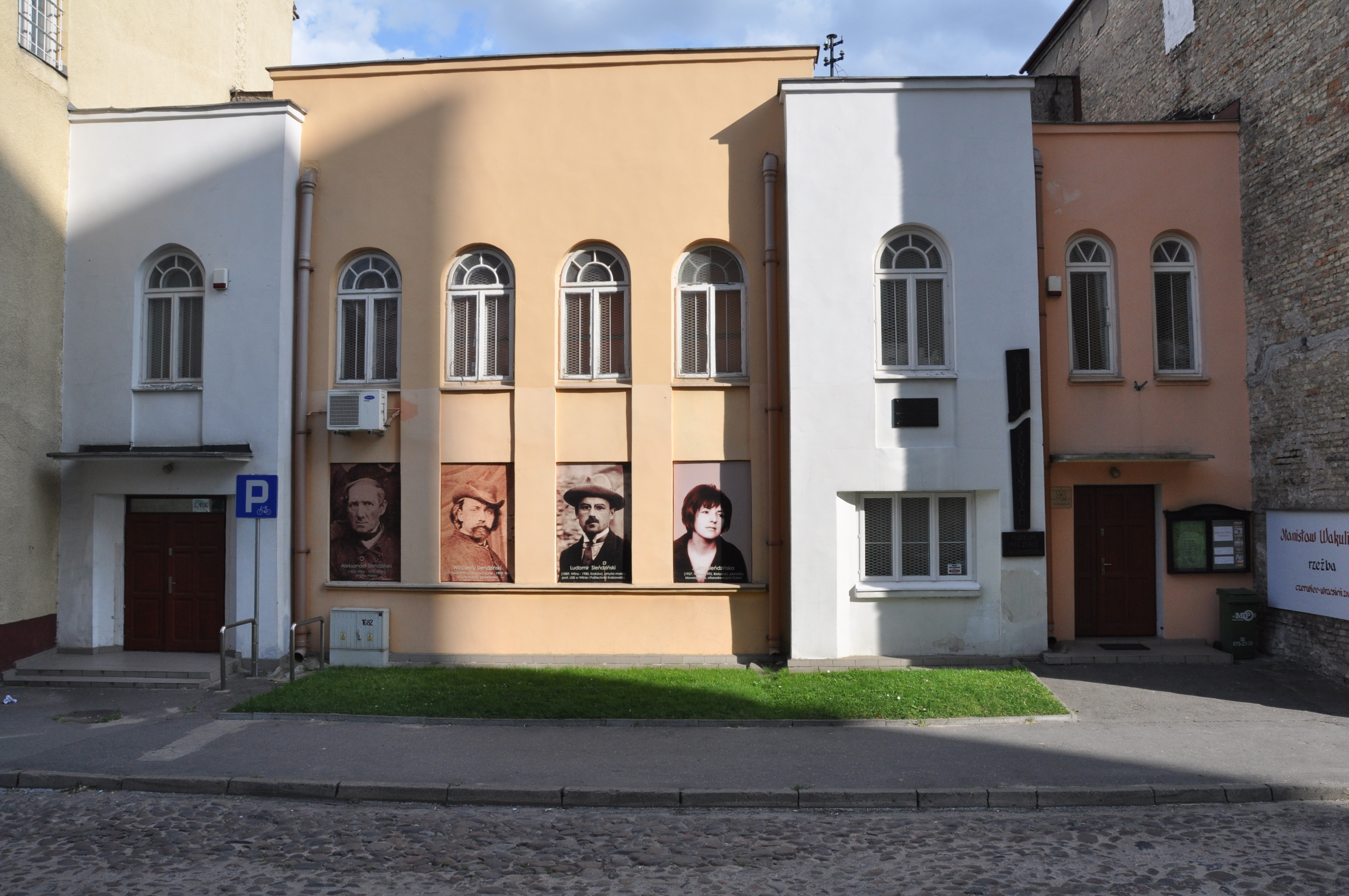
Galeria Sleńdziński (antiga Sinagoga Cytron)
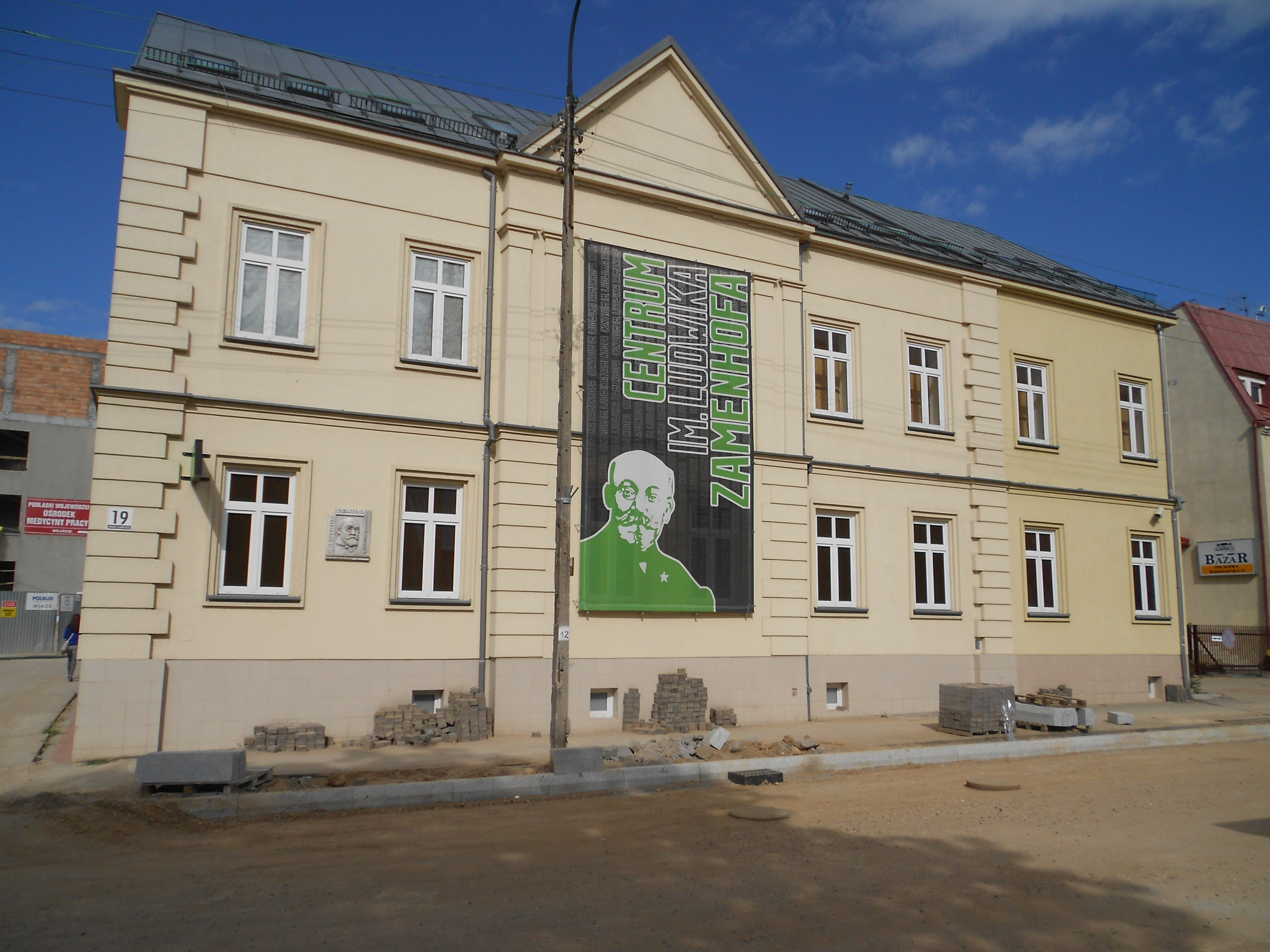
Centro Ludwik Zamenhof

### Teatros e filarmônicas
Graças ao Teatro de Marionetes de Białystok e ao Departamento de Arte de Marionetes da Academia de Teatro de Varsóvia, Białystok ganhou o título de centro polonês de artes de marionetes. Além do BTL, há também um Teatro de Dramaturgia e uma dúzia de teatros privados (incluindo o Teatro Wierszalin de Supraśl e o Teatro K3 de Białystok). A cidade também tem uma sala filarmônica. A cidade, com o Gabinete do Marechal, planeja a construção de um Centro Europeu de Música e Arte, que incluirá: a Ópera e a Filarmônica da Podláquia, um extenso teatro de marionetes e um cinema multiplex.

Teatros
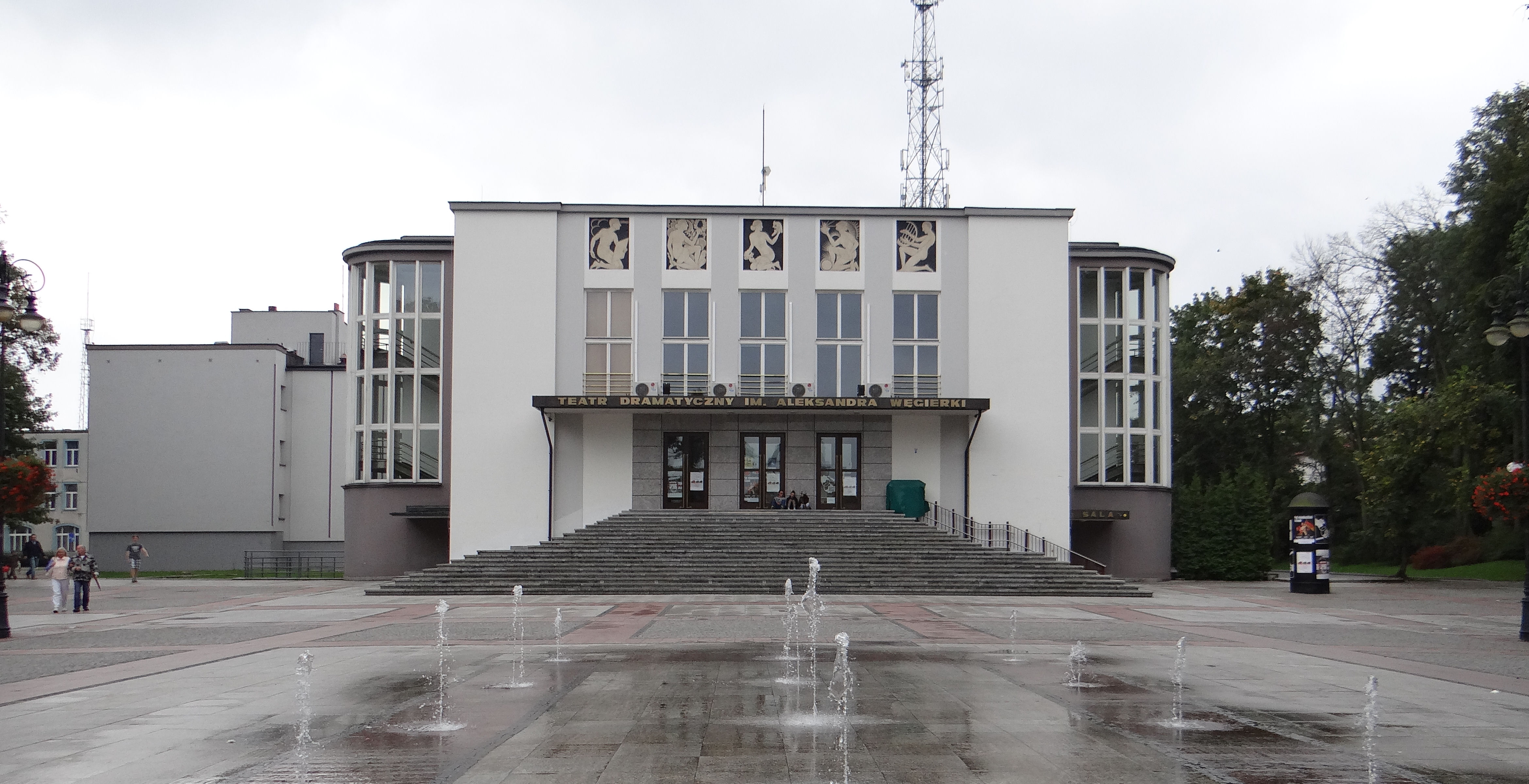
Teatro de Dramaturgia Aleksander Wegierka
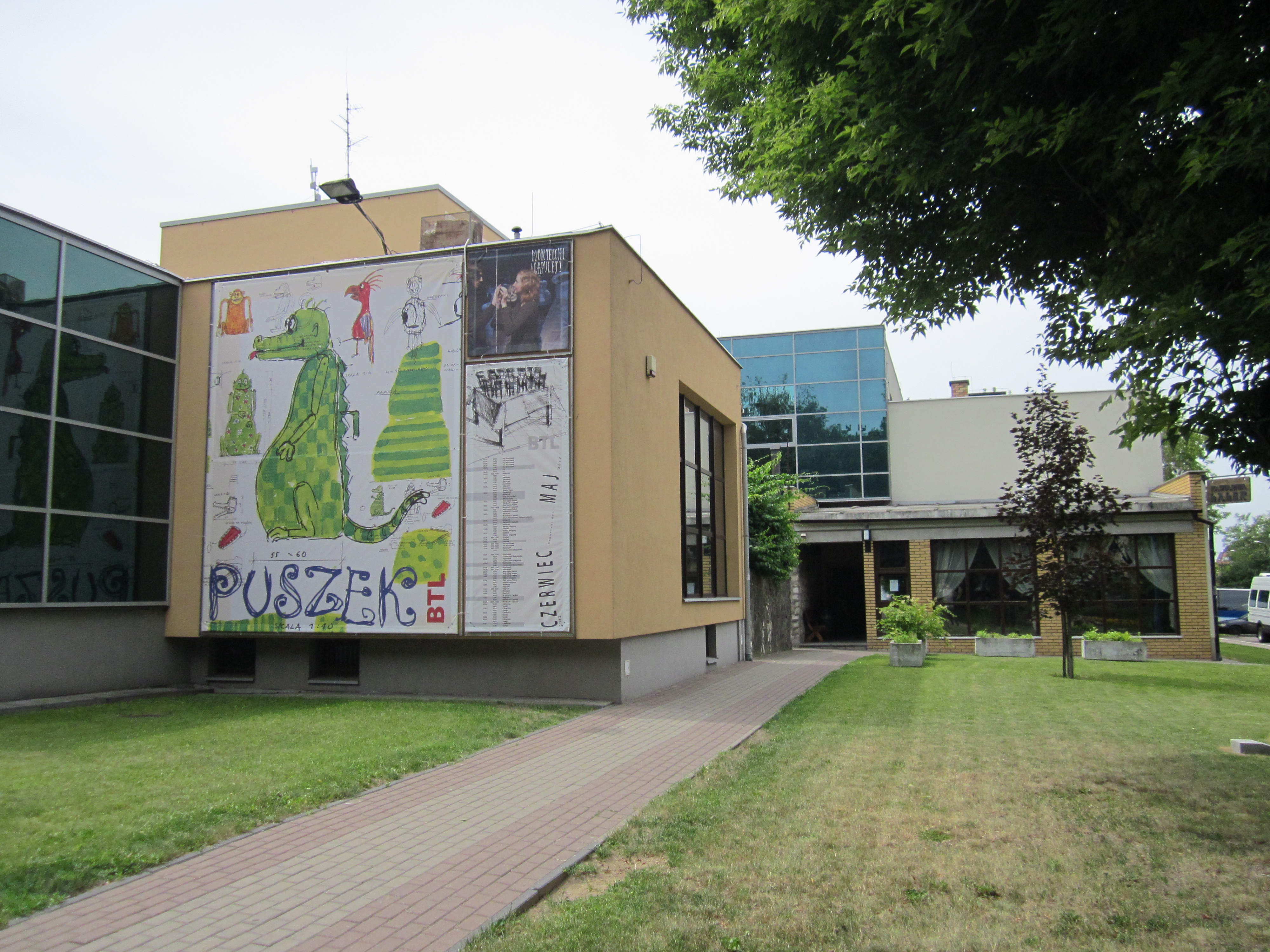
Teatro de Marionetes
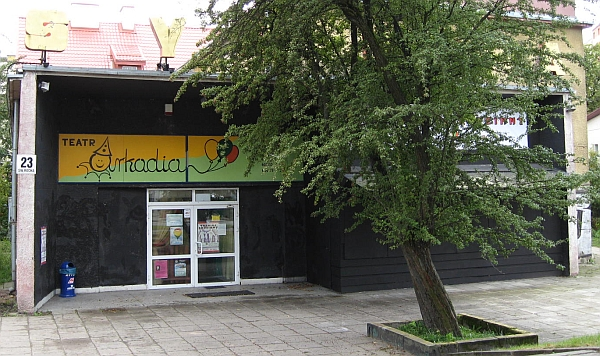
Teatro Arkadia

### Corais

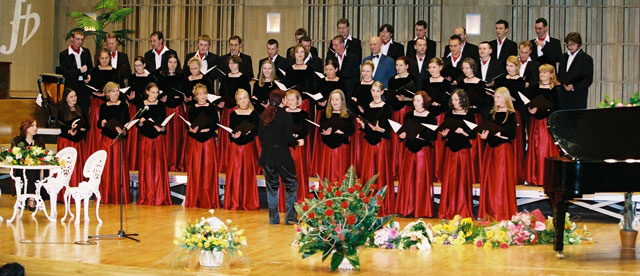
Coral da Universidade de Tecnologia

- Coral da Universidade de Medicina de Białystok
- Coral da Catedral Carmen
- Coral da Ópera e Filarmônica da Podláquia
- Coral da Universidade de Tecnologia de Białystok
- Coral Acadêmico da Universidade de Białystok
- Coral de Câmara Cantica Cantamus de Białystok
- Schola Cantorum Bialostociensis
- AKSION Coral Juvenil da Catedral Ortodoxa de São Nicolau em Białystok
- Coral da Faculdade de Administração Pública
- Coral da Escola de Música do 1.º Grau
- Coral da Universidade de Finanças e Gestão
- Coral da Sede da Polícia Provincial em Białystok
- Coral Juvenil da Cidade de Białystok

### Cinemas
- Helios (6 salas, 967 lugares) — Galeria Jurowiecka
- Helios (8 salas, 1 705 lugares) — Atrium Biała
- Helios (7 salas, 1 322 lugares) — Alfa Centrum
- Cinema Forum (1 auditório)
- Cinema Camera Cafe Kino Pokój (1 auditório, 49 lugares)[111]
- Cinema Ton (1 auditório, 410 lugares) — cinema católico
- Cinema estudantil (1 tela) — fechado até novo aviso
- Cinema Pokój (2 salas, 648 lugares) — cinema fechado
- Cinema Syrena — fechado

### Bibliotecas
Existem 17 bibliotecas ativas em Białystok:
- Biblioteca da Podláquia[112]

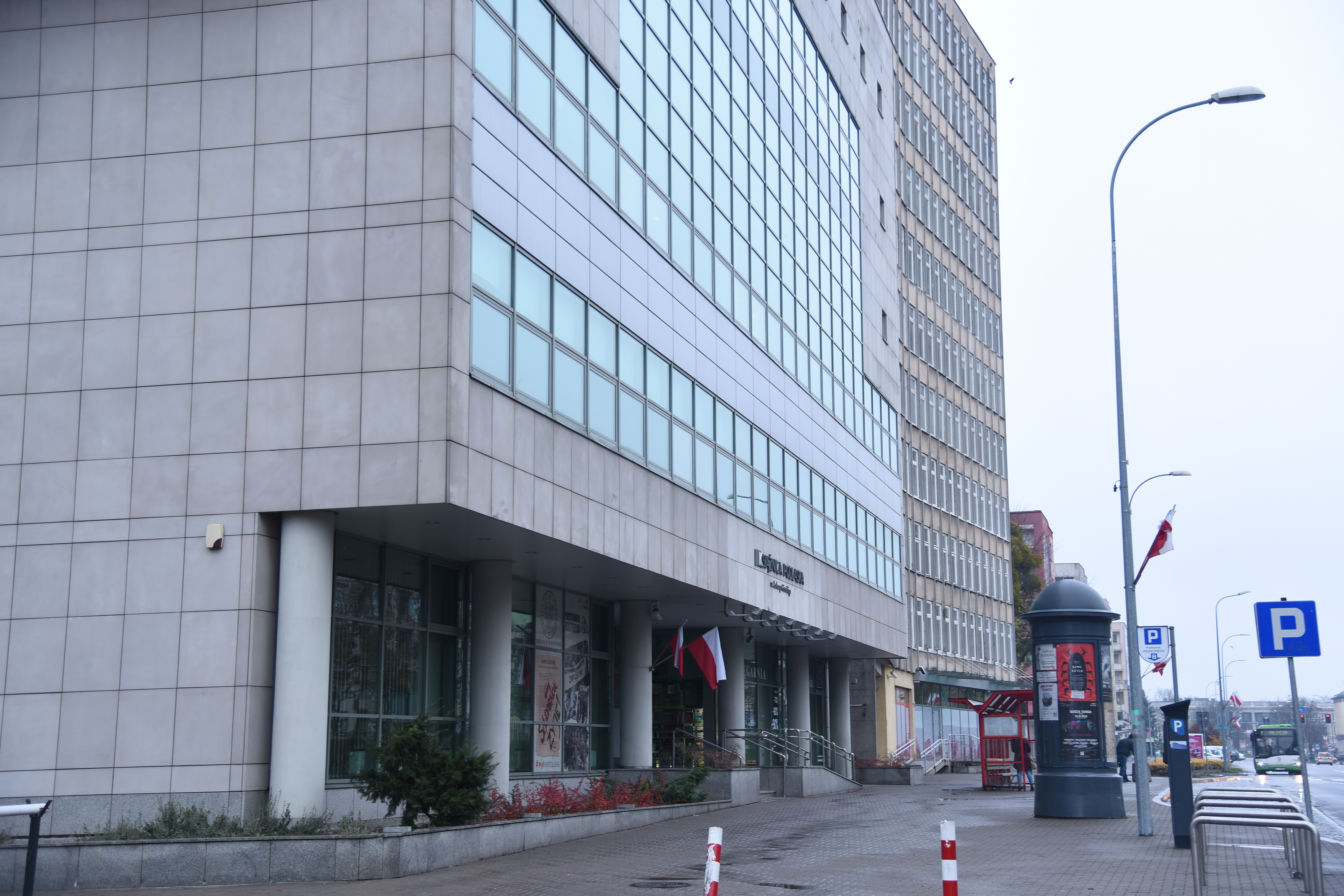
Biblioteca da Podláquia

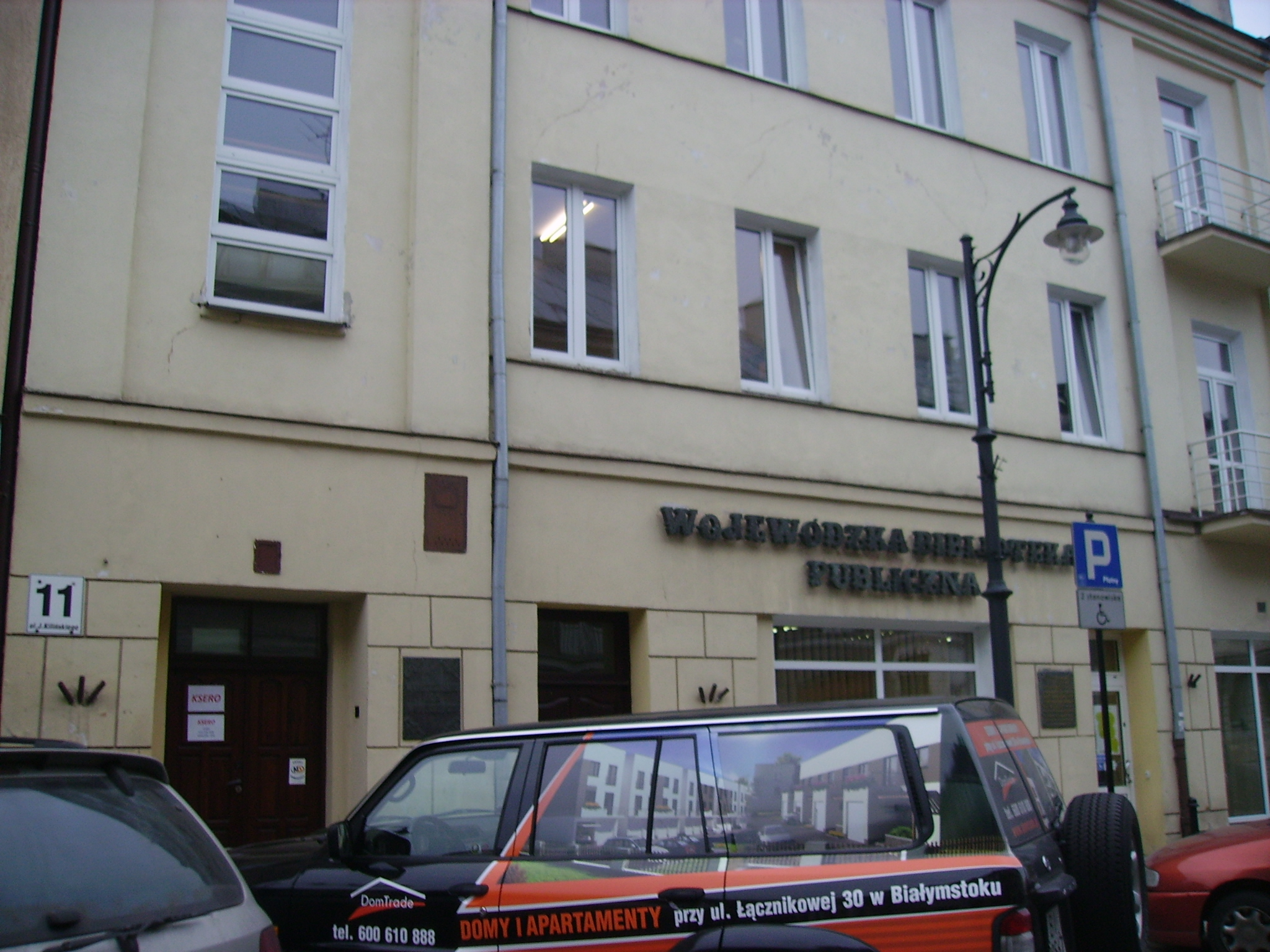
Biblioteca Pública Provincial

- Departamento de coleções especiais — Sala de Leitura e Sala de Empréstimo de Livros Falados[112]
- Filial n.º 1 Biblioteca da Podláquia Łukasz Górnicki[113]
- Filial n.º 2 Biblioteca da Podláquia[114]
- Filial n.º 3 Biblioteca da Podláquia[115]
- Filial n.º 4 Biblioteca da Podláquia[116]
- Filial n.º 5 Biblioteca da Podláquia[117]
- Filial n.º 6 Biblioteca da Podláquia[118]
- Filial n.º 7 Biblioteca da Podláquia[119]
- Filial n.º 8 Biblioteca da Podláquia[120]
- Filial n.º 9 Biblioteca da Podláquia[121]
- Filial n.º 11 Biblioteca da Podláquia[122]
- Filial n.º 12 Biblioteca da Podláquia[123]
- Filial n.º 13 Biblioteca da Podláquia[124]
- Filial n.º 14 Biblioteca da Podláquia[125]
- Filial n.º 15 Biblioteca da Podláquia[126]
- Filial n.º 17 Biblioteca da Podláquia[127]

### Outros centros culturais
Há mais de uma dúzia de bibliotecas em Białystok. As maiores delas são: a Biblioteca da Podláquia e a Biblioteca Universitária. Idosos e pessoas com deficiência podem utilizar gratuitamente a biblioteca da Fundação para a Educação e a Criatividade, que oferece o serviço “Reserva por telefone” destinado a pessoas que não conseguem chegar pessoalmente ao local. Outras instituições culturais incluem: o Centro Cultural Białystok, Centro de Cultura Ortodoxa, Centro Ludwik Zamenhof em Białystok, o Centro Cultural “Śródmieście”, o Centro Provincial de Animação Cultural e o Centro Cultural Juvenil.

### Eventos cíclicos

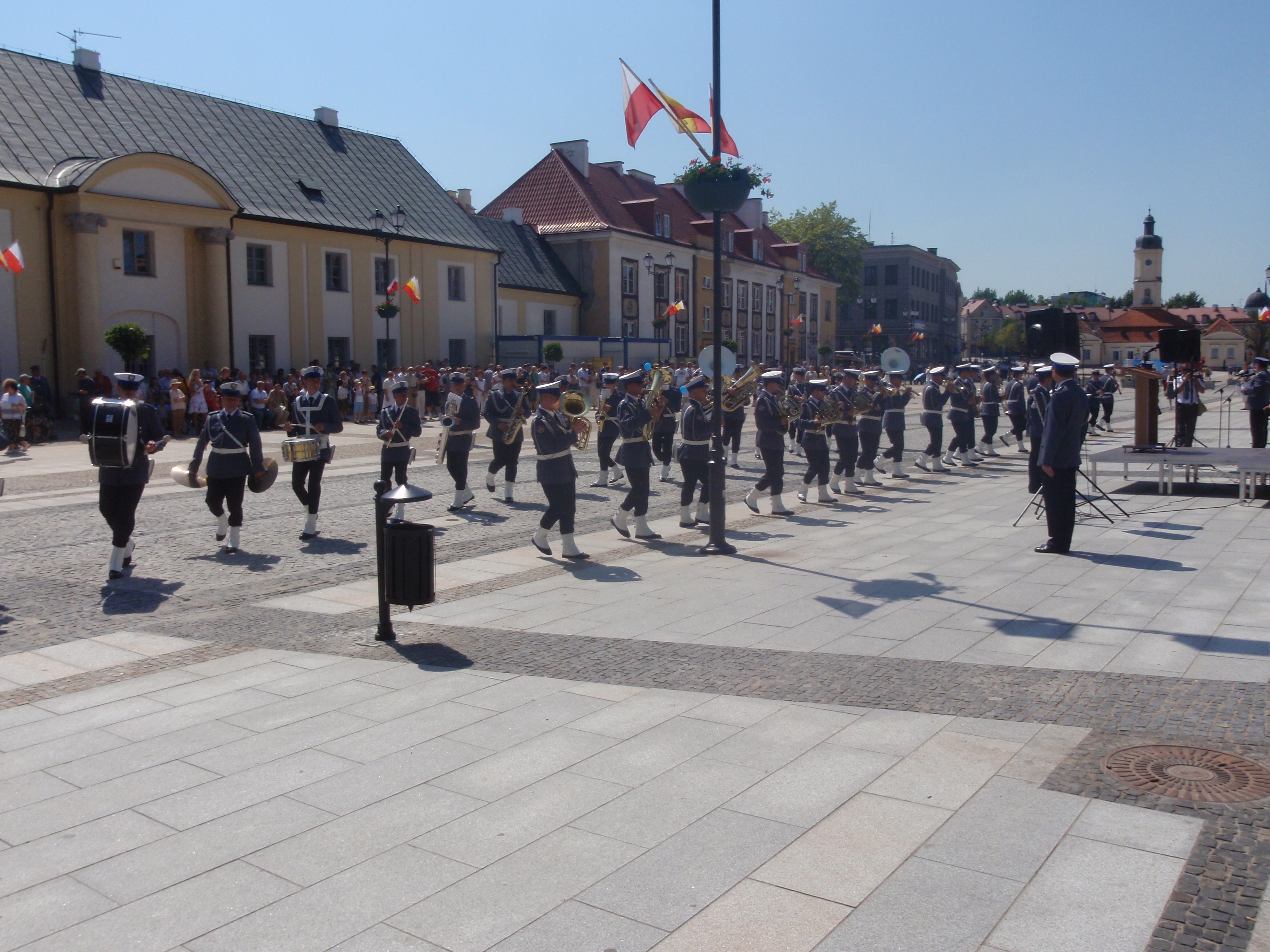
Celebração do feriado da Polícia em Białystok

- Białysztuk — apresentação de iniciativas teatrais (desde 2005)
- Festival de Empreendedorismo BOSS em Białystok (desde 2003)[128][129]
- Dia Internacional do Teatro
- Festival Internacional de Escolas de Marionetes (desde 2002)[130]
- Original Source Up To Date — festival de música eletrônica e hip-hop
- Encontros de Teatros de Marionetes Podláquia
- Dias de Espanha em Białystok
- Dias da Cultura Estudantil — Juwenalia
- Dias da cidade de Białystok
- Jornadas de Arte Contemporânea
- Dia do uniforme — piquenique de reconstrução
- Ópera Podláquia e Clube de Arte Filarmônica
- Outono com Blues
- Dia de Blues All Souls
- Encontros Folclóricos de Białystok
- Festival da Cultura Independente polonesa UNDERGROUND.pl
- Exibições da Podláquia de filmes
- Exibições de Curtas-Metragens e Cinema Off
- Festival de Curtas-Metragens Independentes ŻubrOFFka na Podláquia
- Concurso Internacional de Piano Duo
- Dias de Música Ortodoxa de Białystok
- Festival Internacional de Dias de Música Ortodoxa em Hajnów (apenas concerto de gala)
- Festival Internacional de Música Ortodoxa — Hajnówka[131]
- Concurso Nacional de Jovens Maestros Witold Lutosławski
- Concertos de Verão nos Jardins Branickie
- Concertos de Órgão da Catedral
- Dias de Cultura Cristã
- Liga dos Cabarés do Deserto do Cabaré de Białystok
- Dias de Białystok Zamenhof
- Primavera musical de Białystok
- Festival de Música Barroca
- Moniuszko Festival da Podláquia
- Revisão Internacional da Banda Filadélfia
- “Francofonia na Primavera”
- Festival das Canções do Marinheiro, Colher de pau
- Torneio Internacional de Dança “Sapatos de Ouro”
- Massa Crítica de Białystok
- Festival de Ciência e Arte da Podláquia
- Semana das Humanidades
- Centralia
- Dia da Cultura de Rua
- Rap Picnic — uma revisão de várias tendências da cultura hip-hop
- Ulica Dla Hospicjum
- MyStage Rock Festival — uma visão geral de jovens bandas de rock
- Marcha pela Dignidade das Pessoas com Deficiência — O iniciador é a Associação “AKTYWNI” de Apoio às Atividades dos Deficientes
- Vampiriada — doação de sangue estudantil honorária
- Festival de Luz de Rua e Arte — Lumo Bjalistoko

Festivais das minorias nacionais:
- Festival Nacional da Canção Bielorrussa
- Festival de canções polonesas e bielorrussas “Białystok - Grodno”
- Celebração da cultura bielorrussa
- Dias da Cultura Russa
- Festival da Cultura Ucraniana na Podláquia “Podlaska Jesień”

## Segurança Pública
Fundada em 1996, existe uma prisão em Białystok. A capacidade da unidade é de 296 lugares. Havia um Centro de Notificação de Emergência na rua Warszawska, 3. Foi transferido para Zaścianki.

### Hospitais públicos
- Hospital Clínico Universitário (3 hospitais)
- Hospital do Complexo Provincial J. Śniadeckiego
- Hospital Municipal Independente PCK
- Hospital Clínico Infantil Universitário L. Zamenhofa
- Centro de Oncologia de Białystok M. Skłodowskiej-Curie
- Hospital do Ministério do Interior e Administração Marian Zyndram-Kościałkowski[134]

### Hospitais particulares
Clínica Privada de Ginecologia e Obstetrícia — rua Parkowa 6

Hospitais
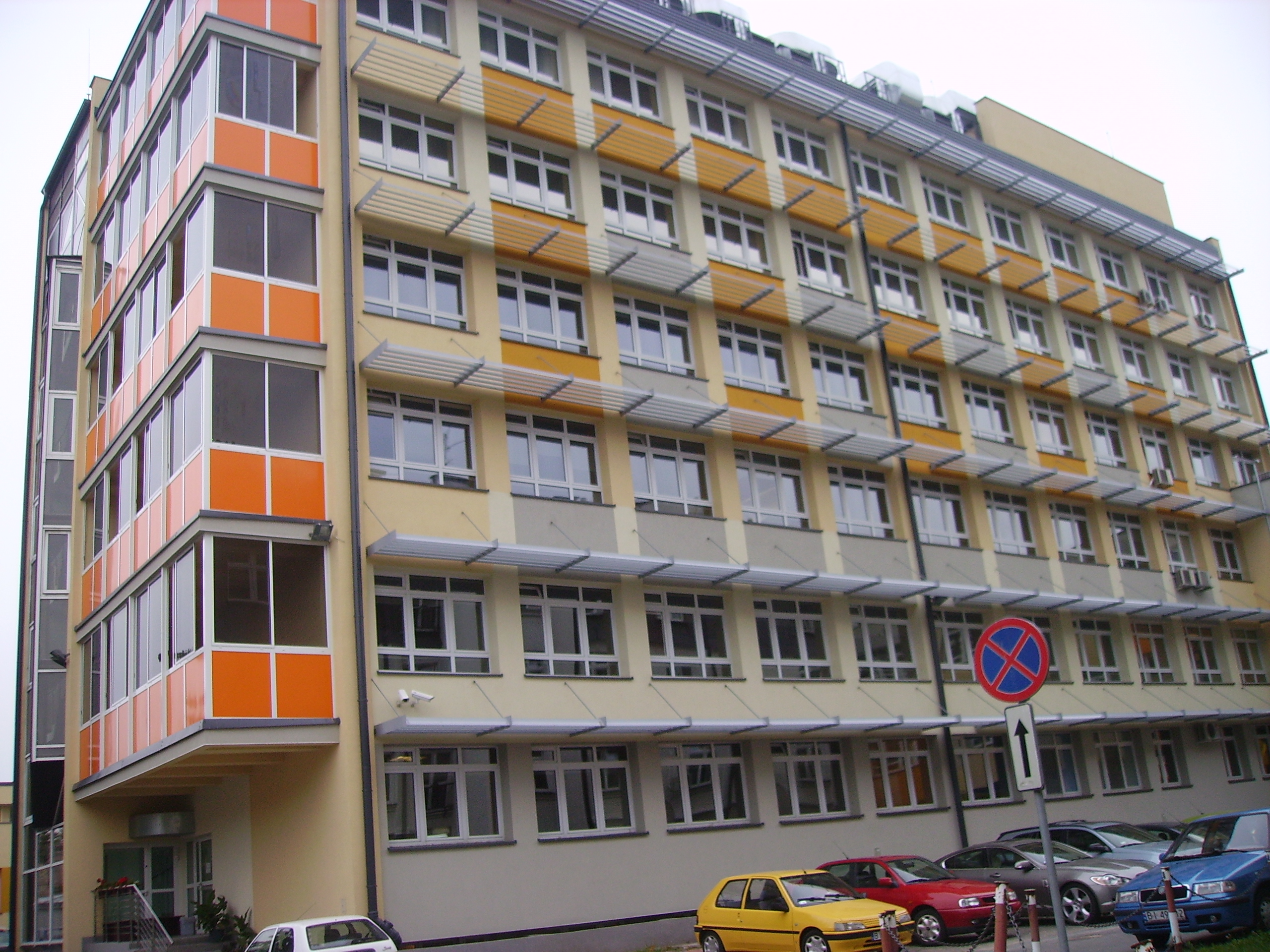
Centro de Oncologia M. Skłodowska-Curie
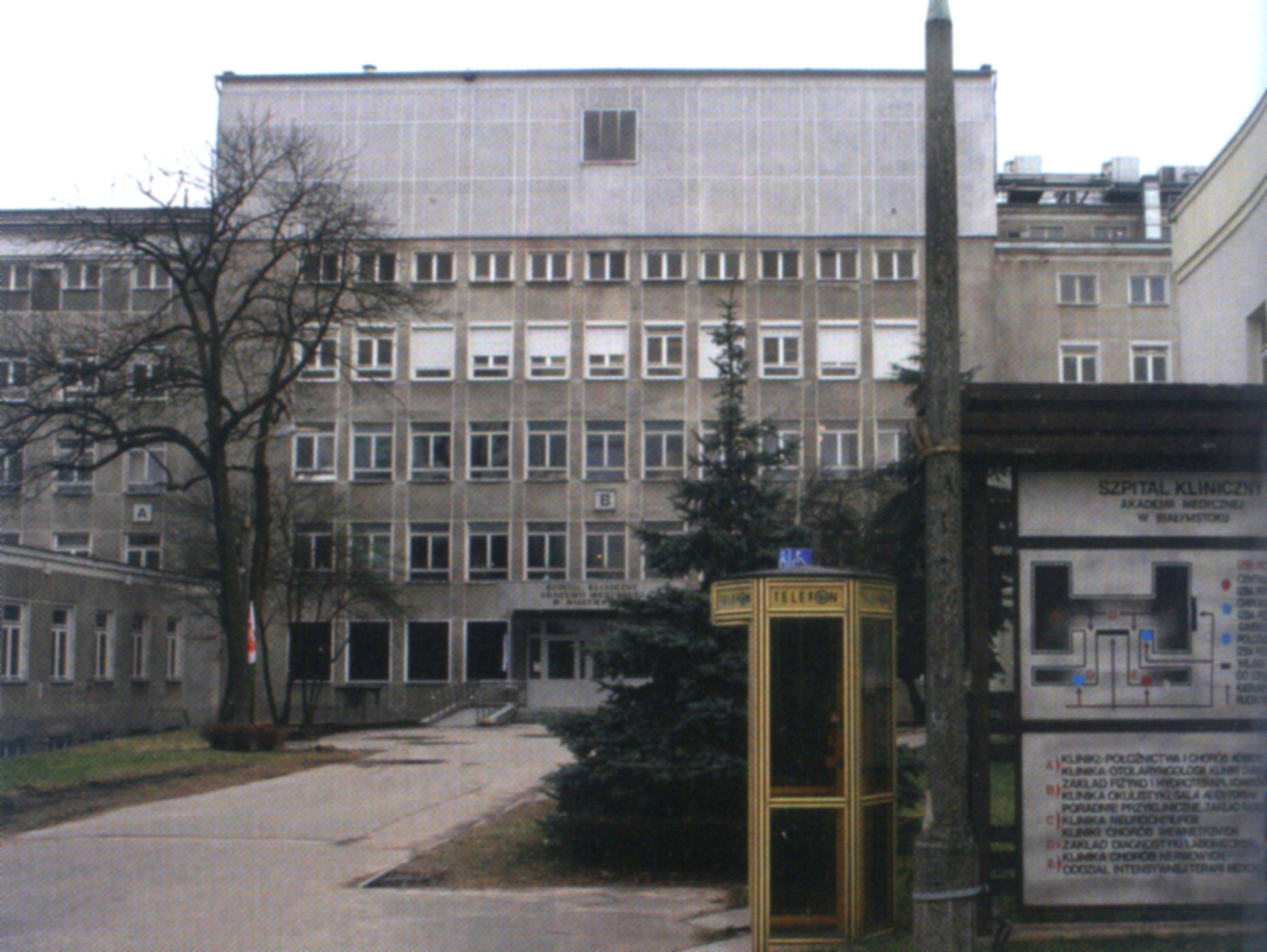
Hospital Clínico Universitário
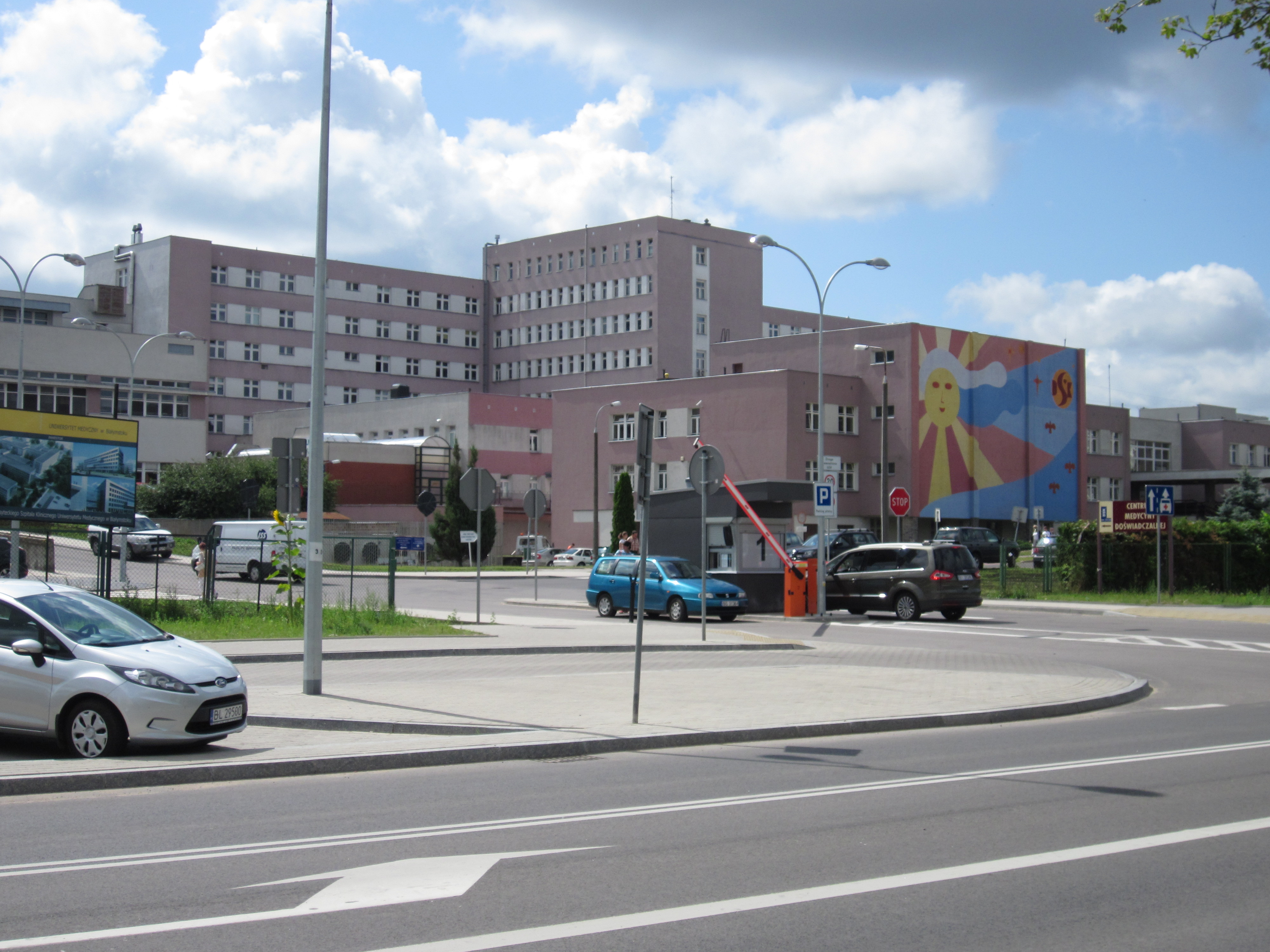
Hospital Clínico Infantil Universitário L. Zamenhof
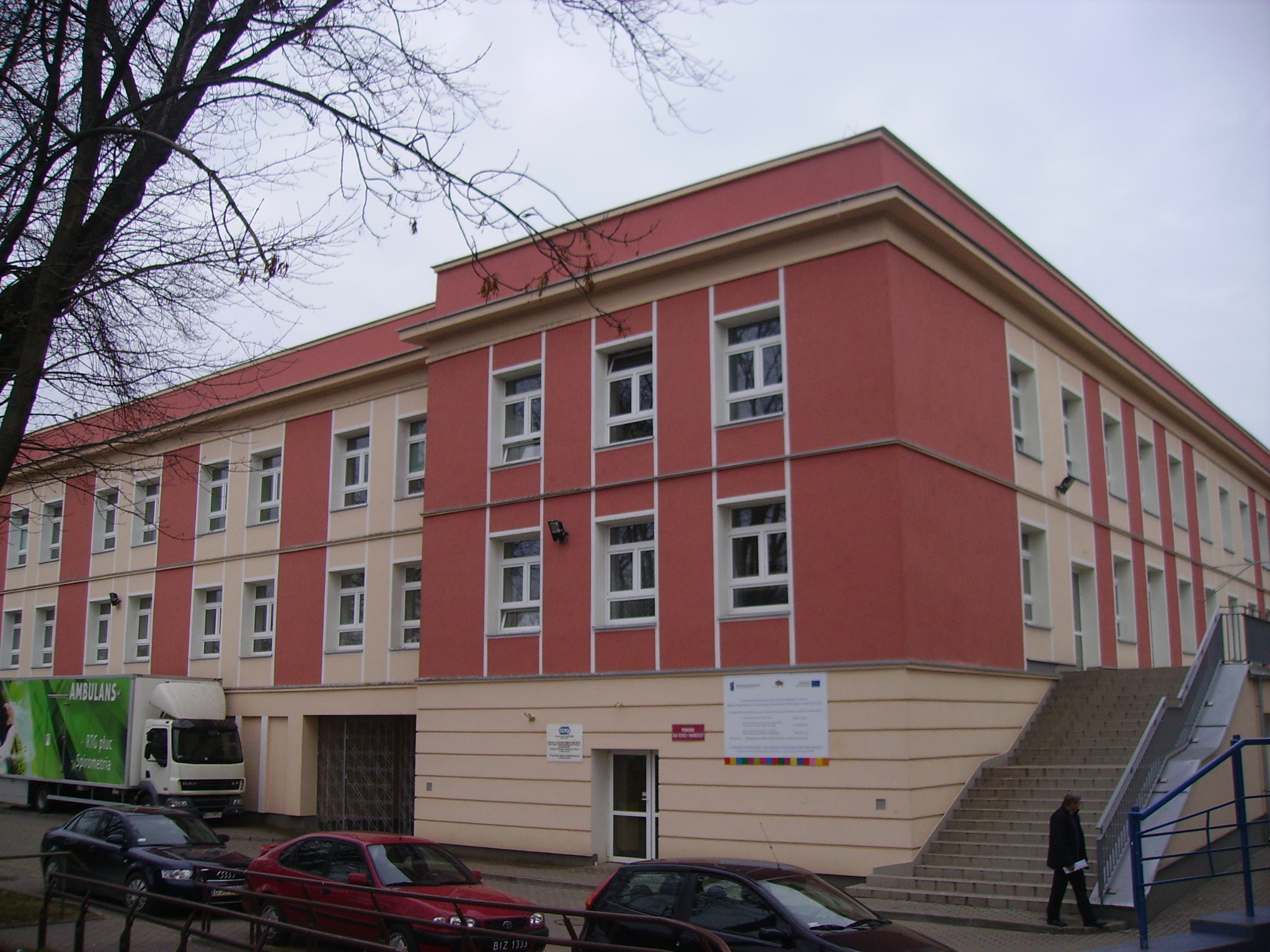
Hospital Clínico Universitário (hospital de tuberculose)
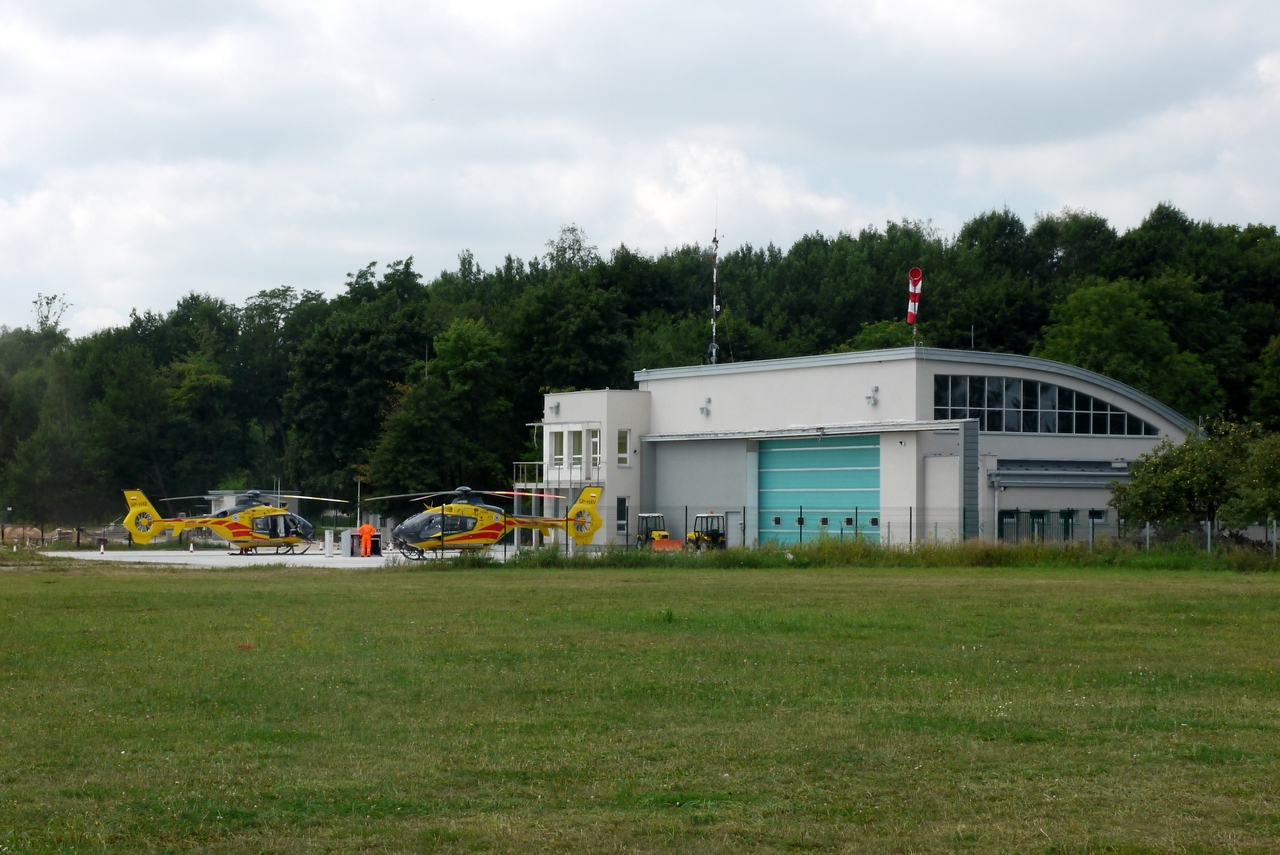
Serviço de ambulância aérea

## Educação e ciência

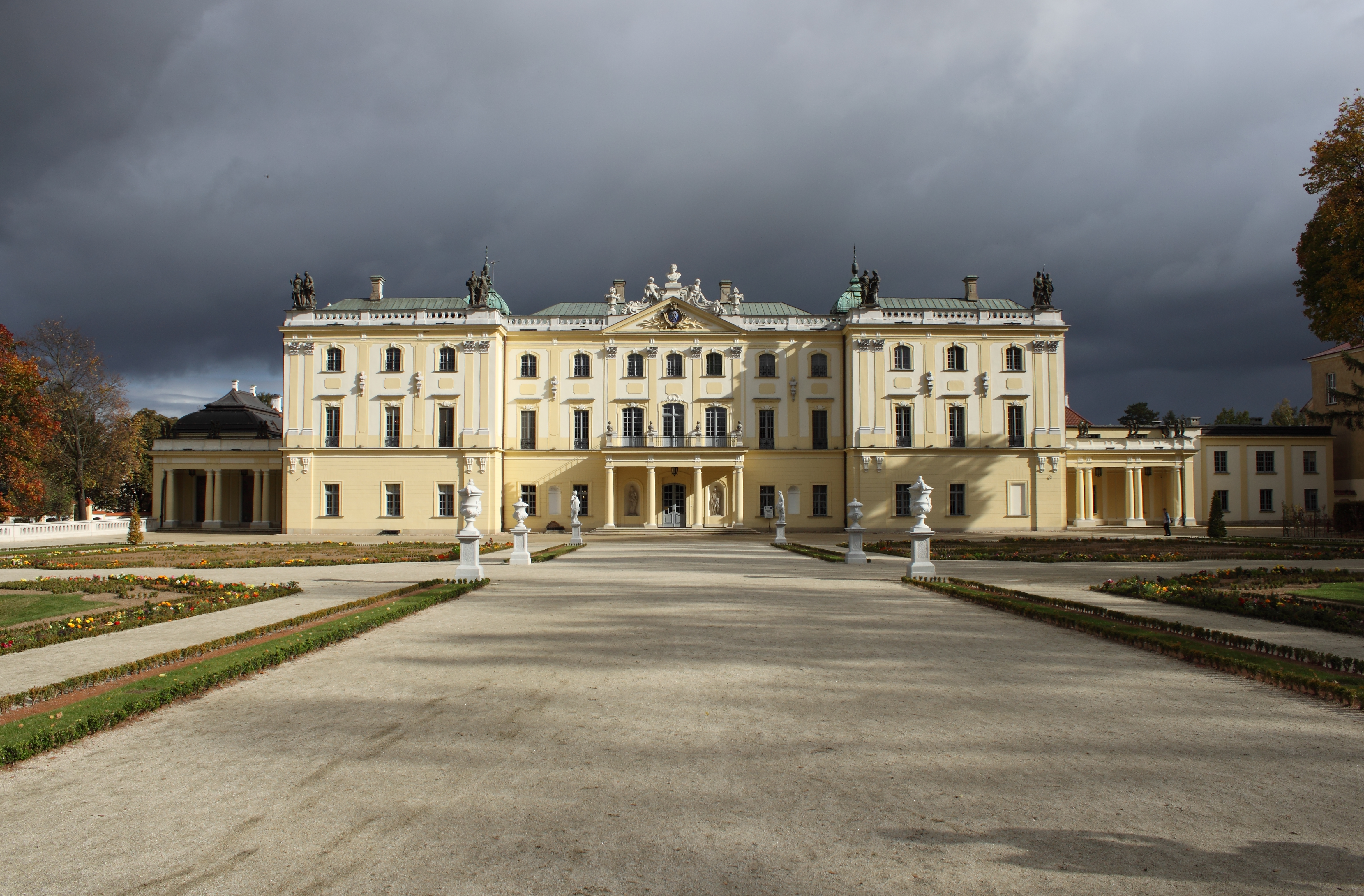
Palácio Branicki, também conhecido como “Versalhes do Norte” — sede da Universidade de Medicina

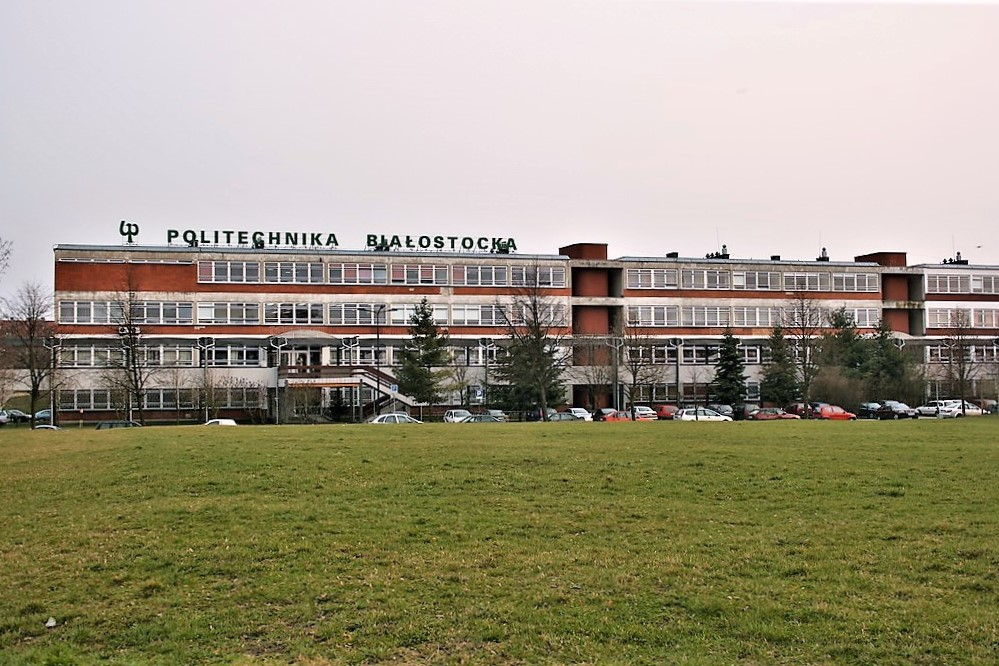
Faculdade de Ciência da Computação, Universidade de Tecnologia de Białystok

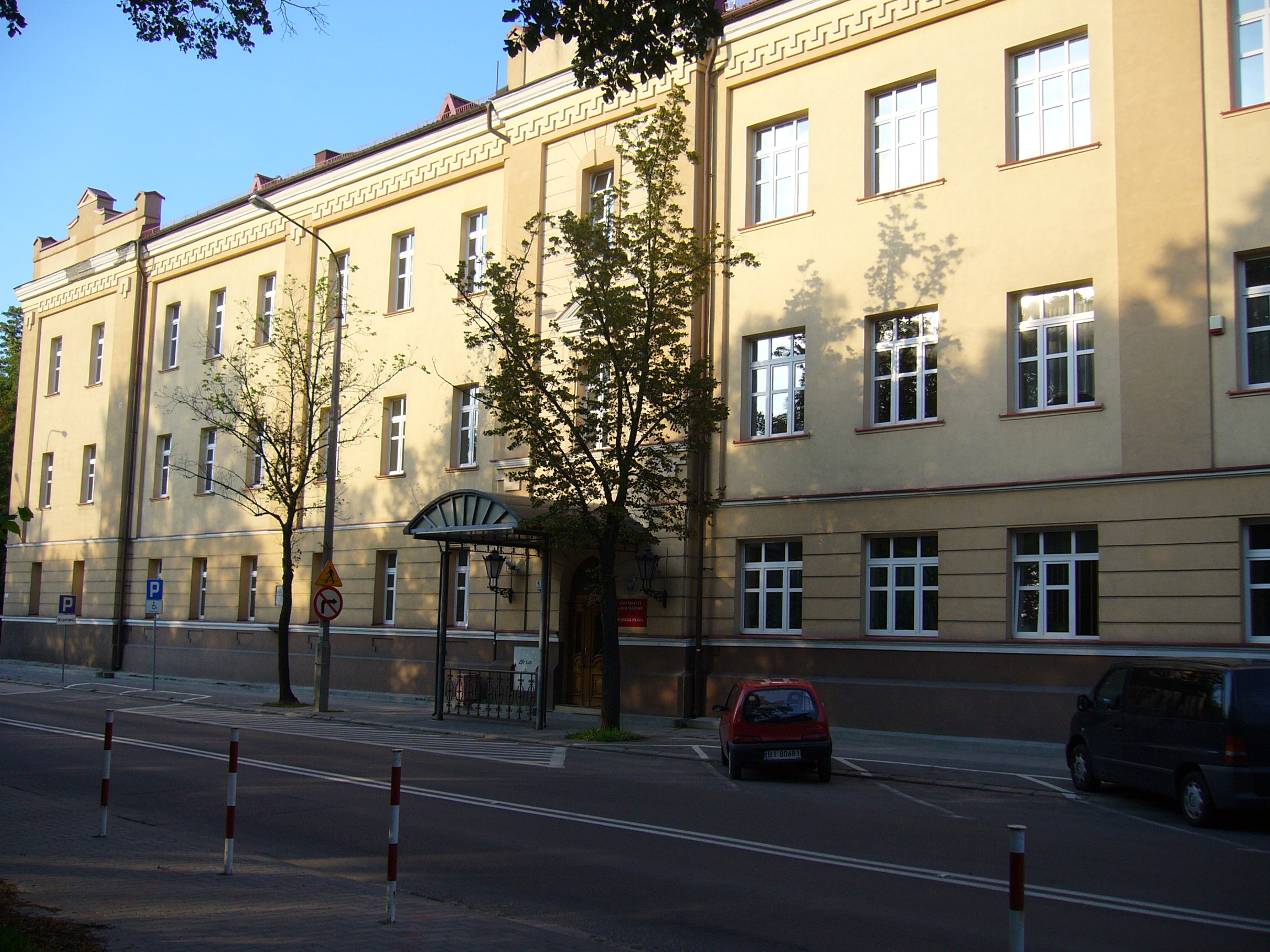
Faculdade de Direito da Universidade de Białystok

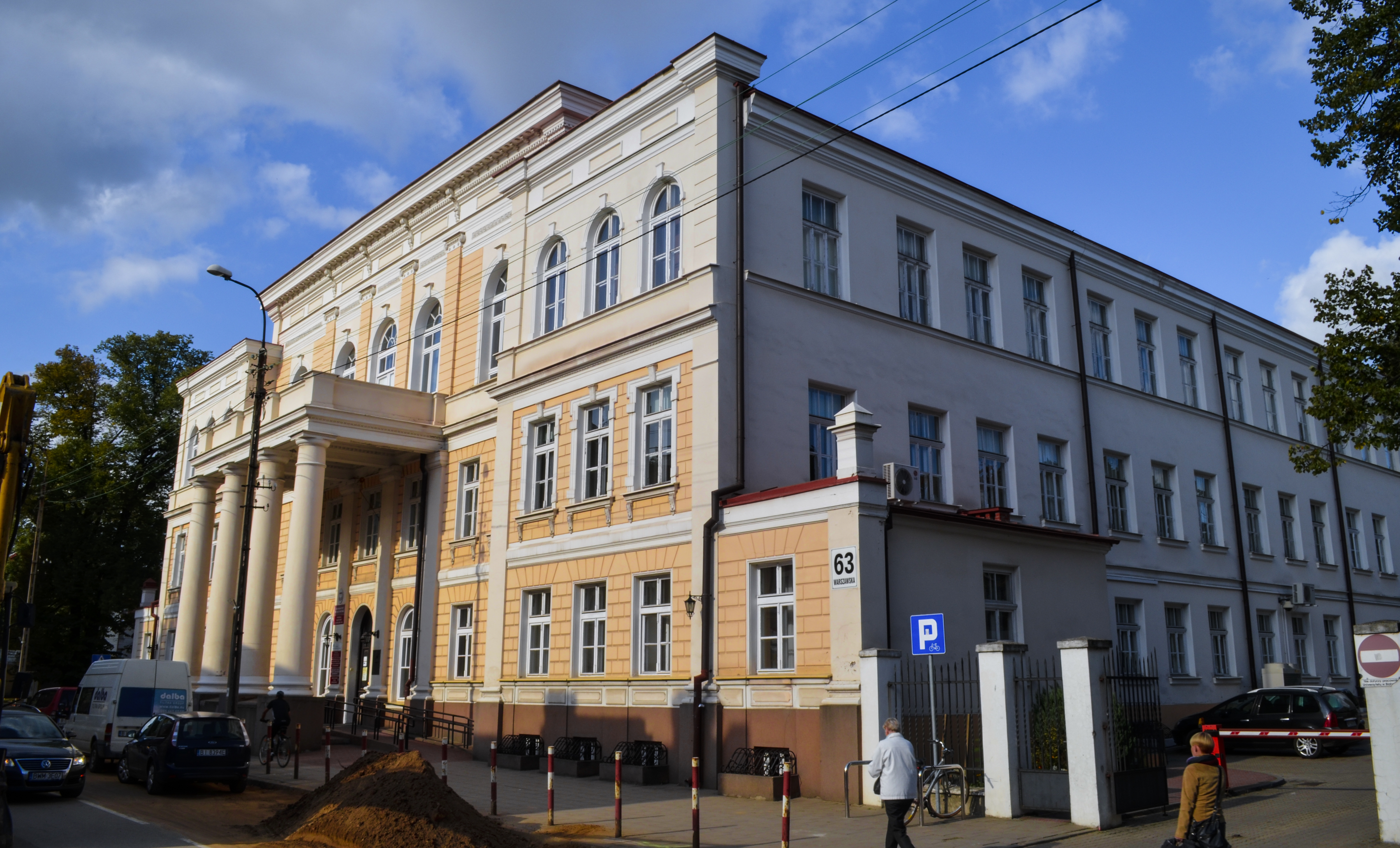
Faculdade de Economia e Gestão da Universidade de Białystok

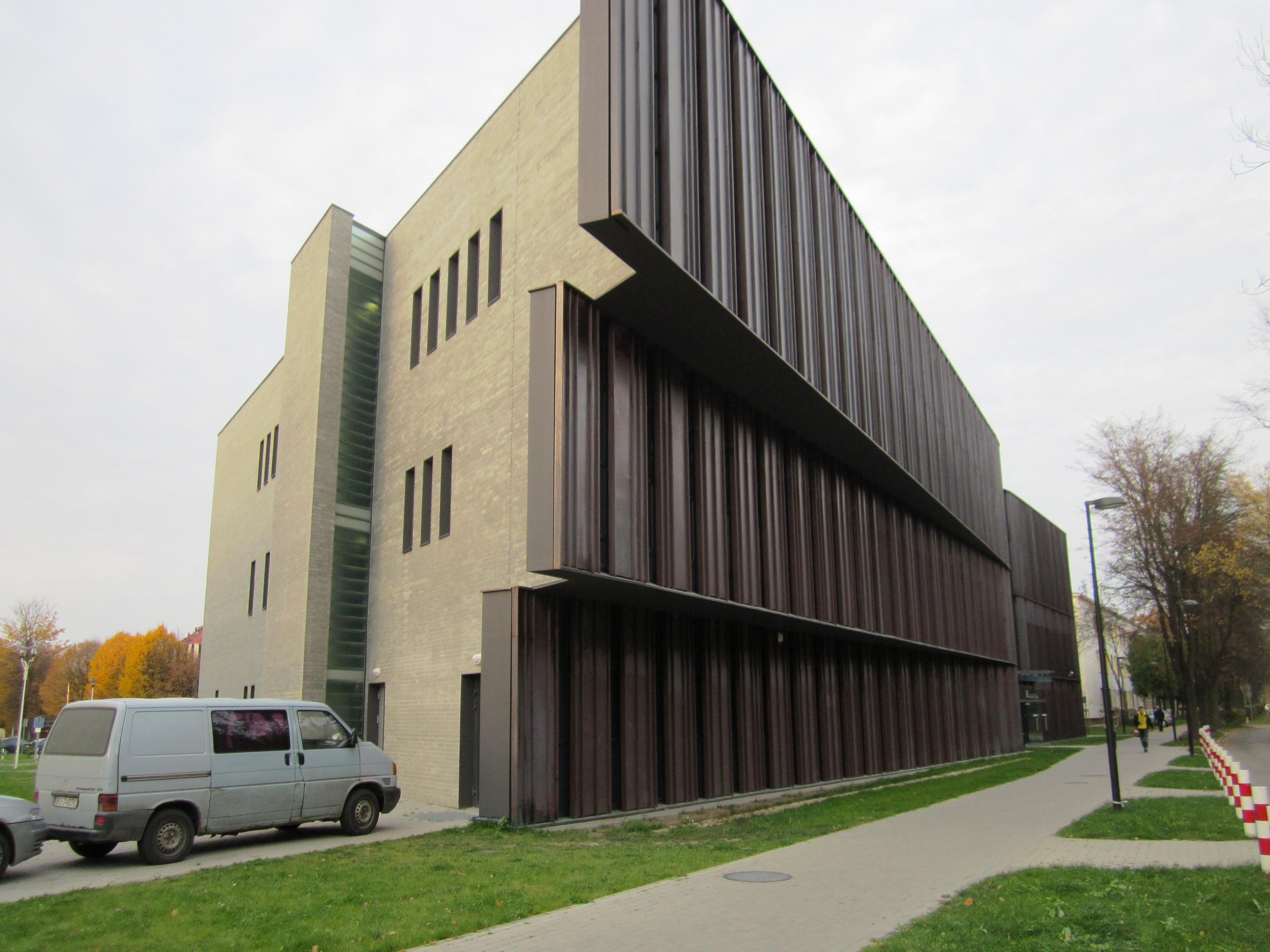
Faculdade de Ciências da Educação da Universidade de Białystok

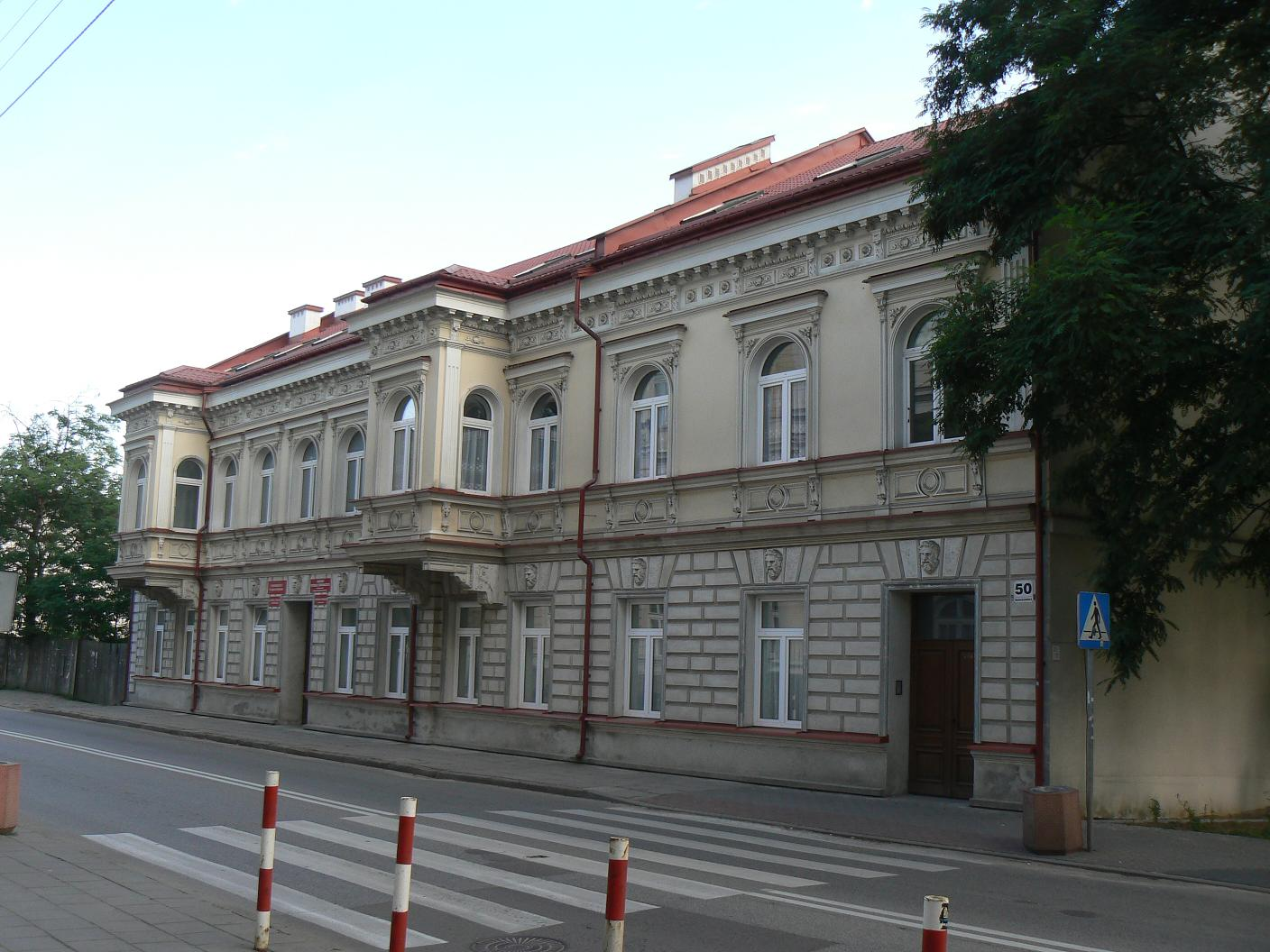
Faculdade de Teologia Católica da Universidade de Białystok

### Faculdades
- Universidade Técnica de Białystok
- Universidade de Medicina de Białystok
- Universidade de Música Fryderyk Chopin em Varsóvia, filial em Białystok
- Universidade de Białystok
- Academia de Teatro em Varsóvia, filial em Białystok
- Seminário Maior Arquidiocesano de Białystok
- Pontifícia Faculdade de Teologia, Seção de São João Batista, Estudo de Teologia em Białystok
- Escola Superior de Administração Pública em Białystok
- Universidade de Economia em Białystok
- Universidade de Finanças e Gestão em Białystok
- Escola Superior de Gestão em Białystok
- Universidade de Gestão Imobiliária em Varsóvia, filial em Białystok
- Universidade de Educação Física e Turismo em Białystok
- Universidade Pedagógica Particular de Białystok
- Colégio de Professores de Revalidação, Reabilitação e Educação Física em Białystok
- Escola Particular de Música dos 1.º e 2.º graus Anna German em Białystok

### Instituições Científicas e de Pesquisa
- Unidades do Instituto de Reprodução Animal e Pesquisa Alimentar da Academia polonesa de Ciências em Olsztyn: Departamento de Profilaxia de Doenças Metabólicas e Departamento de Biologia e Patologia da Reprodução Humana
- Filial do Instituto de Meteorologia e Gestão da Água em Varsóvia
- Estação Experimental do Instituto de Proteção Vegetal de Poznań
- Fábrica Experimental do Instituto de Engenharia Elétrica de Varsóvia
- Laboratório de Avaliação do Leite da Podláquia
- Centro de Excelência para o Desenvolvimento Sustentável e Gestão Ambiental da MAS
- Centro de Inovação e Transferência de Tecnologia da BU
- Centro de Transferência de Tecnologia Oriental da Universidade de Bialystok
- Filial do Instituto da Memória Nacional
- Centro Regional de Pesquisa e Documentação de Monumentos
- Centro de Diagnóstico e Pesquisa de Doenças Sexualmente Transmissíveis
- Filial da Estação Nacional Química e Agrícola
- Filial do Centro Nacional de Criação de Animais em Varsóvia
- Laboratório de Pesquisa de Alimentos Geneticamente Modificados da WSSE em Białystok (também testa alimentos nas voivodias de Vármia-Masúria, Pomerânia e Mazóvia)

### História da educação
Em setembro e novembro de 1939, havia 55 escolas de todos os tipos em Białystok, incluindo 6 ginásios estatais, 6 ginásios particulares, uma escola secundária pedagógica e uma escola secundária comercial. Depois que Białystok se tornou parte da República Socialista Soviética da Bielorrússia, as autoridades soviéticas começaram a criar escolas técnicas, de “dez anos”, de “sete anos” e escolas primárias com base no ano letivo de 1940/1941. Todas as escolas privadas foram nacionalizadas. Desta forma, foram tentados para tornar o sistema educacional semelhante ao sistema prevalecente em outras partes da União Soviética. As mudanças foram interrompidas pela eclosão da guerra germano-soviética.
A universidade mais antiga de Białystok é a Universidade de Medicina (fundada em 1950, 3 900 alunos), que administra dois hospitais clínicos: o Hospital Universitário Infantil e o Hospital Universitário. Graças à Clínica de Ginecologia da Universidade de Medicina de Bialystok (a primeira fertilização in vitro da Polônia) e banco de sêmen humano, Białystok é um conhecido centro de tratamento de infertilidade. O 3.º Departamento de Doenças Infantis da Universidade de Medicina de Białystok é um dos melhores centros de testes de alergia alimentar na Polônia. A Universidade de Tecnologia de Białystok foi fundada em 1964 e é atualmente a maior universidade técnica (15 mil alunos) no nordeste da Polônia. Em 1968, foi criada uma filial da Universidade de Varsóvia, transformada em 1997 em uma universidade independente em Białystok (16 mil alunos). É a maior universidade da voivodia da Podláquia.
A comunidade musical de Białystok queria fundar uma escola de música que continuasse a tradição do Conservatório de Vilnius. Fez sucesso em 1974. Foi então que uma filial da Escola Superior de Música do Estado em Varsóvia (mais tarde a Academia de Música Fryderyk Chopin) foi fundada. A filial já recebeu permissão da alma mater para se tornar independente. Em 1975, foi criado o Departamento de Arte de Marionetes da Academia de Teatro A. Zelwerowicz em Varsóvia, que, juntamente com o Teatro de Marionetes de Białystok, tornou a cidade famosa e o centro polonês da arte de marionete.
Depois de 1990, as universidades particulares começaram a aparecer em Białystok (atualmente existem 12), por exemplo, a Faculdade de Finanças e Administração (fundada em 1993, uma das melhores universidades particulares de pós-graduação na Polônia) e a Escola Superior de Economia (1996). Universidades não públicas —  A Escola Superior de Administração Pública em Białystok (1996), a melhor escola profissional polonesa em 2005 e 2007 conforme a classificação da “Rzeczpospolitej” e “Perspektyw”). Foi fundada pela Fundação para o Desenvolvimento da Democracia Local. A partir do ano letivo 2008/2009 existe a possibilidade de estudos de segundo ciclo (estudos de mestrado) na área da “administração”. Há também o Seminário Teológico Superior Arquidiocesano e a Seção de São João Batista da Pontifícia Faculdade de Teologia, que dirige o Estudo de Teologia.

## Religião

### Cristandade

#### Catolicismo
A cidade é a sede da metrópole e da arquidiocese de Białystok da Igreja Católica de Rito Latino. A fundação da diocese, e depois da arquidiocese e metrópole de Białystok, encerrou o período de administração temporária da igreja nas terras da região de Białystok, que durante séculos pertenceu à diocese de Vilnius e que permaneceu nas fronteiras da Polônia após a Segunda Guerra Mundial. O Papa João Paulo II em 5 de junho de 1991, durante sua visita a Białystok, anunciou a decisão de fundar a diocese de Białystok. Em 25 de março de 1992, João Paulo II reorganizou as metrópoles e dioceses polonesas em sua bula pontifícia Totus Tuus Poloniae populus. Com este documento, ele elevou a diocese de Białystok à categoria de arquidiocese e criou a metrópole de Białystok, composta pela arquidiocese de Białystok, bem como pelas dioceses de Łomża e Drohiczyn. Fundou a diocese de Białystok (1991) e elevou-a à categoria de arcebispado, e Białystok à categoria de capital da metrópole (1992), foi o coroamento desta Igreja local. O primeiro arcebispo metropolitano de Białystok, em 25 de março de 1992, foi o ex-bispo de Białystok, Edward Kisiel, a quem o Papa durante uma missa solene na Basílica de São Pedro no Vaticano em 29 de junho de 1992, entregou o pálio de arcebispo. O arcebispo Kisiel liderou uma entrada cerimonial na basílica metropolitana de Białystok em 4 de outubro de 1992. A cidade tem 36 paróquias localizadas em 6 foranias. Há também o Seminário Teológico Superior Arquidiocesano e uma filial da Pontifícia Faculdade de Teologia de Białystok. Na Universidade de Białystok, existe o Departamento Inter-Faculdades de Teologia Católica.
A paróquia greco-católica da Santíssima Trindade também funciona aqui.

Igrejas católicas
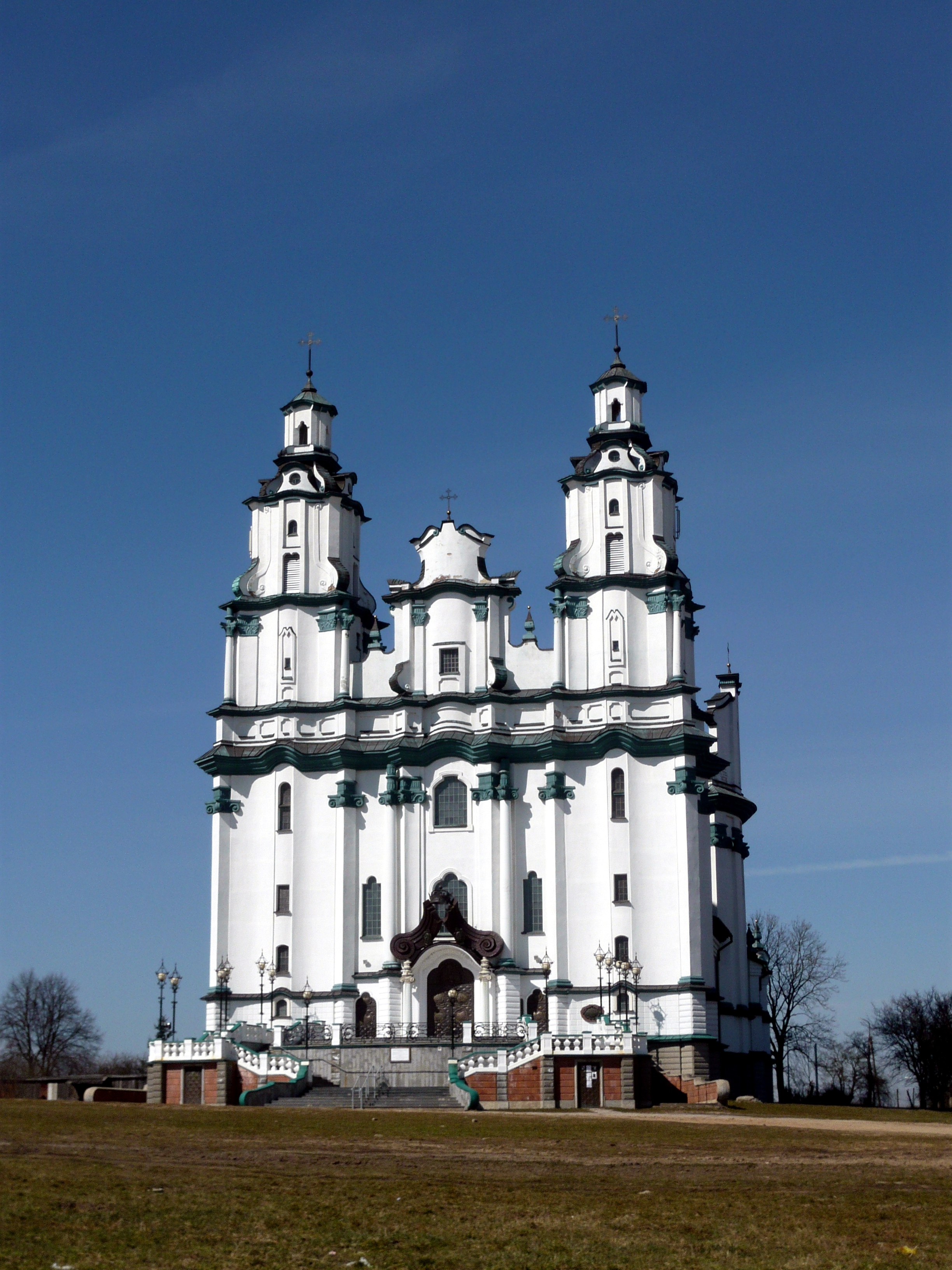
Igreja da Ressurreição do Senhor
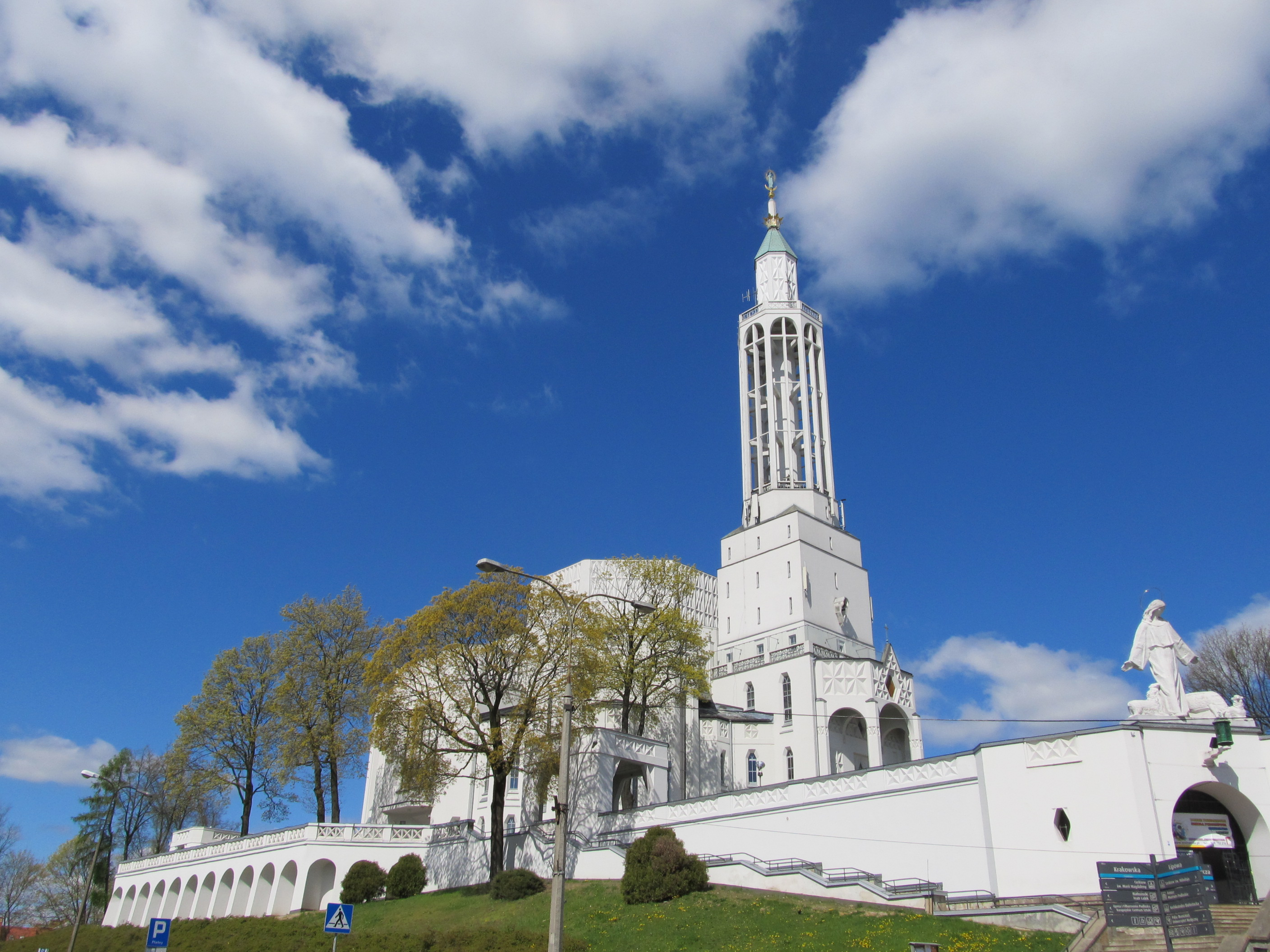
Basílica de São Roque
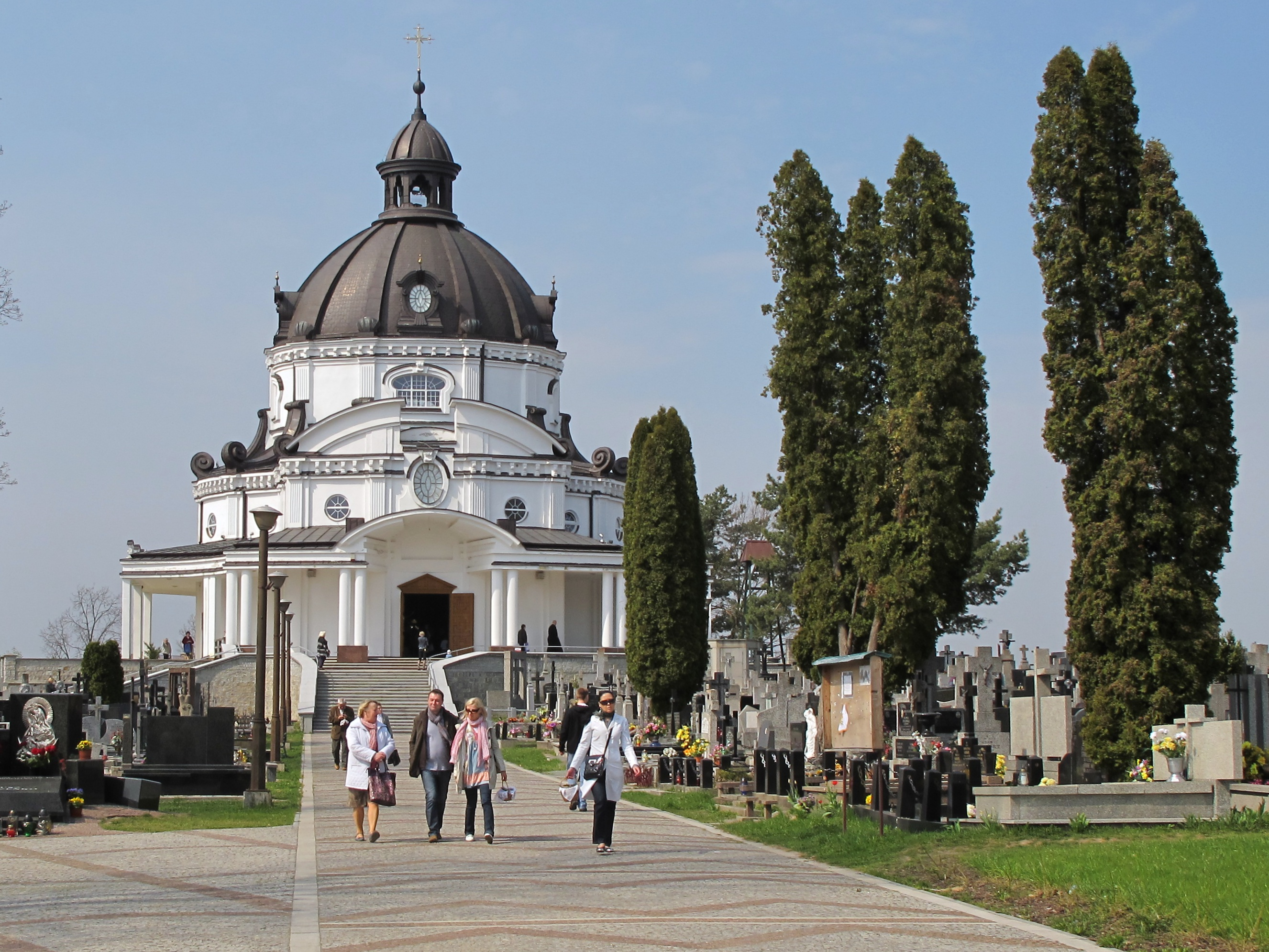
Igreja de Todos os Santos
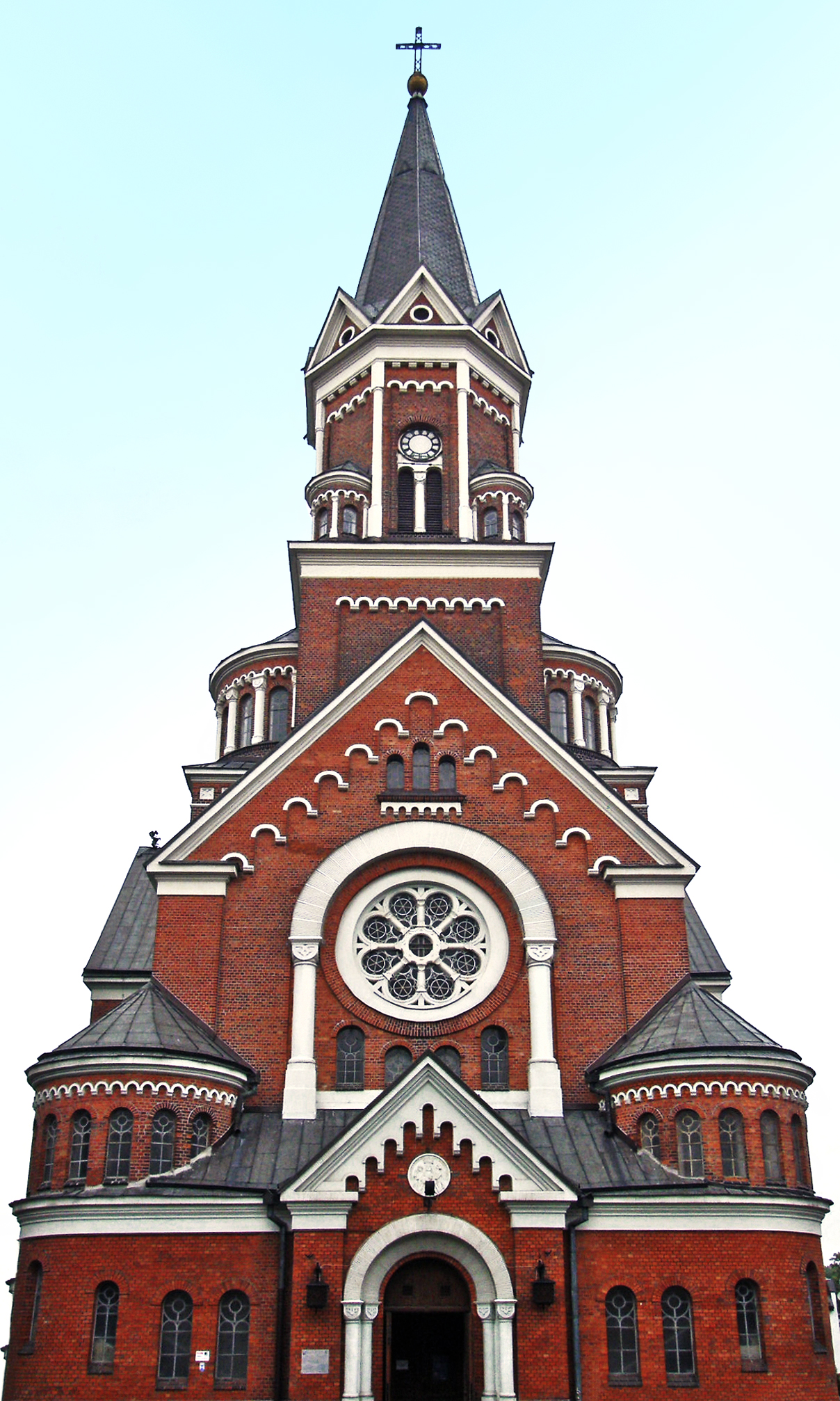
Igreja de Santo Adalberto de Praga
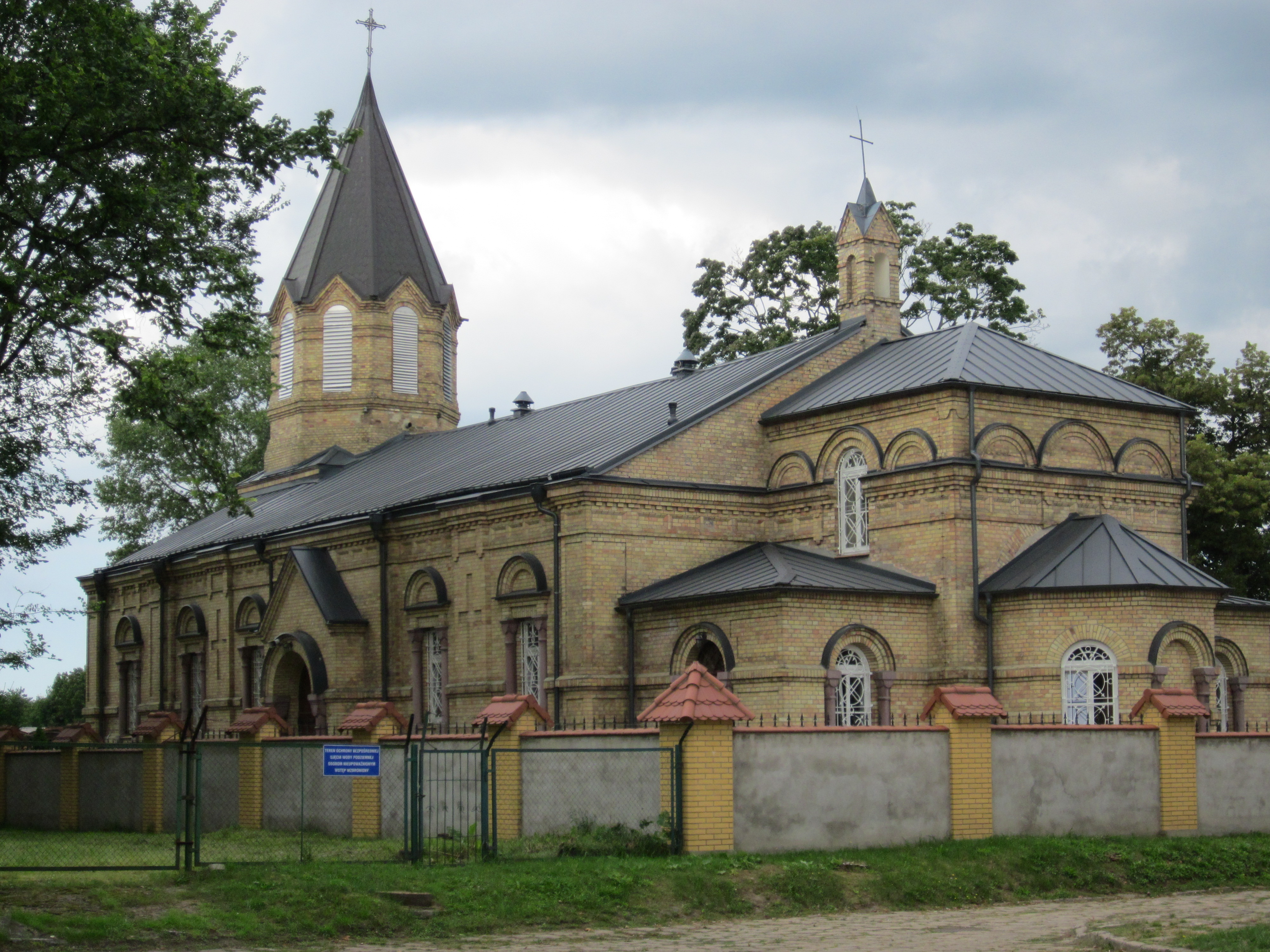
Igreja de Santo Estanislau de Szczepanów
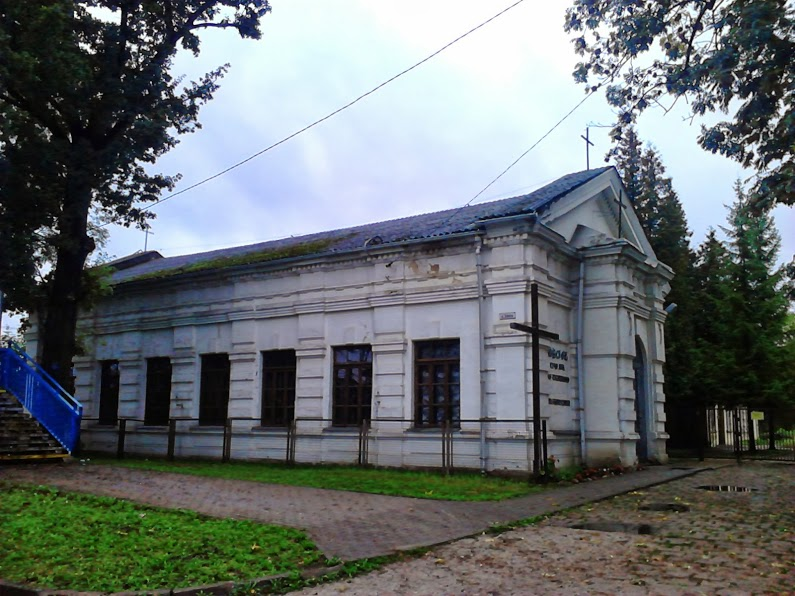
Igreja do Nome da Bem-Aventurada Virgem Maria
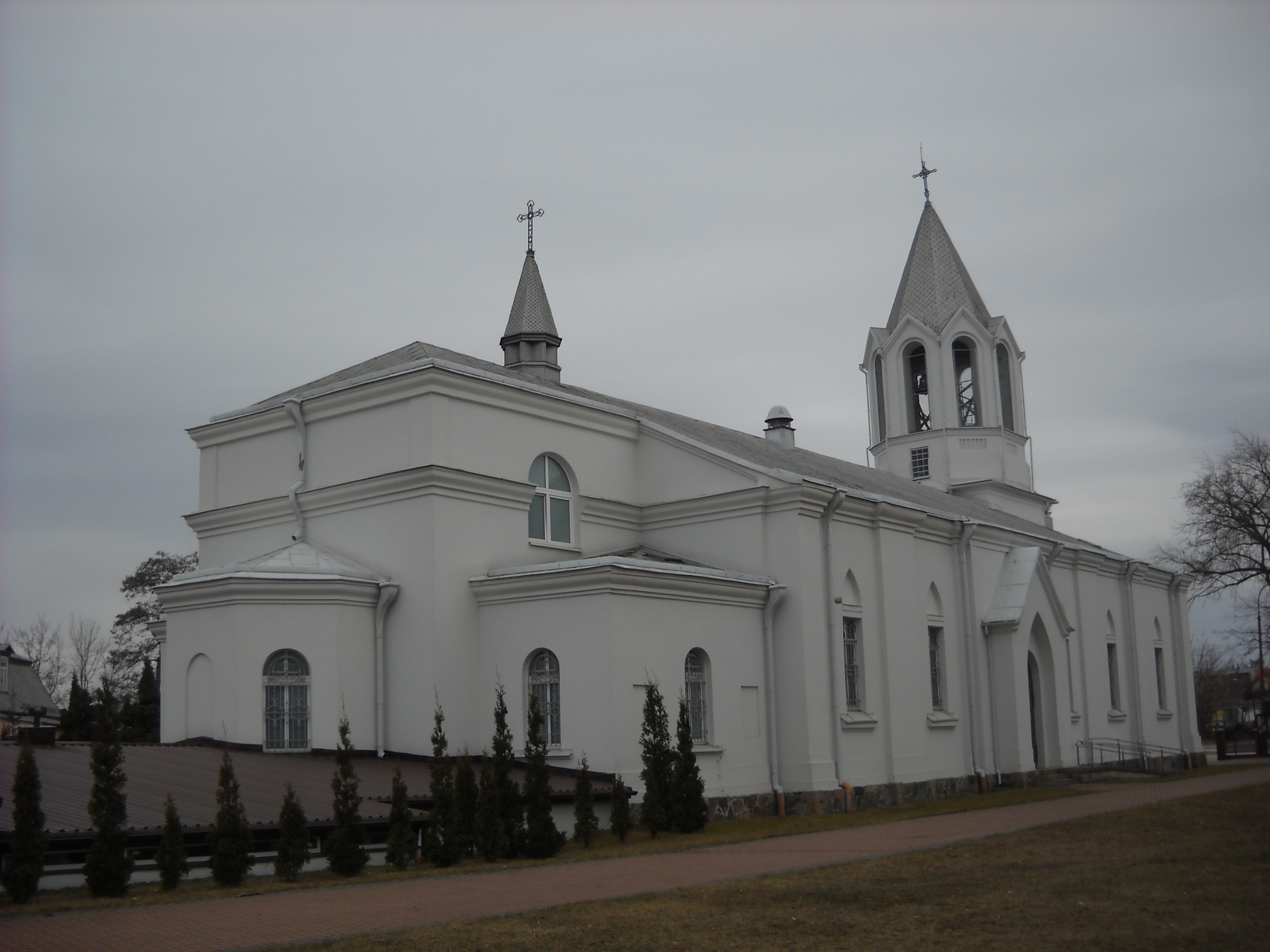
Igreja do Sagrado Coração de Jesus

#### Ortodoxia
A cidade é a sede da diocese de Białystok-Gdansk da Igreja Ortodoxa Autocéfala polonesa. Białystok tem a maior concentração de crentes ortodoxos na Polônia. Existem 12 paróquias ortodoxas  (incluindo 1 paróquia militar). Operam, entre outros, o Centro de Cultura Ortodoxa, Rádio Ortodoxa, Irmandade dos Santos Cirilo e Metódio, Irmandade da Juventude Ortodoxa, Coro AKSION e Centro Ortodoxo de Misericórdia ELEOS. A diocese também tem sua própria clínica. As seguintes revistas são publicadas: “Arche. Wiadomości Bractwa”, “Fos” e “Przegląd Prawosławny”. Existem muitos festivais ortodoxos, entre eles, o Festival Internacional Dias da Música Ortodoxa de Hajnów e os Dias da Música Ortodoxa de Białystok. O Departamento de Teologia Ortodoxa opera nas estruturas da Universidade de Białystok. Próximo de Supraśl há a Academia Supraska e o mosteiro masculino da Anunciação da Mãe de Deus, e na aldeia de Zwierki perto de Białystok — o mosteiro feminino da Natividade da Mãe de Deus.
Em Białystok existe a maior igreja ortodoxa da Polônia, a Igreja do Espírito Santo. Em 2007, a Escola Primária Ortodoxa Santos Cirilo e Metódio foi fundada na cidade.

Igrejas ortodoxas
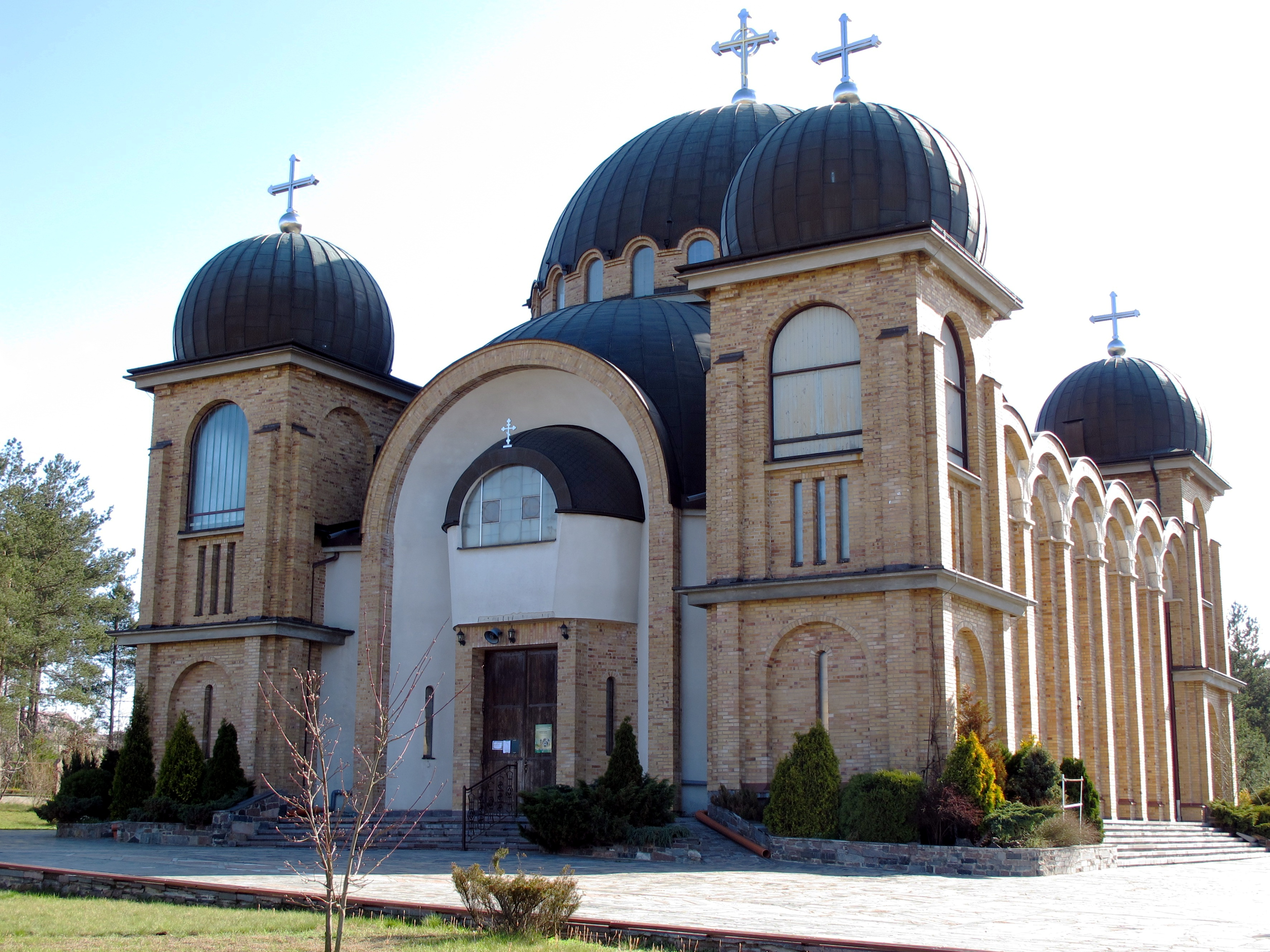
Igreja Hagia Sophia
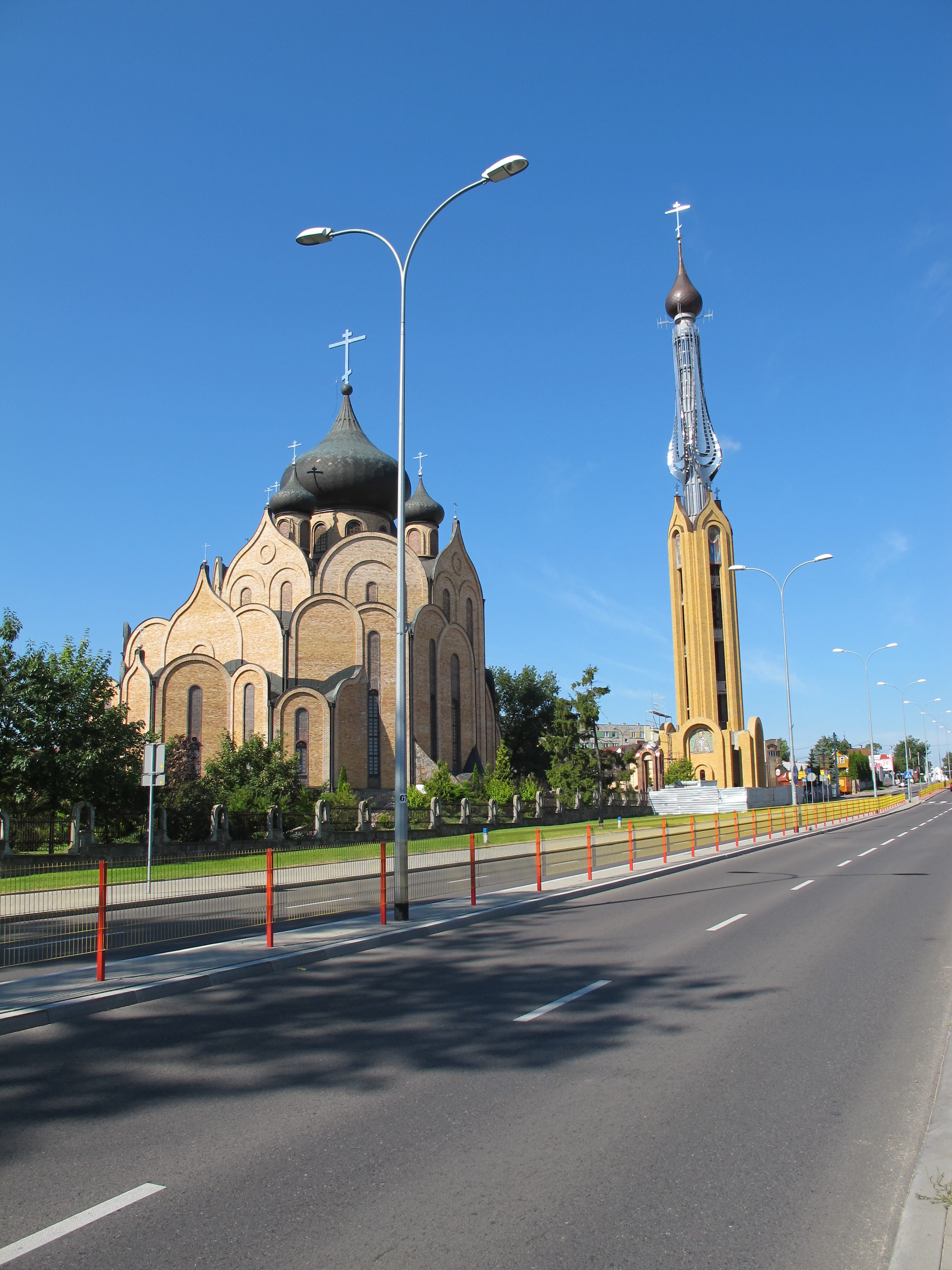
Igreja do Espírito Santo
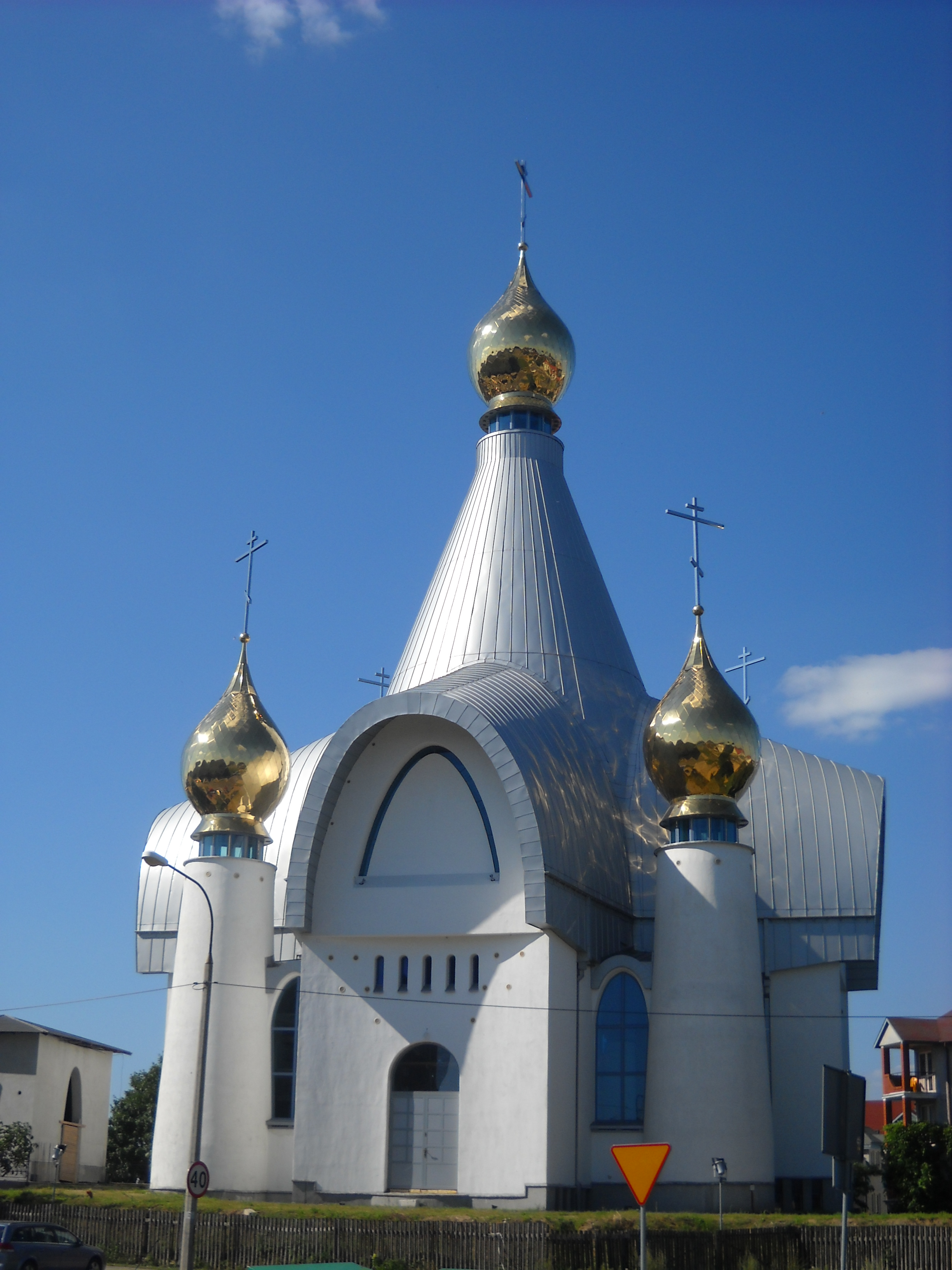
Igreja de São Jorge
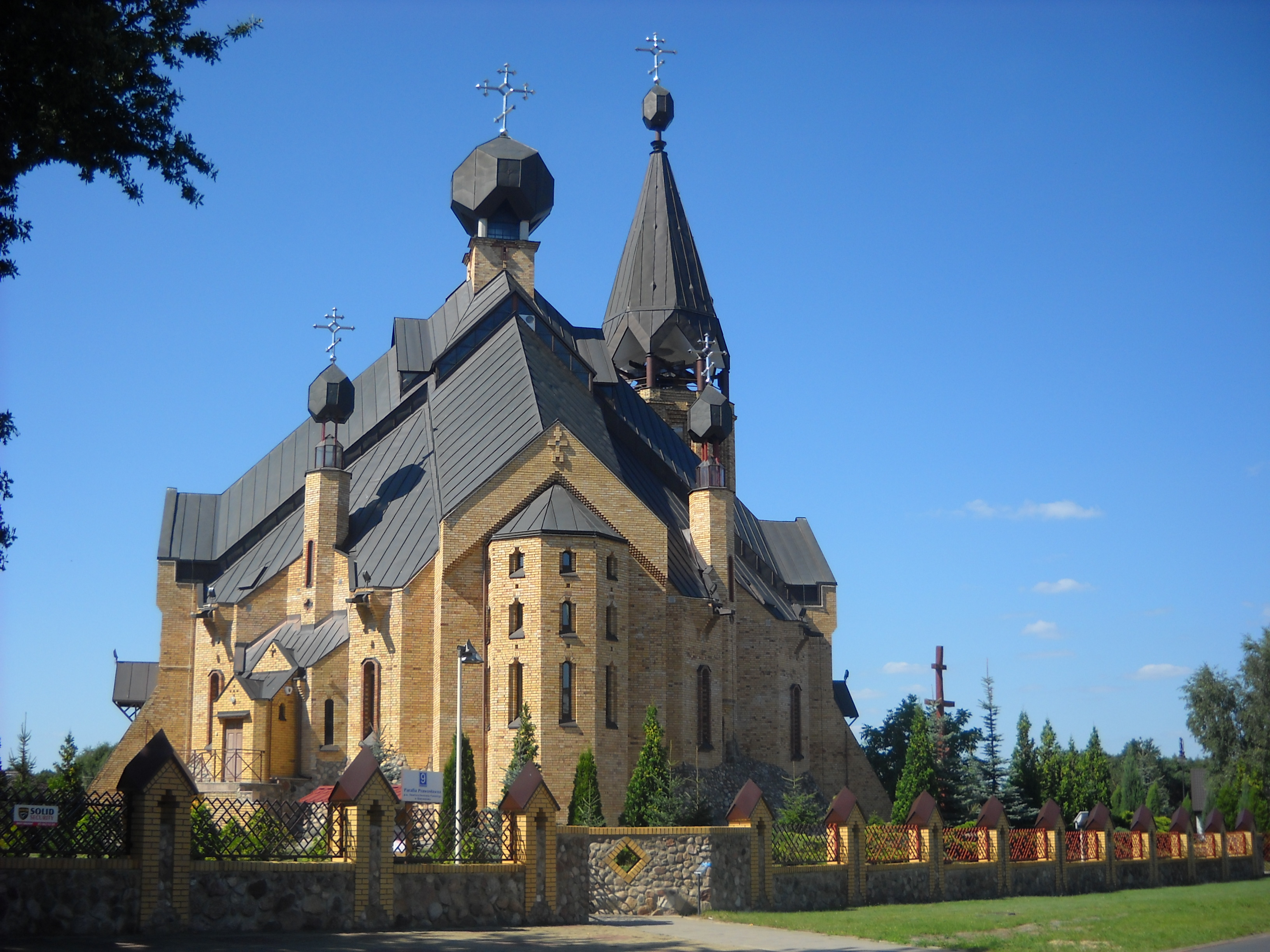
Igreja da Ressurreição
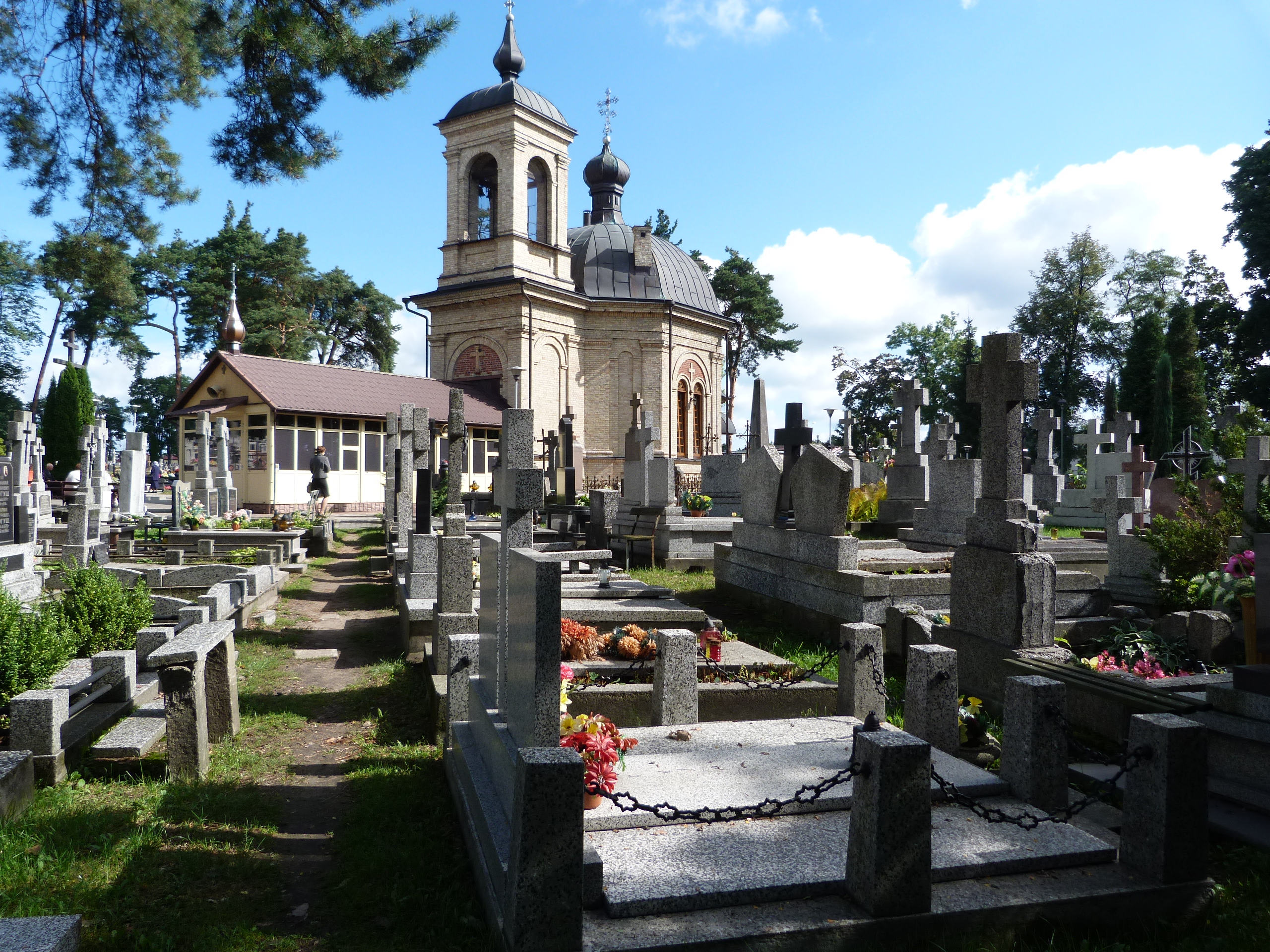
Igreja de Todos os Santos - igreja paroquial localizada no principal cemitério ortodoxo da cidade

#### Protestantismo

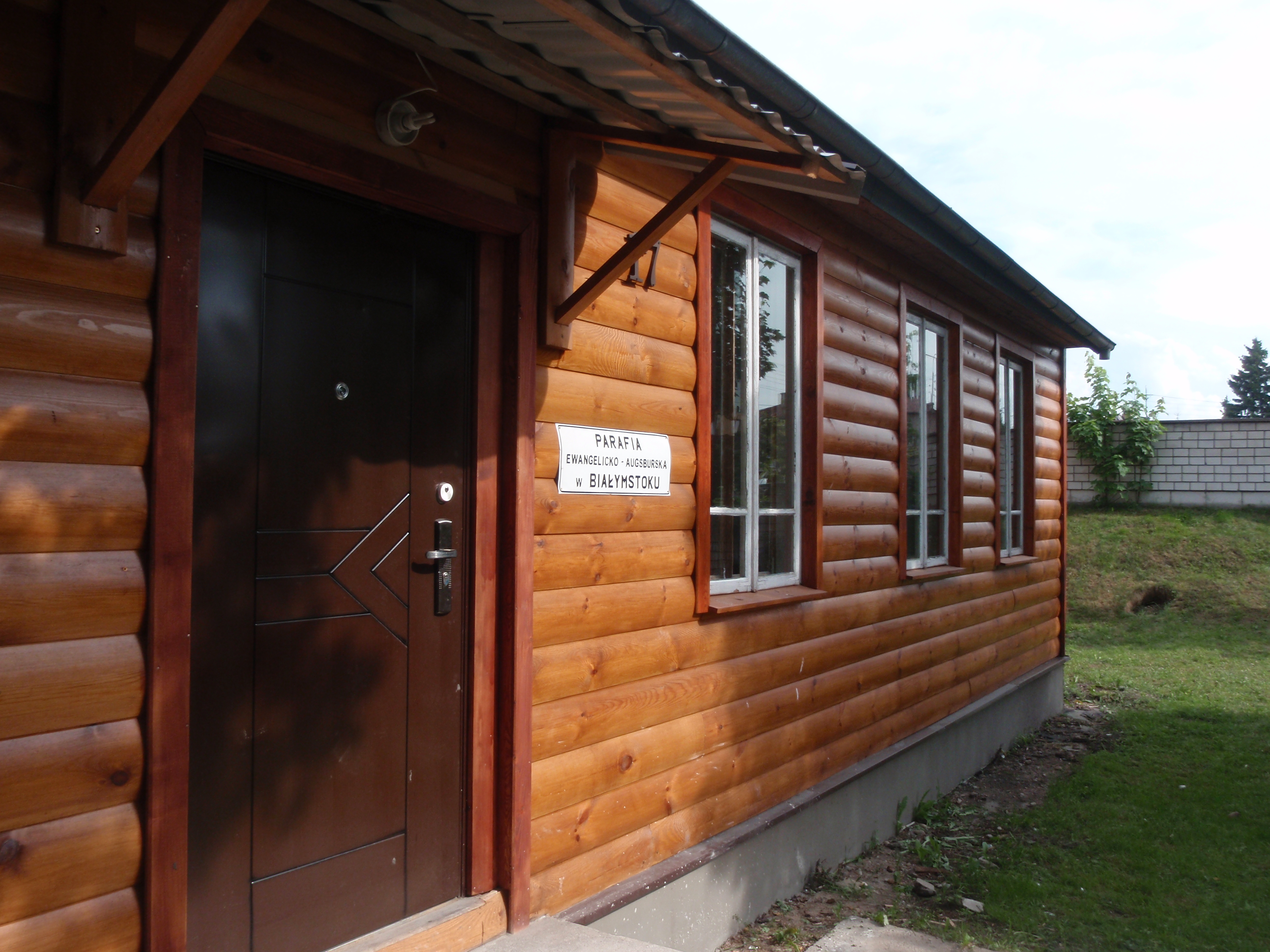
Capela evangélico-luterana

As seguintes igrejas protestantes estão ativas em Białystok:
- Comunidade Evangélica Cristã — posto avançado de missão em Białystok[138]
- Igreja Adventista do Sétimo Dia na Polônia — igreja em Białystok[139]
- Igreja de Deus em Cristo — Comunidade Cristã “Palavra da Vida”[140]
- Igreja Batista na Polônia — igreja em Białystok, igreja “Caminho da Salvação”, igreja “Comunidade da Boa Esperança”[141]
- Igreja Batista do Evangelho Pleno “Acampamento de Deus” — igreja do “Dia da Salvação”[142]
- Igreja da Glória — igreja da Glória em Białystok[143]
- Igreja Evangélica-Augsburgo na Polônia — paróquia em Białystok[144]
- Igreja Pentecostal na República da Polônia — igreja em Białystok, igreja “Boas Novas”[145][146]
- Sociedade Religiosa dos Amigos na Polônia — Sociedade Religiosa dos Amigos da Comunidade em Białystok[147]

#### Restauracionismo
- Testemunhas de Jeová — 8 congregações (Białystok–Antoniuk, Białystok–Dziesięciny, Białystok–Grabówka, Białystok–Nowe Miasto, Białystok–Rosyjski, Białystok–Słoneczny Stok, Białystok–Śródmieście (incluindo o grupo de língua de sinais), Białystok–Zielona Wzgórza) usando 2 Salões do Reino.
- Associação de Pesquisadores das Escrituras Livres — igreja em Białystok[148]

### Islamismo
Os muçulmanos também vivem na capital da voivodia, são mais de 2 mil deles (principalmente tártaros). A cidade é a sede da Comunidade Religiosa Muçulmana pertencente à União Religiosa Muçulmana, que inaugurou a mesquita em fevereiro de 2021. Há também o Ramo Podláquia da Liga Muçulmana na República da Polônia, que administra o Centro de Cultura Islâmica. Existem organizações islâmicas como a Associação de Estudantes Muçulmanos e a Associação Muçulmana para o Desenvolvimento Cultural. É publicada a revista “Memória e Duração”.

### Judaísmo

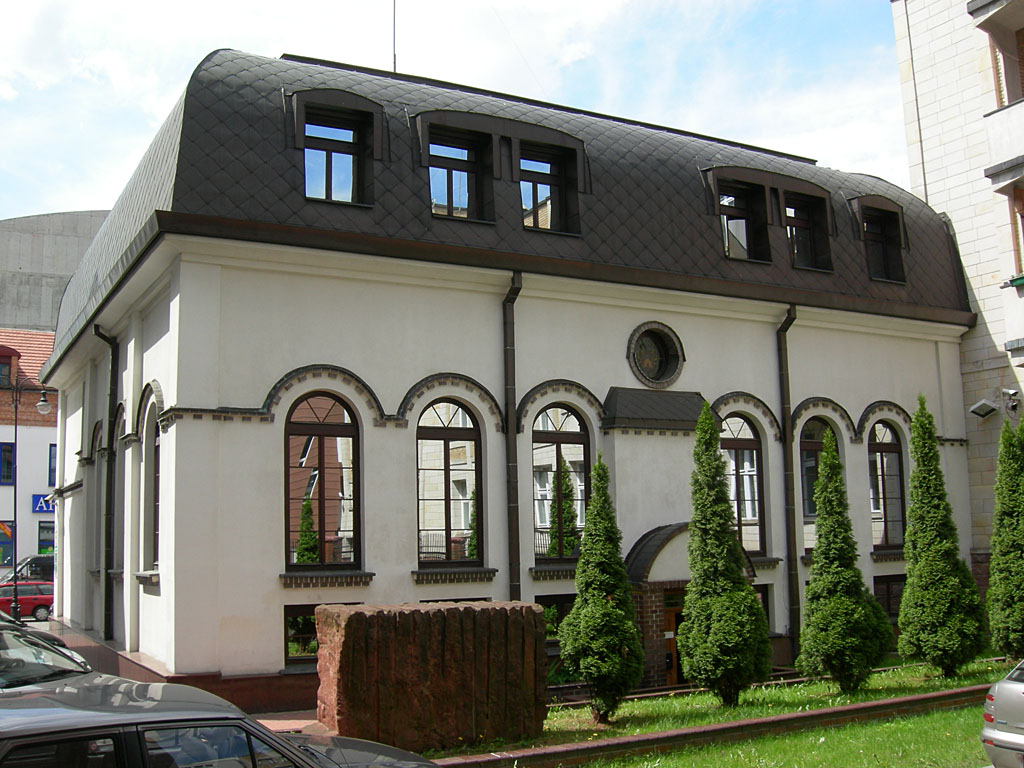
Antiga Sinagoga Piaskower

Em 1931, havia 40 mil judeus para cerca de 100 mil habitantes em Białystok, havia mais de 60 sinagogas e outras instituições judaicas. Em 2008, por iniciativa da Fundação Universidade de Białystok, uma Trilha do Patrimônio Judaico turístico e educacional foi criada na cidade.

### Budismo
- Associação Budista do Caminho do Diamante da Linhagem Karma Kagyu — Centro em Białystok.[154]

### Bön
- Ligmincha Polska − Centro em Bialystok[155]

### Fé bahá'í
Os primeiros artigos sobre a Fé bahá'í na imprensa local apareceram no segundo semestre de 1991, após visitas de bahá'ís esperantistas e outros professores da Polônia e do exterior. Em julho de 1992, Jan Zimnoch tornou-se o primeiro bahá'í em Białystok. Em setembro, foi formada a primeira Assembleia Espiritual Local, composta por nove bahá'ís adultos, incluindo quatro estudantes negros de medicina. Em outubro de 1992, a Escola de Outono Baha'i foi realizada na Escola de Gastronomia, com a participação de várias dezenas de pessoas da Polônia e do exterior. Nos anos seguintes, os bahá'ís organizaram reuniões privadas de oração, reuniram-se nos feriados e participaram de projetos internacionais. Eles se encontraram com os bahá'ís das comunidades da Bielorrússia, Lituânia, Letônia, Estônia, Rússia e Ucrânia. Cerca de 400 seguidores vivem na Polônia, uma dúzia deles em Białystok.

## Esporte e lazer

### Clubes e organizações esportivas
Lista de equipes participantes das competições provinciais e nacionais (a partir de 27/09/2020):
| Clube                         | Esporte                                                    | Data de fundação | Estádio/Campo/Ginásio                                           | Site www |
| ----------------------------- | ---------------------------------------------------------- | ---------------- | --------------------------------------------------------------- | -------- |
| Jagiellonia Białystok         | Futebol                                                    | 1920             | Estádio Municipal em Białystok                                  |          |
| Hetman Białystok              | Futebol                                                    | 1948             | campo lateral no Estádio Municipal em Białystok                 | [ 157 ]  |
| MOSP Białystok                | Futebol                                                    | 1996             | campos de esportes na rua Świętokrzyska                         | [ 158 ]  |
| Piast Białystok               | Futebol                                                    | 1997             | campo lateral no Estádio Municipal em Białystok                 | [ 159 ]  |
| Włókniarz Białystok           | Futebol                                                    | 1947             |                                                                 | [ 160 ]  |
| Włókniarz Białystok           | Futebol (seção feminina)                                   | 1947             | campo lateral no Estádio Municipal em Białystok                 | [ 161 ]  |
| PKK Żubry Białystok           | Basquetebol                                                | 2003             | Ginásio de esportes da Escola Secundária n.º 6                  | [ 162 ]  |
| Lowlanders Białystok          | Futebol americano                                          | 2006             | campo lateral no Estádio Municipal em Białystok                 | [ 163 ]  |
| Rugby Białystok               | Rugby                                                      | 2014             | campo lateral no Estádio Municipal em Białystok                 | [ 164 ]  |
| Husaria Białystok             | Hockey no gelo                                             | 2004             | Pista de patinação no gelo BOSiR                                | [ 165 ]  |
| Podlasie Białystok            | Atletismo                                                  | 1962             | Estádio „Zwierzyniec”                                           | [ 166 ]  |
| MKS Juvenia Białystok         | Natação, patinação de velocidade em pista curta, atletismo | 1957             | Piscina na rua Zwycięstwa („Mleczak”), pista de patinação BOSiR | [ 167 ]  |
| BAS Białystok                 | Voleibol                                                   | 2010             | Ginásio de esportes ZSR                                         | [ 169 ]  |
| Futbalo Białystok             | Futsal                                                     | 2019             | Ginásio de esportes SP n.º 8                                    | [ 170 ]  |
| Jagiellonia Białystok Futsal  | Futsal                                                     | 2023             | Ginásio de esportes do Complexo de Escolas Mecânicas            | [ 171 ]  |
| BAF Bonito Białystok          | Futsal                                                     | 2019             | Ginásio de esportes SP n.º 24                                   | www      |
| Helios Białystok              | Futsal                                                     | 1998             | Ginásio de esportes do Complexo de Escolas Mecânicas            | www      |
| MOKS Słoneczny Stok Białystok | Futsal, tênis de mesa, handebol                            | 1998             | Ginásio de esportes do Complexo de Escolas Mecânicas            | [ 172 ]  |
| UKS Dojlidy Białystok         | Tênis de mesa                                              |                  | Ginásio de esportes ZSR                                         | [ 173 ]  |

- Fundacja Białystok Biega — organizadora de eventos esportivos, principalmente eventos de corrida.
- Cresovia Białystok — canoagem
- Clube de Judô da Universidade de Tecnologia de Białystok[174] – judô
- Jagiellonia Judo Club Białystok[175] — judô
- Human Białystok – Kick-boxing[176]
- AZS WSFiZ
- AZS PB
- AZS WSAP
- Aeroklub Białostocki — planadores, paraquedismo
- Stowarzyszenie Klub Balonowy Białystok
- Automobilklub Podlaski
- Białostocki Ośrodek Sportu i Rekreacji — tênis, pista de gelo, atletismo
- Podlaski Klub Taekwondo “So-san” — caratê
- Białostocki Ośrodek Japońskich Sztuk Walki “SHOBUKAI” — caratê
- Podlaskie Stowarzyszenie Sportu Osób Niepełnosprawnych “Start” Białystok — tênis, voleibol, atletismo, natação
- Kaisho Karate Klub — caratê Shotokan/WKF
- Międzyszkolny Osiedlowy Klub Sportowy „Słoneczny Stok” – tênis de mesa, handebol, atletismo
- Akademia Piłkarska “Talent” — futebol
- Białostocki Klub Karate Kyokushin “KANKU” — caratê
- Młodzieżowy Klub Sportowy “Batory 18” — basquetebol; clube fundado em 23 de outubro de 2013, as partidas são disputadas no pavilhão esportivo do Complexo Escola e Jardim de Infância n.º 5 da rua Magnoliowa 13.[177]
- UKS 19 Bojary Białystok — atletismo
- Juvenia Białystok — atletismo, patinação de velocidade
- LUKS Atletic Białystok — atletismo
- UKS Wygoda Białystok — ciclismo, futebol[178]
- Stowarzyszenie Gimnastyki Artystycznej i Tańca “BIS” — ginástica artística, ginástica esportiva, dança esportiva
- Podlaski Klub Paralotniowy — parapente
- Klub Biegowy “Pędziwiatr” — corrida
- YMAA Białystok — artes marciais chinesas — Taijiquan e Shaolin

### Eventos esportivos — cíclicos
- Meia Maratona de Białystok (desde 2013)[179]
- Corridas de Białystok (desde 2011)[180]
- Ekiden — revezamento de maratona (desde 2015)[181]
- Hero Run — pista de obstáculos (desde 2016)[182]

### Instalações esportivas e recreativas
Estádios e pavilhões desportivos

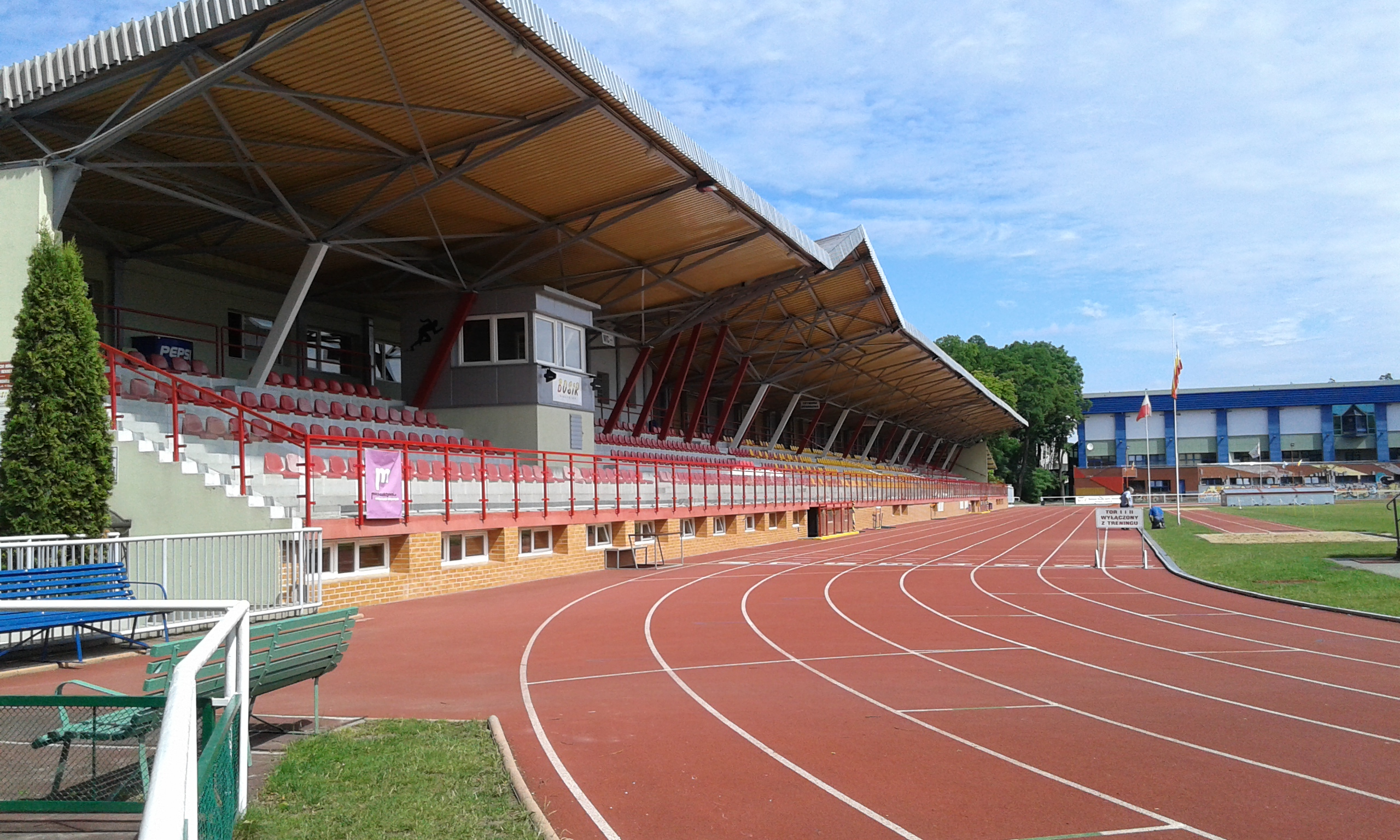
Estádio BOSIR “Zwierzyniec”

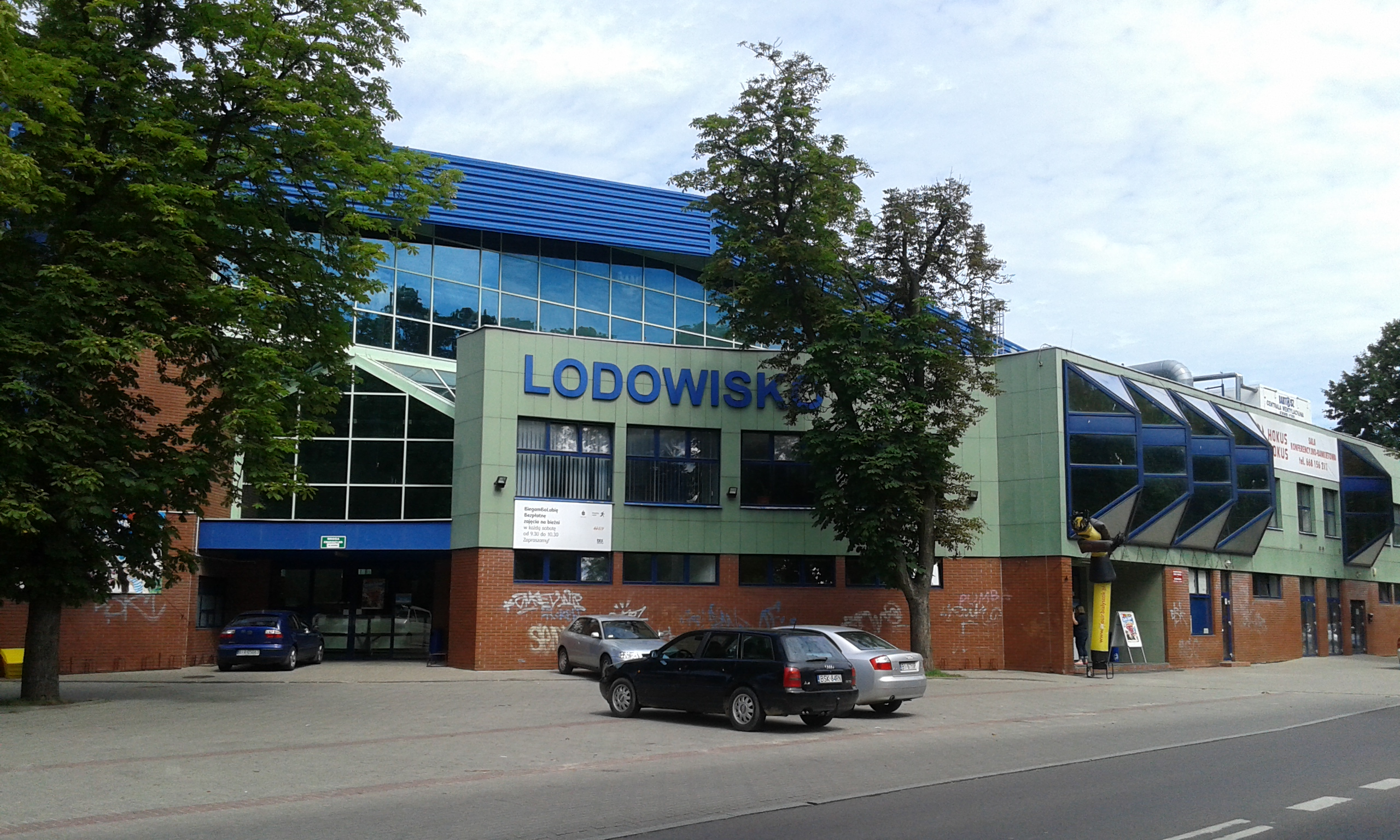
Pista de patinação no gelo BOSiR em Białystok

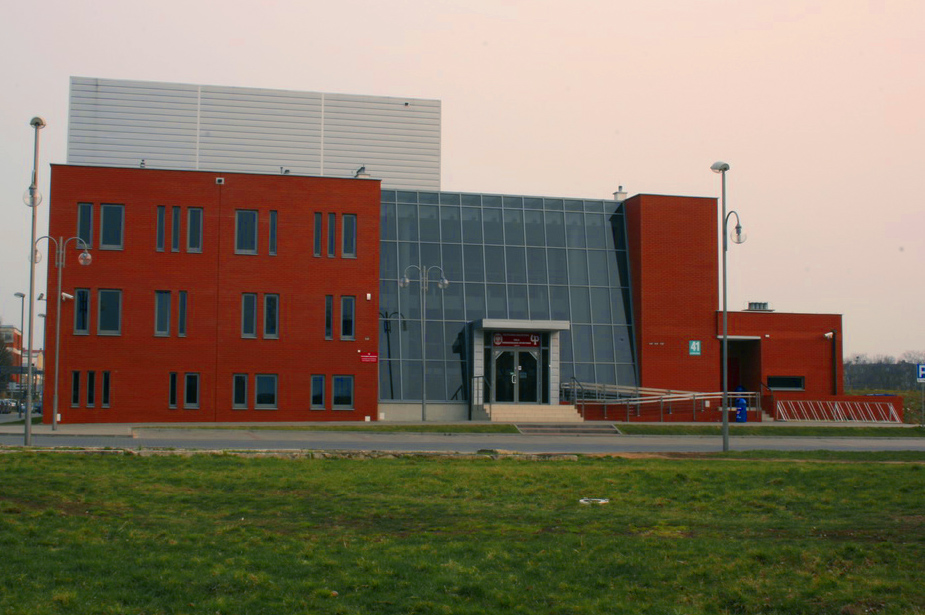
Salão de esportes e entretenimento da Universidade de Tecnologia de Białystok

- Estádio BOSiR “Zwierzyniec” — atletismo — rua 11 Listopada 28
- Estádio Municipal em Bialystok — futebol — rua Słoneczna 1
- Estádio Municipal em Bialystok — campo lateral de futebol americano — rua Słoneczna 1
- Centro de treinamento do Jagiellonia Białystok na rua Elewatorska, 4
- Campos de futebol MOSP — rua Świętokrzyska
- Ginásio de esportes e entretenimento da Universidade de Tecnologia de Białystok — rua Wiejska 45A
- Ginásio de esportes da Universidade de Medicina — rua Wołodyjowskiego 1
- Ginásio de esportes da Universidade de Białystok rua Świerkowa 20A

Piscinas
- BOSiR Piscina esportiva — rua Włókiennicza 4 (piscina coberta)
- BOSiR Piscina privada — rua Mazowiecka 39C (piscina coberta)
- BOSiR Piscina familiar — rua Stroma 1A (piscina coberta)
- Piscina social — rua Baranowicka 203 (piscina coberta)
- Piscina do Centro Esportivo Interescolar “Mleczak” — rua Zwycięstwa 28 (piscina coberta)
- Piscina “Tropicana” (complexo de lazer) — Hotel Gołębiewski, rua Pałacowa 7 (piscina coberta)
- Piscina “Maniac Gym” — rua Warszawska 79A (piscina coberta)

Quadras de tênis
- Quadras de tênis BOSIR “Centrum Tenisowe Zwierzyniec” — rua 11 Listopada 28
- Quadras de tênis “Richi” — rua Antoniuk Fabryczny 4
- Quadras de tênis Politechniki Białostockiej — rua Wiejska 45
- Quadras de tênis da Associação de Tênis “Stanley” — rua Niedźwiedzia 56A

Outros
- Centro de Esportes Aquáticos “Dojlidy” — rua Plażowa 1
- Aeroclube de Białystok — rua Ciołkowskiego 2
- Centro de jogos infantis FIKOLAND & RE-kreacja — rua Handlowa 1A
- Centro de Esportes e Recreação “Maniac Gym” — rua Warszawska 79A
- Skatepark no Parque Jadwiga Dziekońska
- Skatepark Węglowa — rua Węglowa 8
- Pista de patinação no gelo (pista de patinação no verão) BOSiR — rua 11 Listopada 28
- Campo de tiro esportivo — rua Produkcyjna 113
- Campo de tiro esportivo “UKS Kaliber” — rua Grunwaldzka 18
- Campo de tiro esportivo no Complexo escolar Metalowo-Drzewnych — rua Stołeczna 21
- Campo de tiro esportivo no Complexo escolar Mechanicznych — rua Broniewskiego 14
- Campo de tiro esportivo V Liceum Ogólnokształcące — rua Miodowa 5

## Exército
O 18.º Regimento de Reconhecimento (rua Kawaleryjska), a 25.ª Divisão Econômica Militar e a sede da 1.ª Brigada de Defesa Territorial da Podláquia e seu 11.º Batalhão de infantaria leve estão estacionados aqui.

## Administração
Białystok tem o estatuto de cidade com direitos de condado. A sede das autoridades da cidade está situada na rua Słonimska. Białystok pertence a várias organizações municipais: União das Metrópoles Polonesas, Eurorregião Niemen, Fundação Pulmões Verdes da Polônia (sede), Eurocidades.

### Presidente da cidade
O órgão executivo do governo é o presidente da cidade. O presidente da cidade de Bialystok é eleito pelos habitantes em eleições diretas. Desde 2006, o cargo é ocupado por Tadeusz Truskolaski.

Administração pública
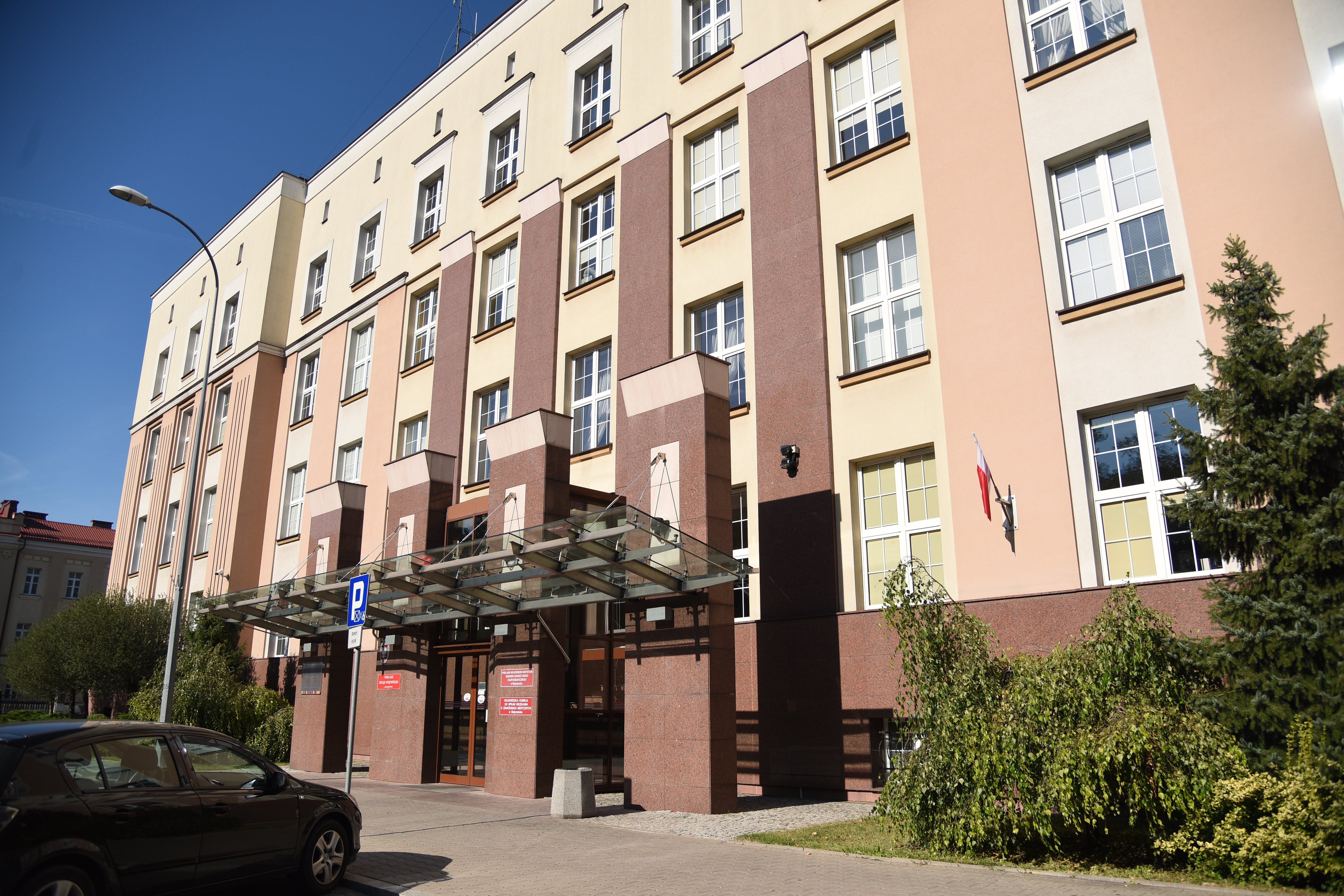
Edifício sede da voivodia da Podláquia em Bialystok
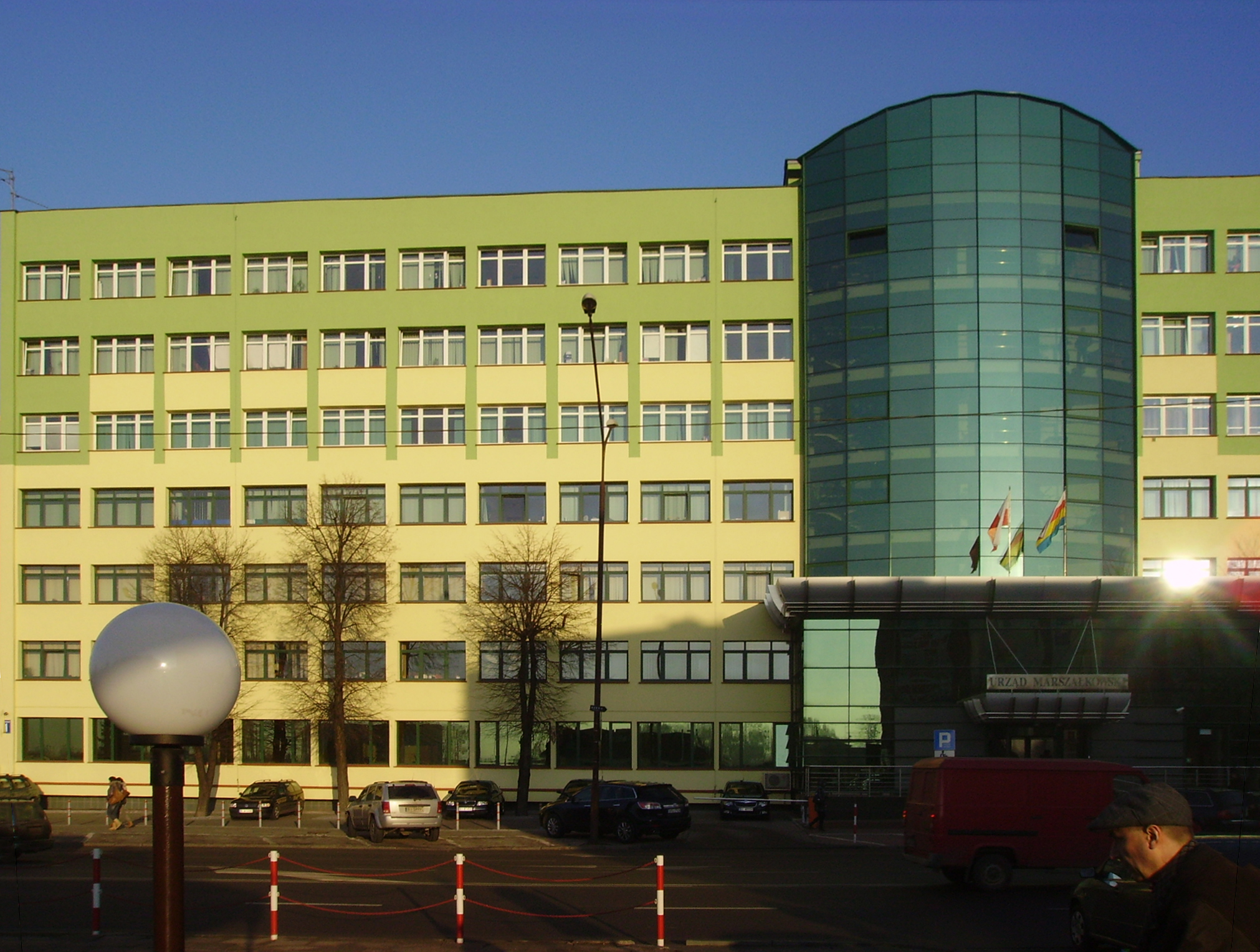
Gabinete do Marechal da voivodia da Podláquia
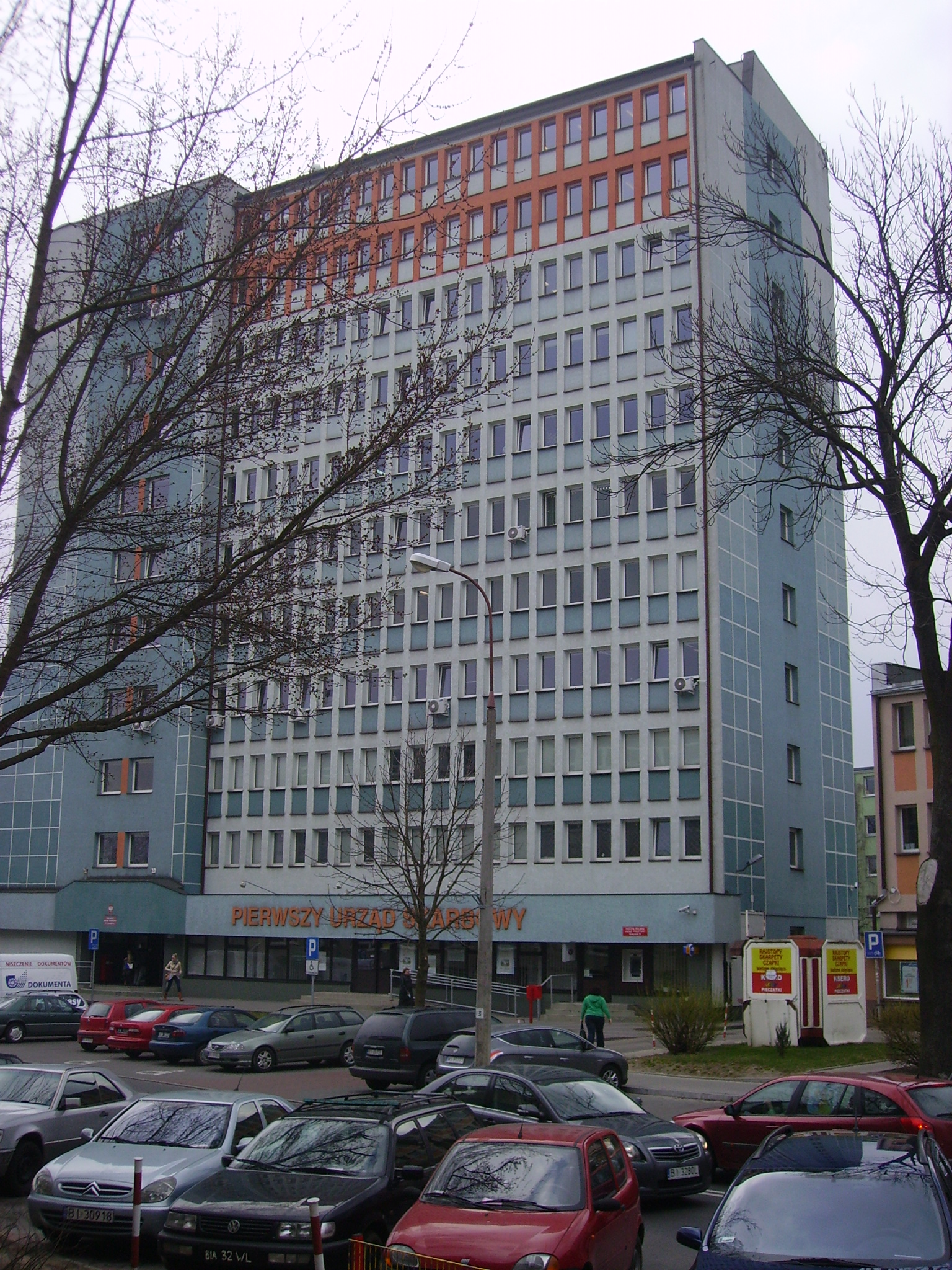
Primeira administração fiscal
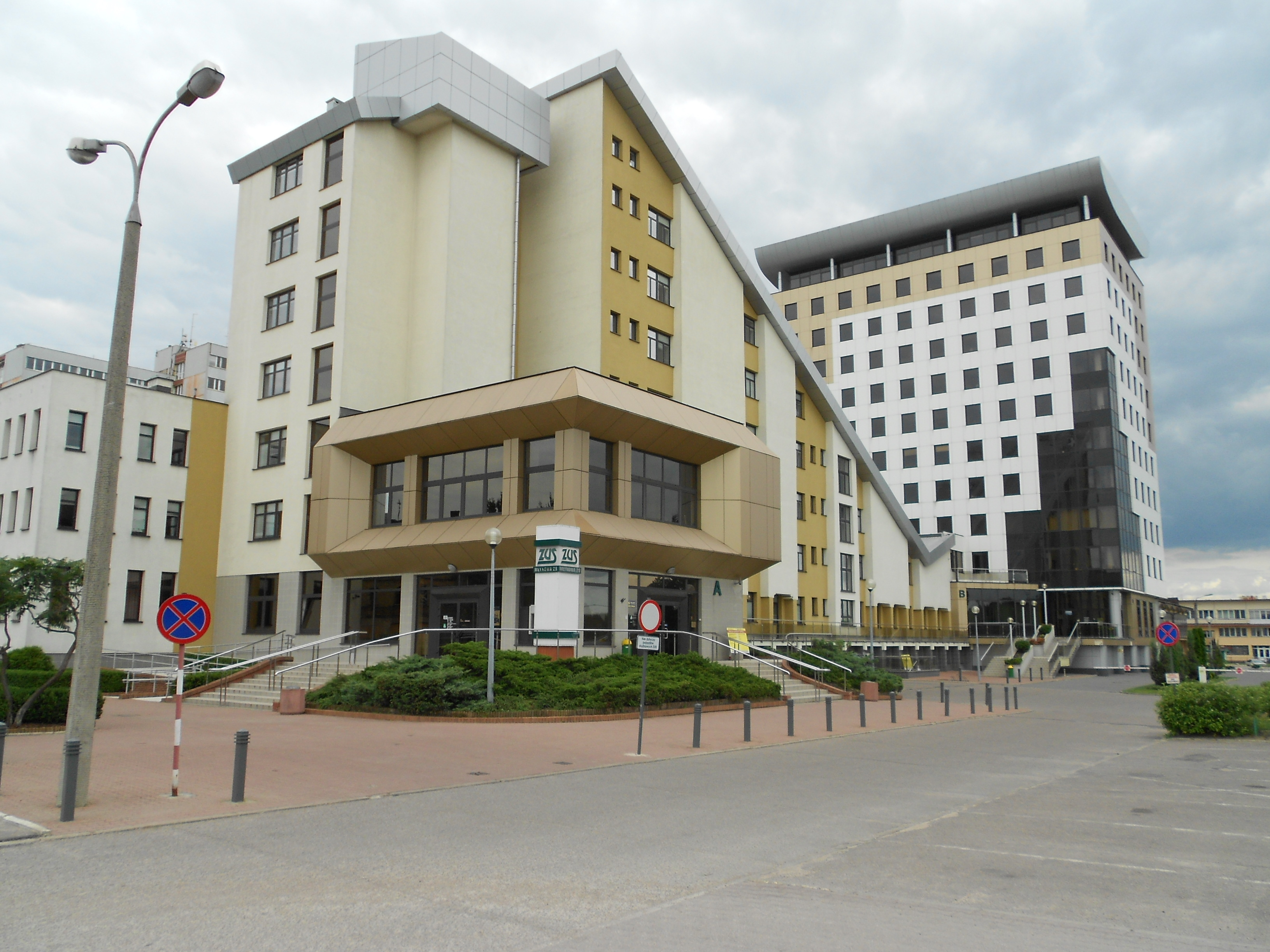
Filial da Instituição de Seguro Social
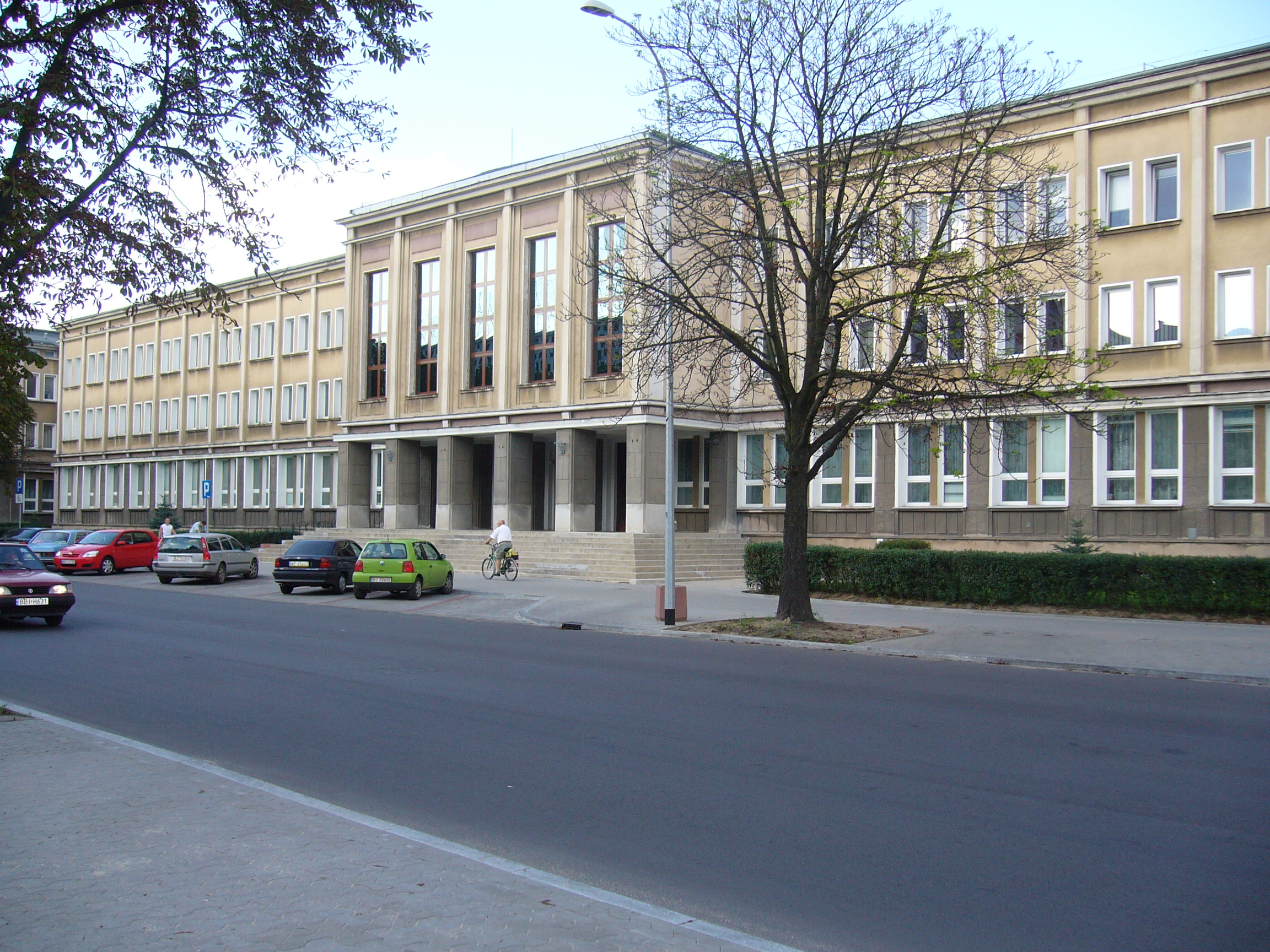
Tribunal Distrital
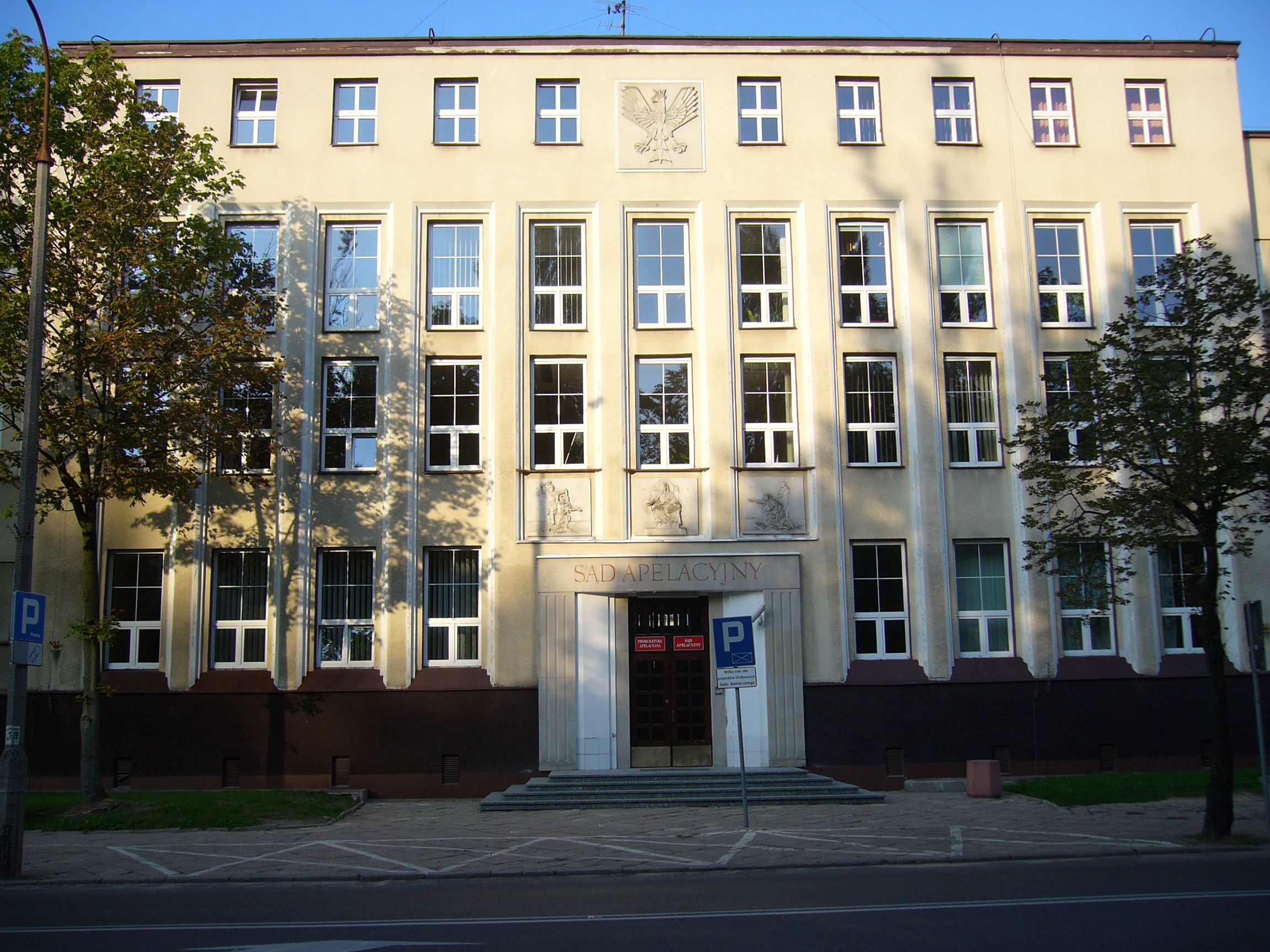
Tribunal de Apelação
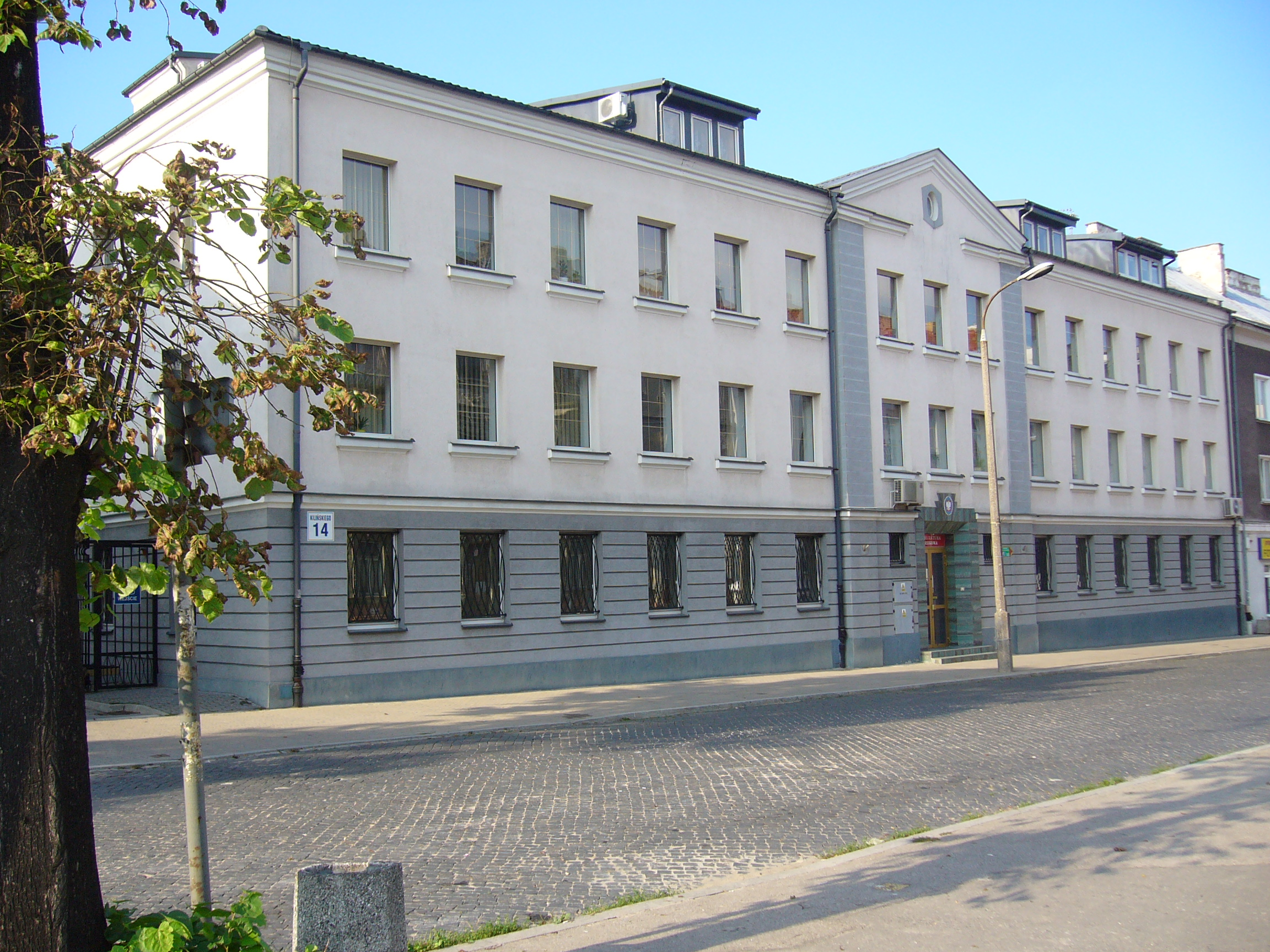
Gabinete do Procurador Distrital
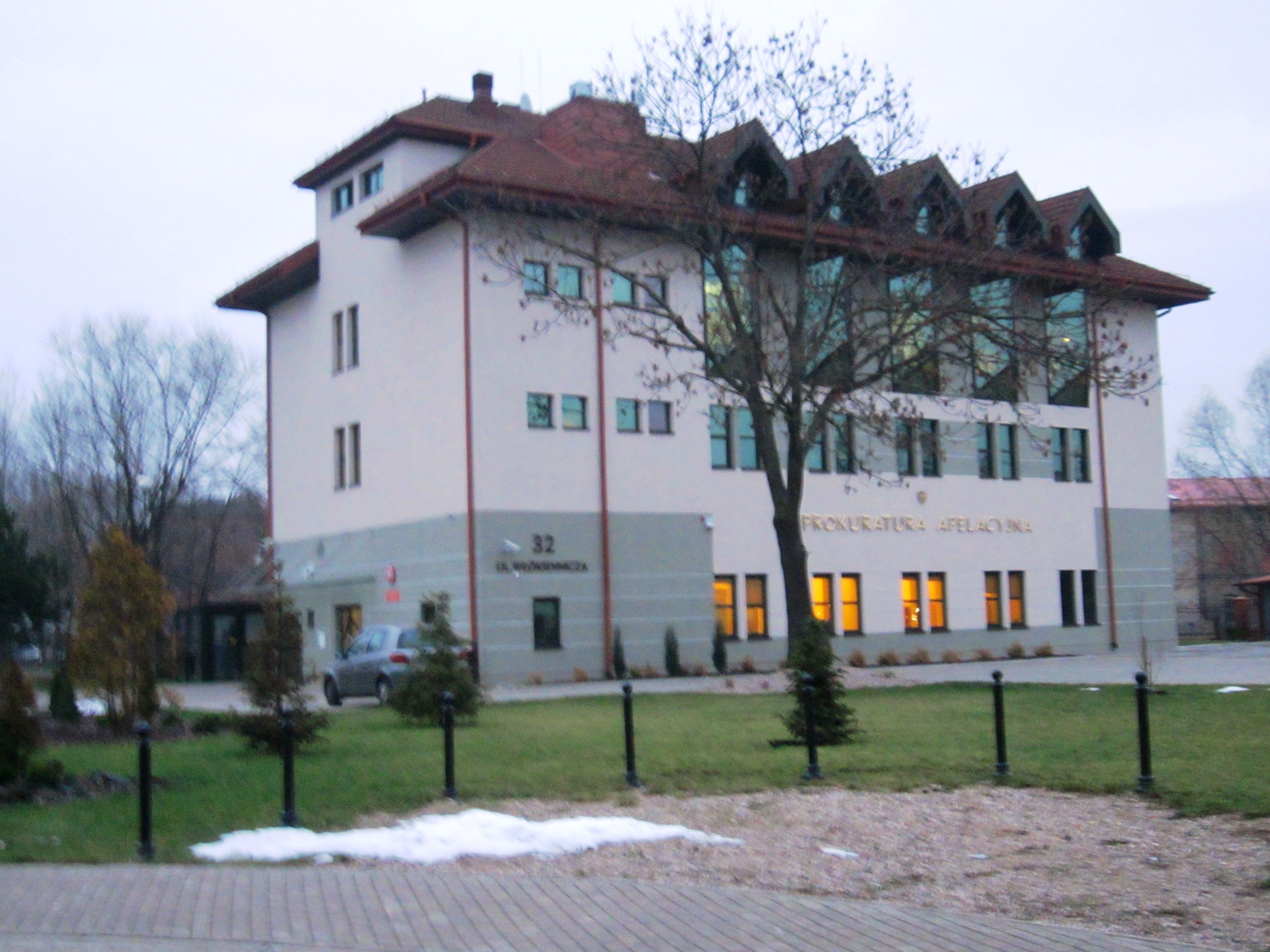
Gabinete do Procurador de Apelação